# Ecce Homo (závodní trať)
Ecce Homo (z latinského „Ejhle člověk“) je název závodní tratě v České republice, která se nachází v moravském městě Šternberk. Na této trati se pravidelně konají automobilové závody do vrchu.
Trať je geograficky situována na úpatí Domašovské vrchoviny v oblasti Nízkého Jeseníku, tedy v místě, kde rovinatá Haná přechází do prvních kopců. Závodní trať Ecce Homo vede od Šternberka na severovýchodním směrem k městu Moravský Beroun.
Přírodní závodní trať Ecce Homo Šternberk má dlouhou a bohatou historii. První sportovní motoristická akce se zde konala již v roce 1905, a to v rámci soutěže spolehlivosti a "tzv. konkurenční jízdy" na trase Vídeň – Vratislav – Vídeň. 
První samostatný závod do vrchu s názvem Ecce Homo (Das Ecce Homo Rennen) byl uspořádán v roce 1921. Tuto první etapu historie závodu přerušila až druhá světová válka. Moderní historie závodu do vrchu započala roku 1971, kdy se začal každoročně konat mezinárodní závod do vrchu Ecce Homo Šternberk.
Organizaci závodu a správu závodní tratě obstarává Automotoklub Ecce Homo Šternberk se sídlem ve Šternberku.

## Základní parametry tratě
V průběhu více než stoleté historie tratě získalo Ecce Homo různé podoby v závislosti na pořádaných závodech. Nejzásadnější změnou bylo vytvoření závodu na okruhové trati, která mezi lety 1950-1958 nesla stejný název a využívala ve svém profilu polovinu původní tratě závodu do vrchu.
Verze otevřené tratě pro závody do vrchu se v průběhu let měnila především ve své délce. Od roku 1905 zůstává základní charakter otevřené tratě identický až do současnosti. Významné změny přinesla modernizace silnice, která reflektovala vývoj automobilové dopravy v regionu. Ta ovlivnila podobu tratě  zejména v části Lipinského oblouku a Nové zatáčky. Výraznými úpravami prošel především povrch tratě v celé její délce.

### Historický vývoj tratě Ecce Homo
V roce 1905 byl využit čtyřkilometrový úsek tratě Ecce Homo. Od roku 1921 až do posledního meziválečného závodu v roce 1937 se závodilo na trati o celkové délce 7750 metrů.
V letech 1950–1958 se Ecce Homo jezdilo jako okruhový závod, přičemž délka jednoho okruhu činila 9820 metrů.
Roku 1971, při obnovení závodů do vrchu na trati Ecce Homo, byla využita délka závodní dráhy 5000 metrů, přičemž startovní čára se nacházela přibližně na úrovni šternberského Vincentina. Od roku 1972 do roku 1975 se délka závodní dráhy navrátila k 7750 metrům.
Posun cílové čáry v roce 1976 prodloužil závod na 8000 metrů. Od roku 1980 se trať v délce 7800 metrů používá do dnes, a to v důsledku úprav provedených v oblasti Lipinského oblouku.

### Varianty Ecce Homo po roce 1980

#### 1. Trať pro závod mistrovství Evropy sdélkou 7800m
| Délka tratě: | 7800 m       |
| Převýšení:   | 307 m        |
| Stoupání:    | průměr 3,6 % |
| Šířka:       | min. 7 m     |

Tento profil tratě s délkou 7800 metrů je nejdelší vrchařskou tratí v České republice, na kterém se konají amatérské, národní a mezinárodní závody do vrchu.
Profil tratě je tvořený zeměpisnou polohou. Trať je vedena po úbočí údolí, které směřuje směrem od Šternberka na obec Dalov. Start závodu je ve Šternberku na křižovatce ulice Opavské a Sadové nad Tyršovým sadem (městským parkem) v nadmořské výšce 300 m n. m. Silnice průběžně stoupá po vrstevnicích zmíněného údolí až překoná jeho vrchol zhruba v nadmořské výšce 500 m n. m. v okolí Lipinského oblouku a dále směřuje na Moravský Beroun. Jezdci protínají cíl v nadmořské výšce 607 m n. m. ve vzdálenosti 7800 metrů od startu a z druhé strany 1,3 kilometru od osady Nové Dvorce, kde je točna závodních vozů a parkoviště vozidel po dojezdu do cíle. 

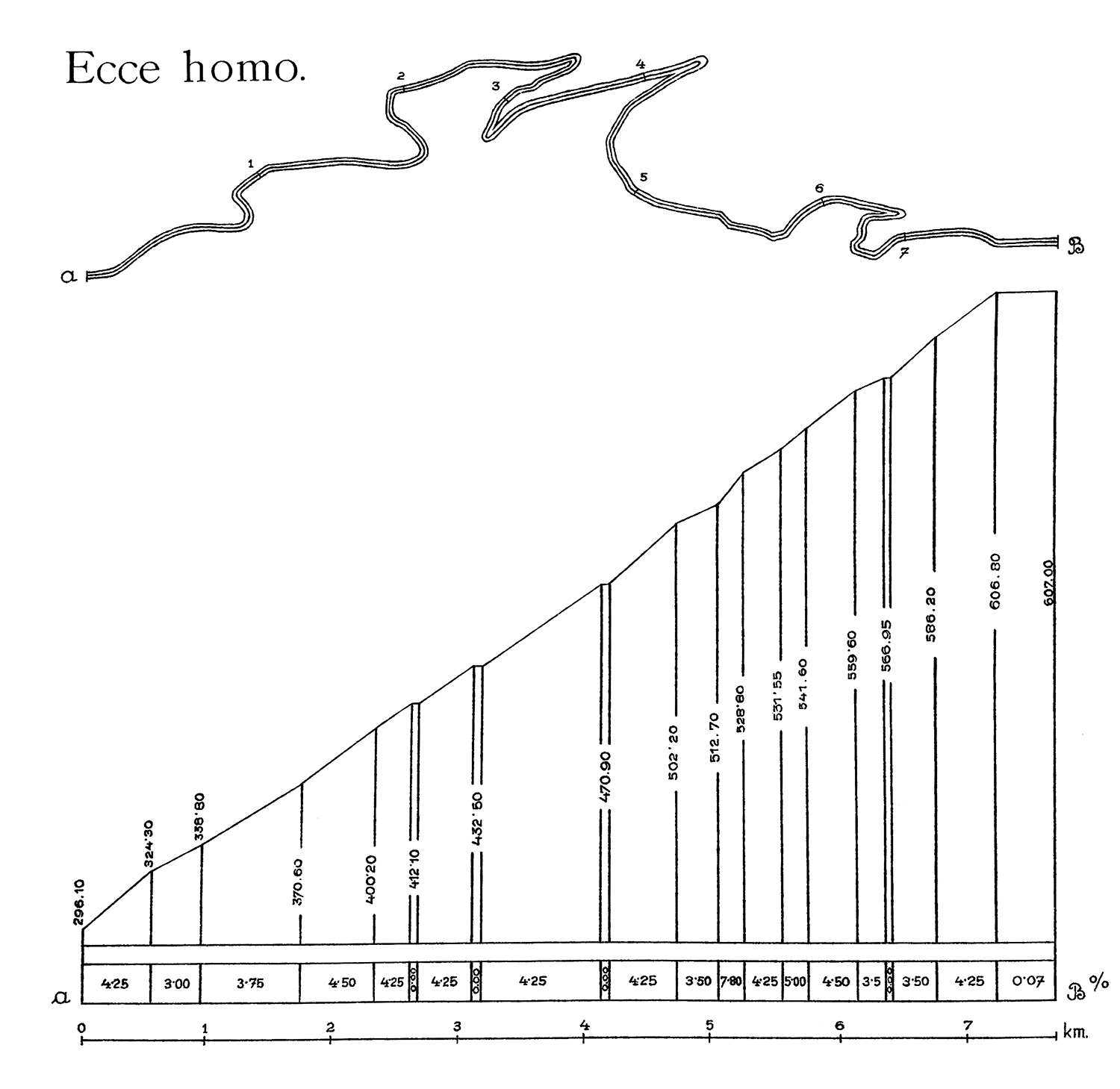
Plán tratě Ecce Homo (r. 1923)

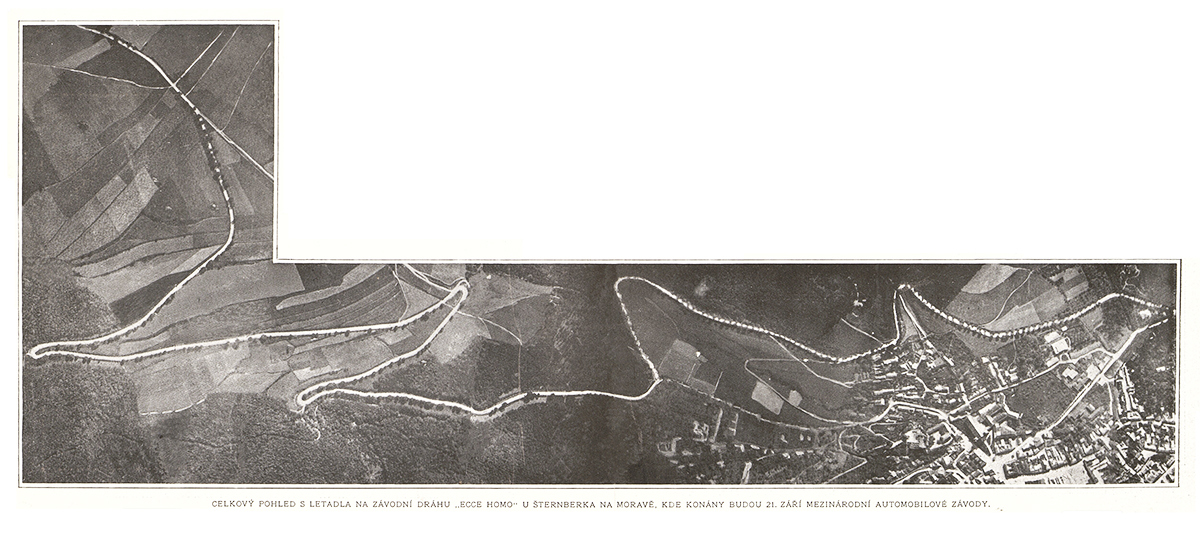
Trať Ecce Homo (letecký snímek r. 1924)

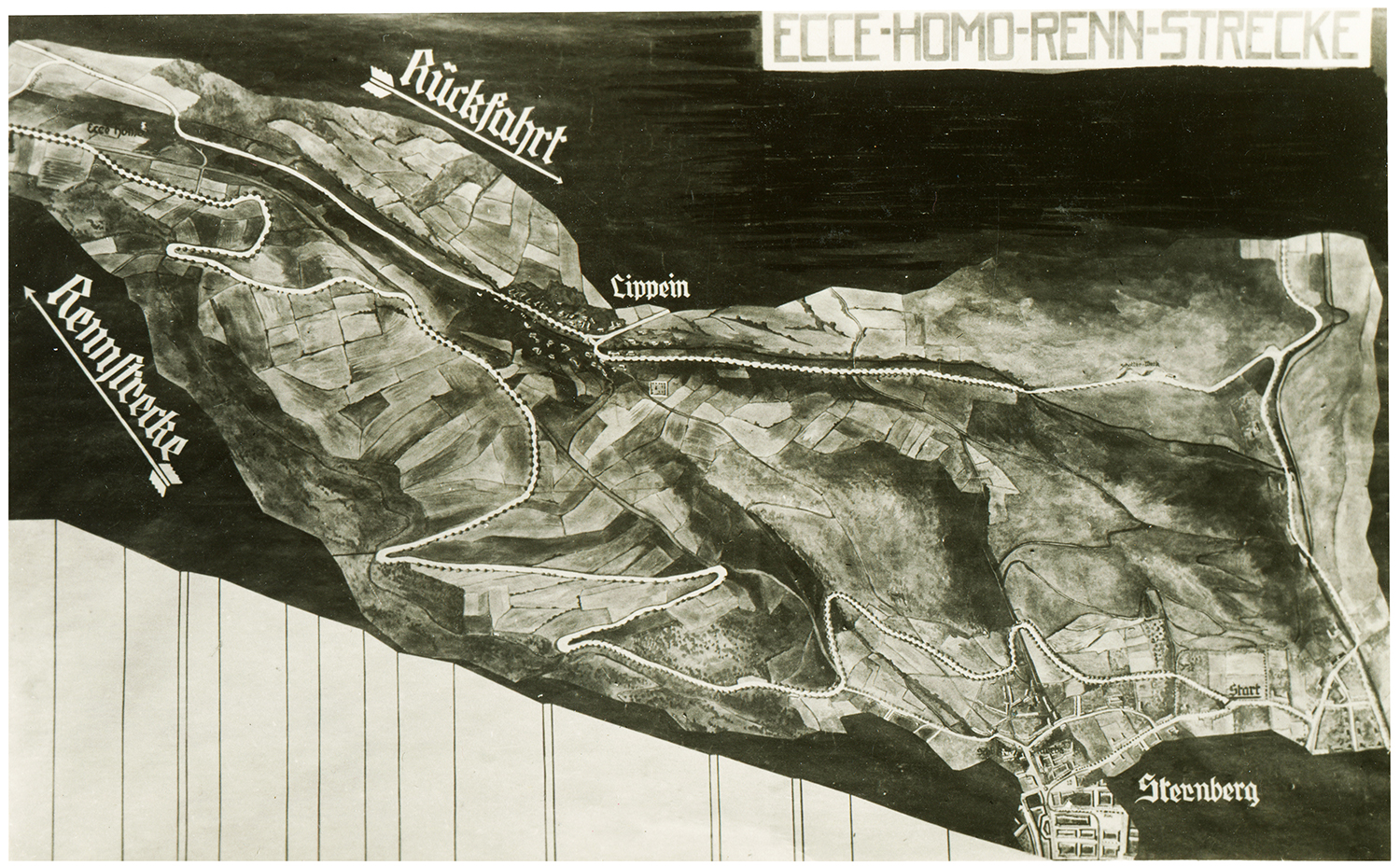
Trať Ecce Homo (r. 1937)

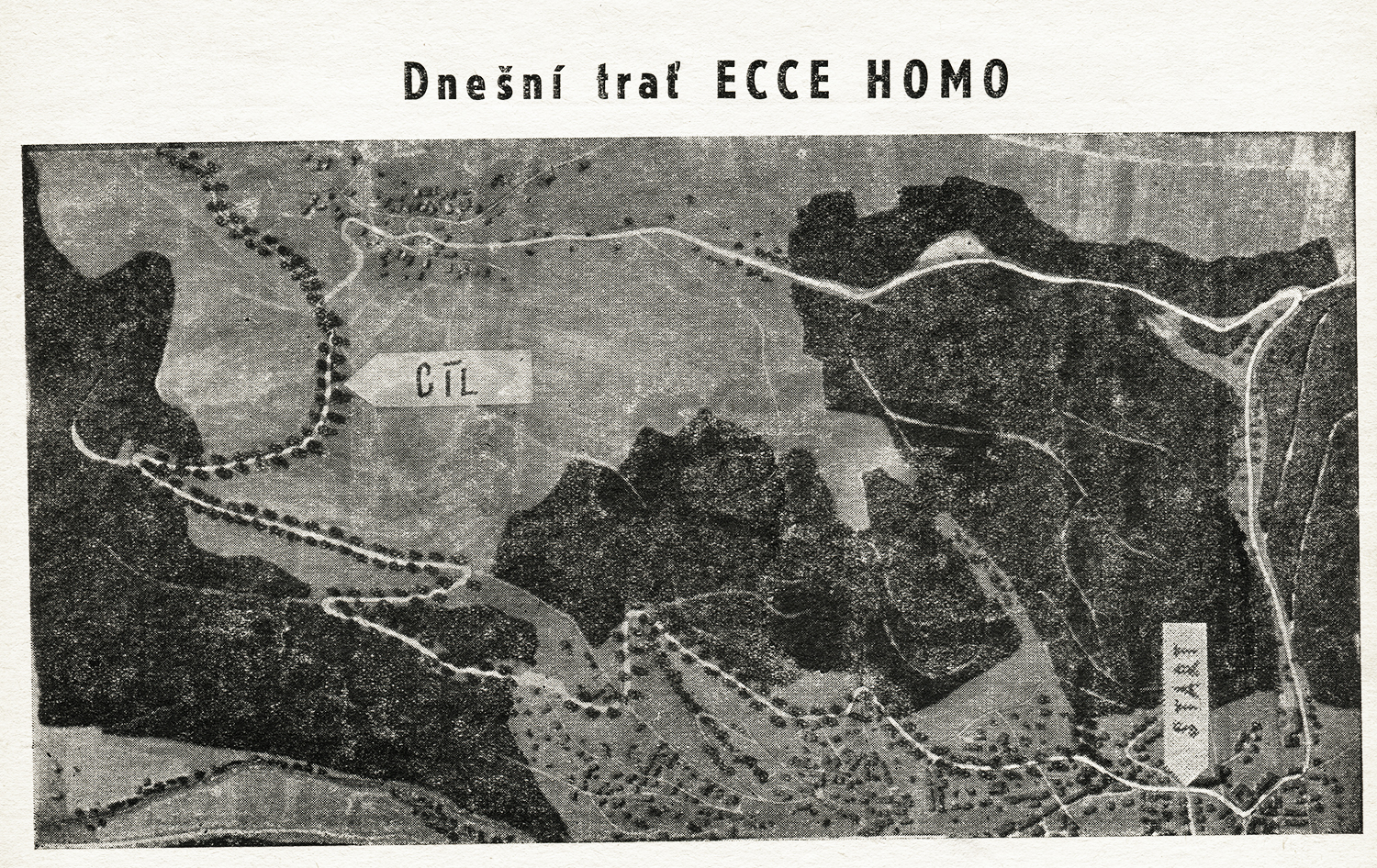
Trať Ecce Homo – zkrácená verze (r. 1971)

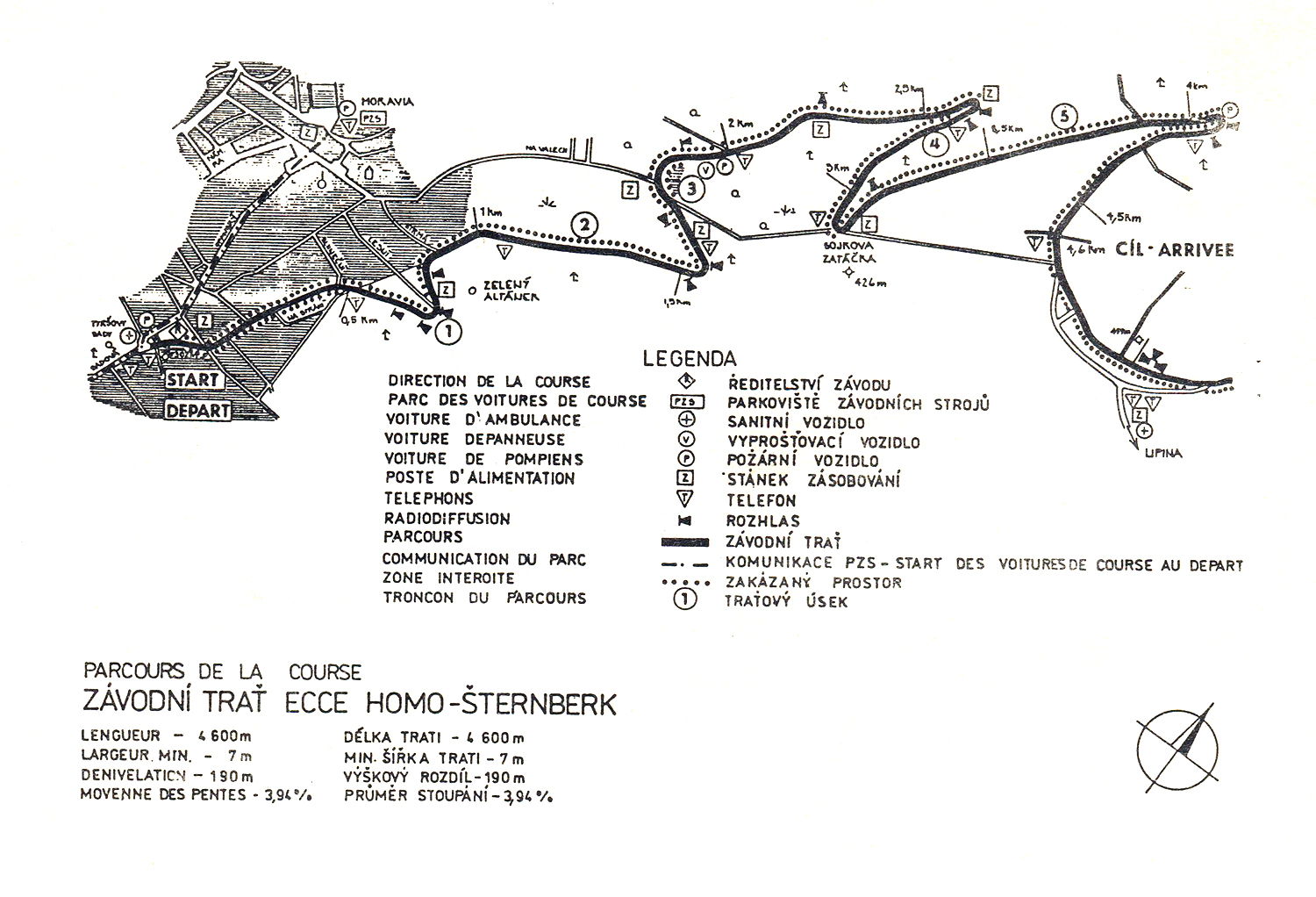
Zkrácená verze Ecce Homo (r. 1986)

Jednotlivé úseky tratě Ecce Homo jsou pojmenované podle událostí, které se v historii závodu v místě udály nebo specifického charakteru úseku. Od startu závodní tratě jsou jednotlivé úseky pojmenovány:
| Název úseku                                                                      | GPS poloha                       |
| -------------------------------------------------------------------------------- | -------------------------------- |
| Ecce Homo – Start                                                                | 49°43′36″ s. š., 17°18′11″ v. d. |
| Ecce Homo – U sokolovny                                                          | 49°43′46″ s. š., 17°18′14″ v. d. |
| Ecce Homo – pod Vyhlídkou                                                        | 49°43′56″ s. š., 17°18′26″ v. d. |
| Ecce Homo – pod Zelenou budkou                                                   | 49°43′56″ s. š., 17°18′26″ v. d. |
| Ecce Homo – Zahradní                                                             | 49°44′16″ s. š., 17°18′38″ v. d. |
| Ecce Homo – Zatáčka pod starým startem / Zatáčka u Zmrzlíka / Zatáčka nad hradem | 49°44′17″ s. š., 17°18′25″ v. d. |
| Ecce Homo – Starý start                                                          | 49°44′22″ s. š., 17°18′27″ v. d. |
| Ecce Homo – Plechová zatáčka / Šenkýřovka                                        | 49°44′29″ s. š., 17°18′28″ v. d. |
| Ecce Homo – Krvavá zatáčka / nad Žlebem                                          | 49°44′41″ s. š., 17°18′38″ v. d. |
| Ecce Homo – Sojkova zatáčka                                                      | 49°44′27″ s. š., 17°18′42″ v. d. |
| Ecce Homo – Fajova zatáčka / Černá zatáčka / U Kukačky / Lesní zatáčka           | 49°44′57″ s. š., 17°18′56″ v. d. |
| Ecce Homo – Lipinský oblouk / Lipinská křižovatka                                | 49°44′40″ s. š., 17°19′7″ v. d.  |
| Ecce Homo – Pařezová zatáčka / Krámského esíčka                                  | 49°44′49″ s. š., 17°19′30″ v. d. |
| Ecce Homo – Stadión / Nová zatáčka                                               | 49°45′14″ s. š., 17°19′49″ v. d. |
| Ecce Homo – Skalní                                                               | 49°45′5″ s. š., 17°19′47″ v. d.  |
| Ecce Homo – Cílové esíčko                                                        | 49°45′17″ s. š., 17°20′6″ v. d.  |
| Ecce Homo – Cíl                                                                  | 49°45′22″ s. š., 17°20′16″ v. d. |

#### 2. Zkrácená varianta pro závody českého mistrovství sdélkou 4800m
| Délka tratě: | 4800 m      |
| Převýšení:   | 187 m       |
| Stoupání:    | průměr 3,9% |
| Šířka:       | min. 8 m    |

Profil tratě je obdobný s variantou pro závod mistrovství Evropy, s tím rozdílem, že cílová čára je ve vzdálenosti 4800 m od startu na Opavské ulici a je umístěna v místě začátku Lipinského oblouku v katastru obce Lipina v nadmořské výšce 491 m n. m. Tato varianta je využívaná pro závody Mistrovství České republiky, či podzimní závod historických vozů s názvem Ecce Homo Historic. V minulosti se na této délce tratě uskutečnilo i několik amatérských podniků. Tento profil je zvolen především s ohledem na omezení dopravy na vytížené silnici směrem na Opavu a rovněž s ohledem na zachování autenticity plné délky tratě, která je připravována jen pro vrcholný podnik mistrovství Evropy závodů automobilů do vrchu.

#### 3. Zkrácená varianta pro závod FIA Hill Climb Masters (2016) sdélkou 3200m
| Délka tratě: | 3200 m      |
| Převýšení:   | 124 m       |
| Stoupání:    | průměr 3,9% |
| Šířka:       | min. 8 m    |

Profil tratě je obdobný s variantou pro závod mistrovství Evropy v závodech automobilů do vrchu, s tím rozdílem, že cílová čára je ve vzdálenosti 3200 m od startu na Opavské ulici a je umístěna za Sojkovou zatáčkou v nadmořské výšce 426 m n. m. Tato varianta byla využita výhradně pro závod FIA Hill Climb Master 2016, tedy pro závod národů, který od roku 2014 zaštiťovala FIA a pořádala ho s odstupem dvou let v různých místech Evropy.

## Historie závodu
Cesta z Olomouce přes Šternberk ve směru na Slezsko byla hojně využívána a byla jednou z možných, které směřovaly severně směrem z Olomouce již ve 13. století. Historicky bylo pro dopravní trasu (zemská cesta nebo také vojenská cesta) směřující severovýchodně ze Šternberka na Opavu použito pojmenování Ecce Homo. Toto označení se objevuje v historických mapách již v 19. století.

### První zmínky ozávodní trati Ecce Homo

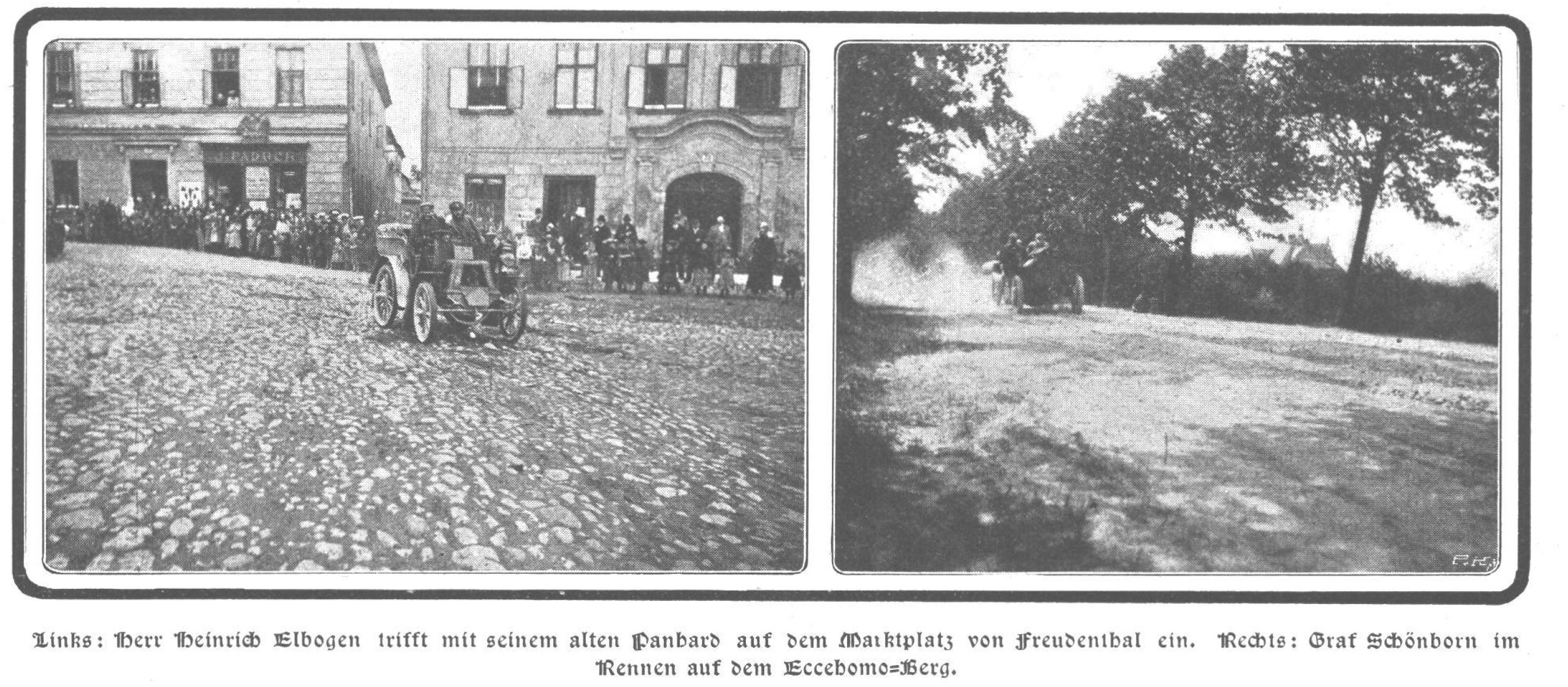
Dobové fotografie z konkurenční jízdy Vídeň – Vratislav – Vídeň (r. 1905); z popisků je patrné, že na pravé fotografii je snímek z Ecce Homo – průjezd hraběte Schönborna na Lohner-Porsche v místech nad šternberským kostelem

První zpráva o trati zvané Ecce Homo souvisí s rakouským automobilovým klubem ÖAC (Österreichischer Automobil Club). ÖAC byl založen v roce 1898 za přítomnosti 206 zakládajících členů a tento klub byl u počátků závodění ve Šternberku. ÖAC spolupracoval s další organizací, jež měla svůj podíl na vzniku motoristické historie Ecce Homo a byl jím Slezský automobilový klub ve Vratislavi, ten byl založen později, 7. června 1901. 
Po pečlivých přípravách, při nichž participovaly oba zmíněné kluby, bylo rozhodnuto o zorganizování soutěže spolehlivosti a tzv. konkurenční jízdy na trase Vídeň – Vratislav – Vídeň (celková délka 817 km), jež byla tvořena čtyřmi dílčími etapami. Povědomí o stanovené trase získali díky využití poštovních tras při přepravě dostavníky. Trasa celé délky propagační jízdy byla také velmi přesně změřena a uskutečnila se jako demonstrační akce za účasti mnoha významných činitelů pro stavbu silnic a předních novinářů, jenž velmi dobře informovali o průběhu celé akce v tehdejším denním tisku. 
K prvnímu měření jízdy automobilů na části dnešní trati Ecce Homo došlo ve čtvrtek 18. května 1905. Závod do vrchu byl jedním ze dvou měřených rychlostních úseků celé konkurenční jízdy, která měla jinak v propozicích stanovenou maximální průměrnou rychlost 30 km/h. V úvodu druhé etapy byl vložen průjezd čtyřkilometrového měřeného úseku se stoupáním 225 metrů. Cesta z etapového startu, umístěného v Olomouci, zavedla jezdce na 16 kilometrů vzdálenou cestu u Šternberka, kde byl start měřeného úseku „Bergrennen – das Rennen auf Ecce Homo – Berg“ (volně přeloženo Závod do vrchu na kopci Ecce Homo). Jízdu po trati Ecce Homo absolvovalo 23 vozidel rozdělených do čtyř kategorií (dle počtu válců motoru a výkonu motoru) a absolutně nejrychlejším byl Dr. Arnold Hildesheimer (Mercedes Simplex) s časem 04:57 před Franzem Quidenusem (Bock & Hollender) 05:17 a hrabětem Karlem Schönbornem (Lohner-Porsche) 5:19.

### První samostatný závod do vrchu Ecce Homo a meziválečná historie závodu
Moravský závod do vrchu Ecce Homo Šternberk patřil již od svého prvního ročníku mezi nejvýznamnější motoristické akce na území státu. 

#### 1921
První samostatný závod do vrchu se konal 2. října 1921 na trati s délkou 7750 metrů. Podnik uspořádal Moravsko-Slezský Automobilový klub z Brna (MSAC, Mährisch-Schlesischer Automobil Club). V propozicích byla trať závodu popsána jako Šternberk – starý hřbitov – Ecce Homo. Podnik byl vypsaný jako mezinárodní a celkově se prvního závodního klání na Ecce Homo zúčastnilo 41 vozů a motorek – závod byl vypsán pro obě kategorie. Nejrychlejšího času premiérového závodu do vrchu na Ecce Homo 1921 dosáhl František Chlad na motocyklu Harley-Davidson v čase 07:32,8, v kategorii automobilů byl nejrychlejší Karel Klabazňa s vozem Tatra T svoji jízdou 07:45,6 (startoval v kategorii vozů do 3500 cm³ a minimální váhou 1000 kg).

#### 1922
24. září 1922 se konal druhý ročník mezinárodního závodu do vrchu Ecce Homo Šternberk. Pro kopřivnickou Tatru vybojoval druhé vítězství na této trati tovární jezdec Rychard Müttermüller s Tatrou U v novém rekordním čase 06:52,6.

Ecce Homo 1921-22
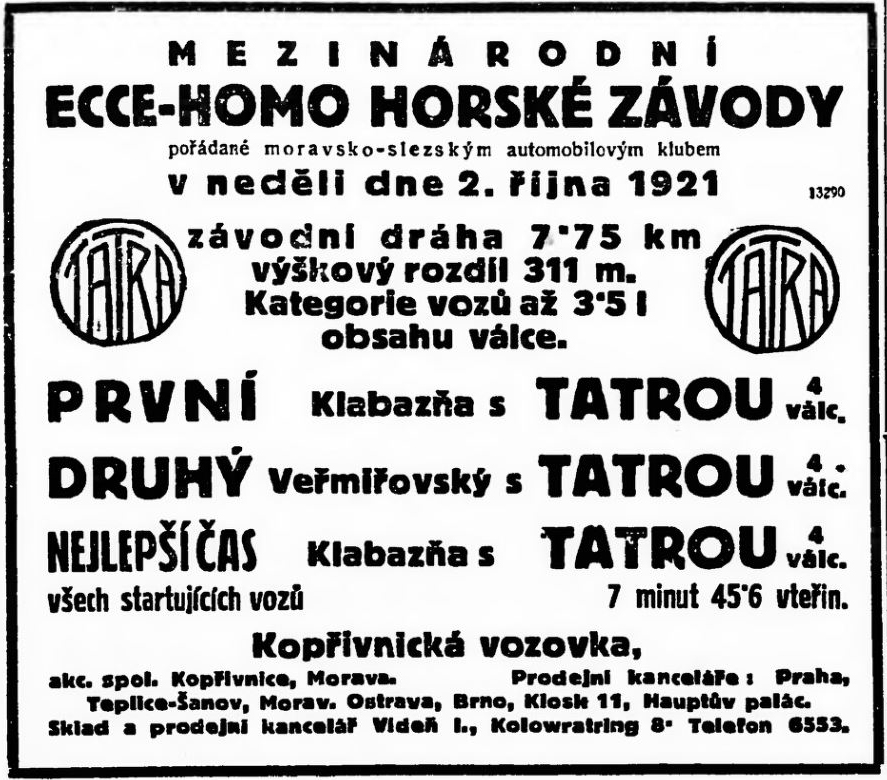
Reklamní sdělení o vítězství Tatra vozů na Ecce Homo 1921
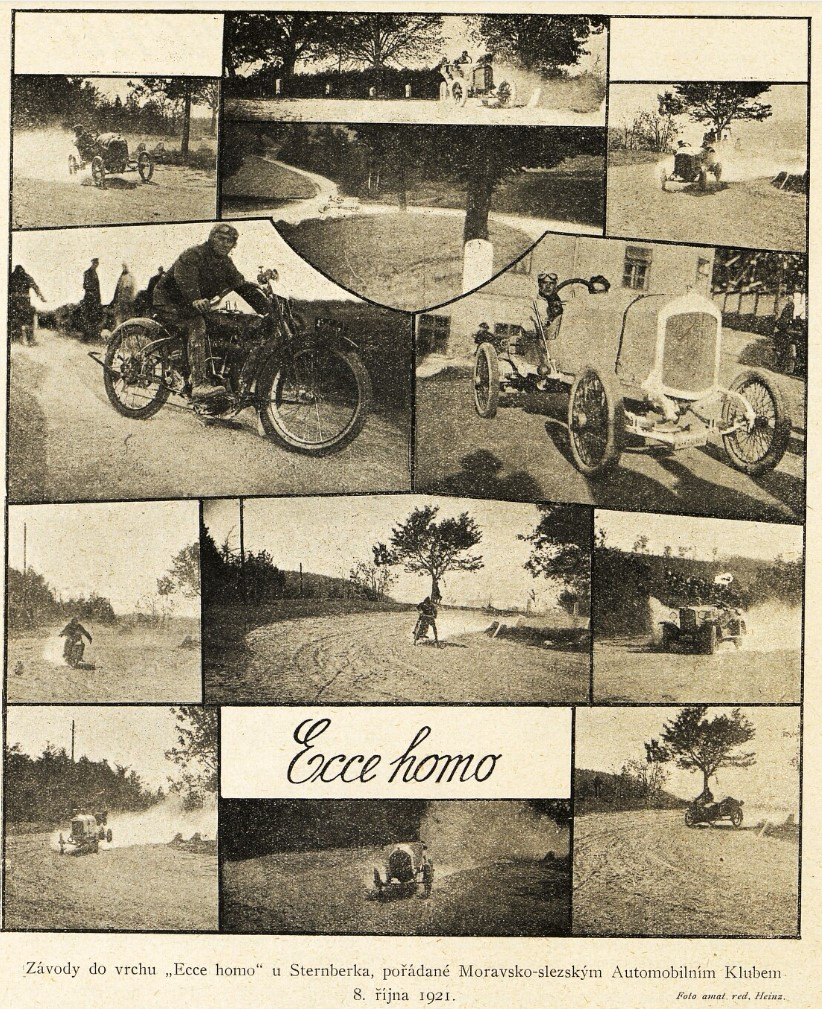
Reportáž z prvního ročníku Ecce Homo 1921
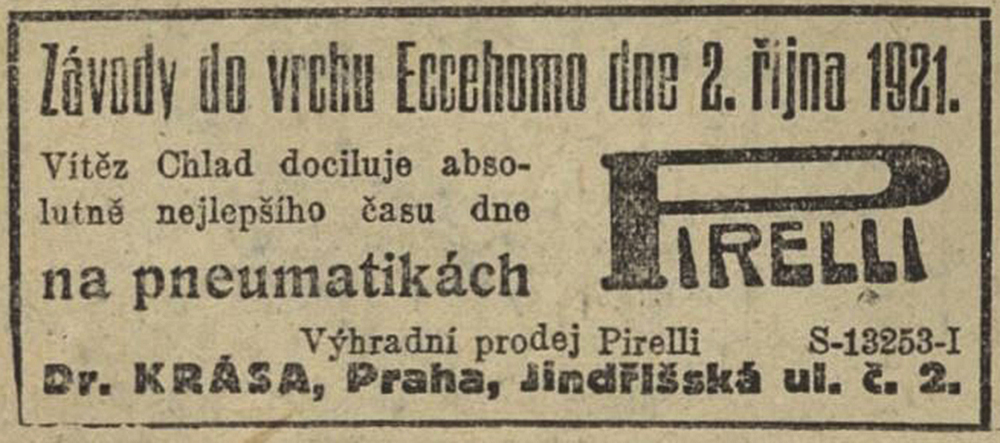
Reklamní sdělení o vítězství Františka Chlada na Ecce Homo (r. 1921)
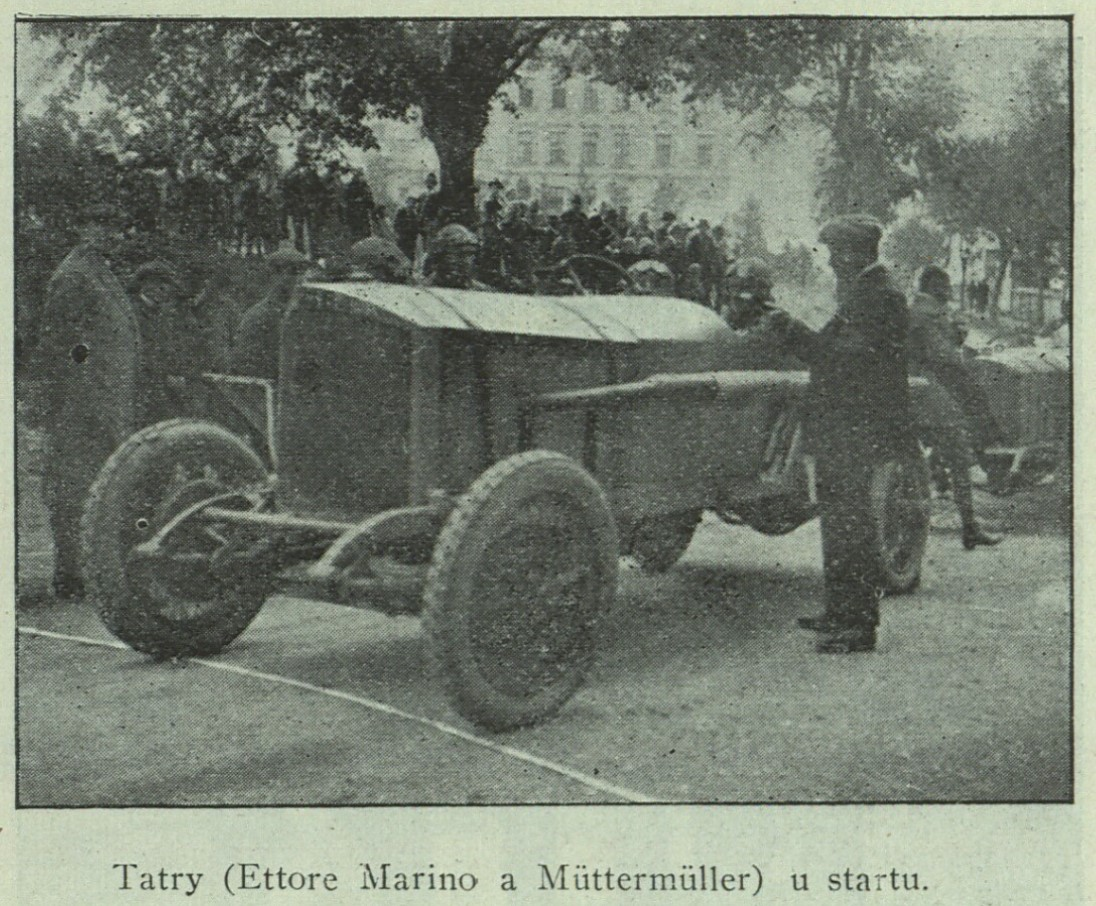
Ecce Homo 1922: vůz Tatra U stojí na startovní čáře závodu
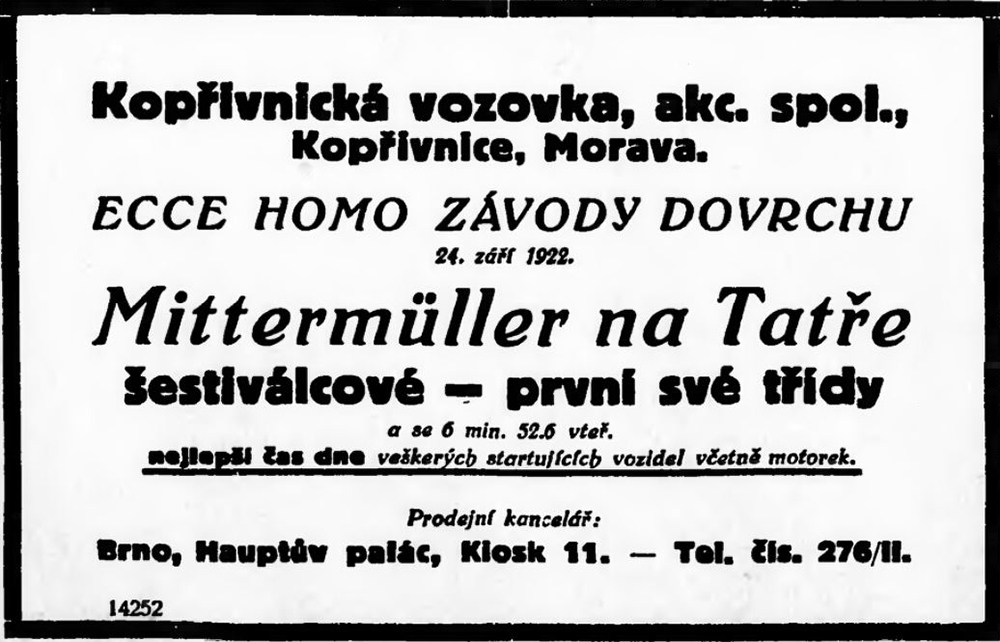
Reklamní oznámení o vítězství Tatry na Ecce Homo 1922
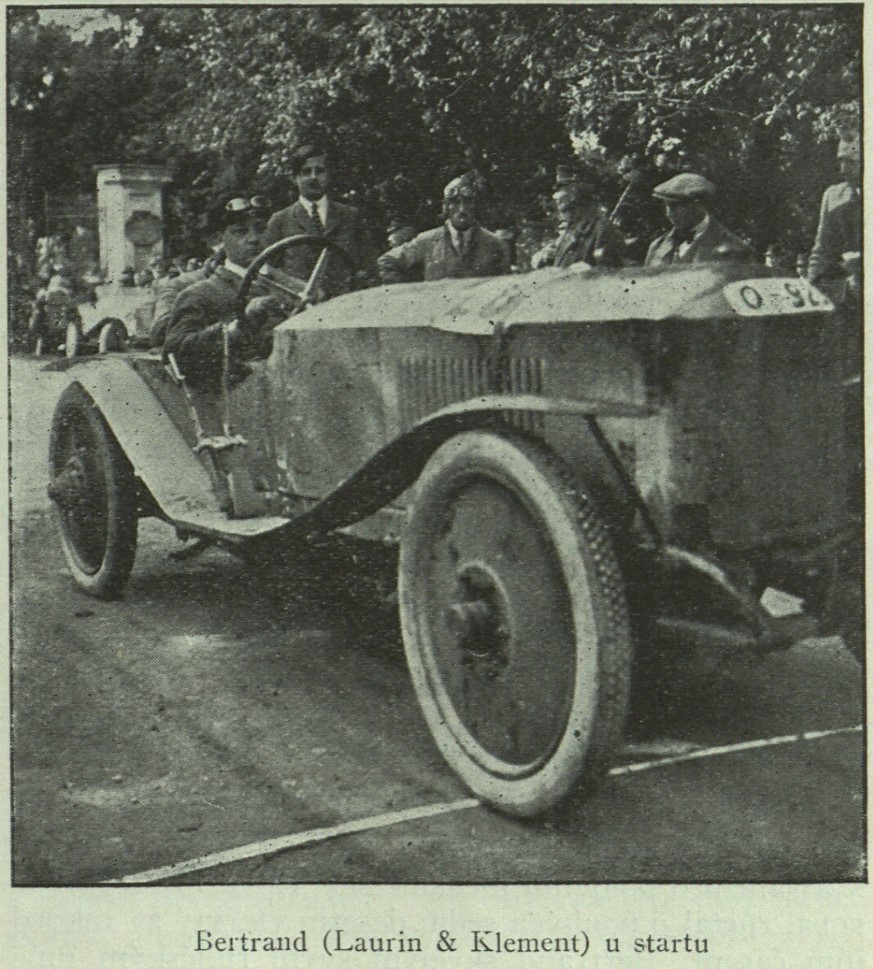
Ecce Homo 1922: vůz L&K stojí na startovní čáře závodu

#### 1923
Prvním zahraničním jezdcem, který zvítězil na Ecce Homo Šternberk, byl rakouský jezdec Hermann Rützler. 23. září 1923 stanovil s vozem Steyr VI Sport nový rekord s hodnotou 05:54,8.

#### 1924
Ve čtvrtém ročníku závodu (21. září 1924) se z celkového prvenství radoval německý pilot Otto Salzer s vozidlem Mercedes GP 1914, čas 06:02, ale na rekord Rüzlera z předchozího roku nestačil. V  kategorii motocyklů dosáhl nejlepšího času dne 06:19,4 Bohumil Turek na stroji Walter M 922 (do 750 ccm) a překonal v třídě motocyklů rekord Zieglera na Itaru z roku 1923.

Ecce Homo 1923-24
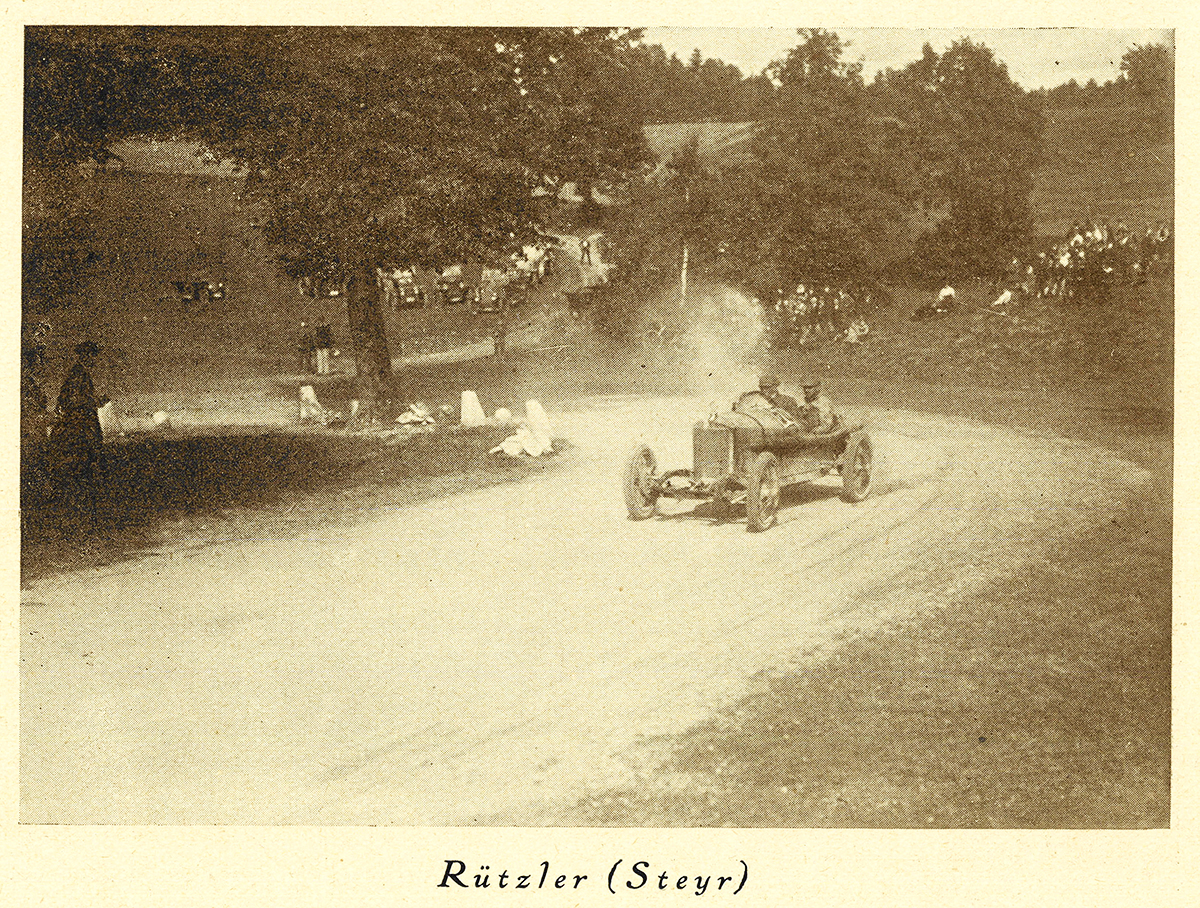
Hermann Rützler – vítěz Ecce Homo 1923
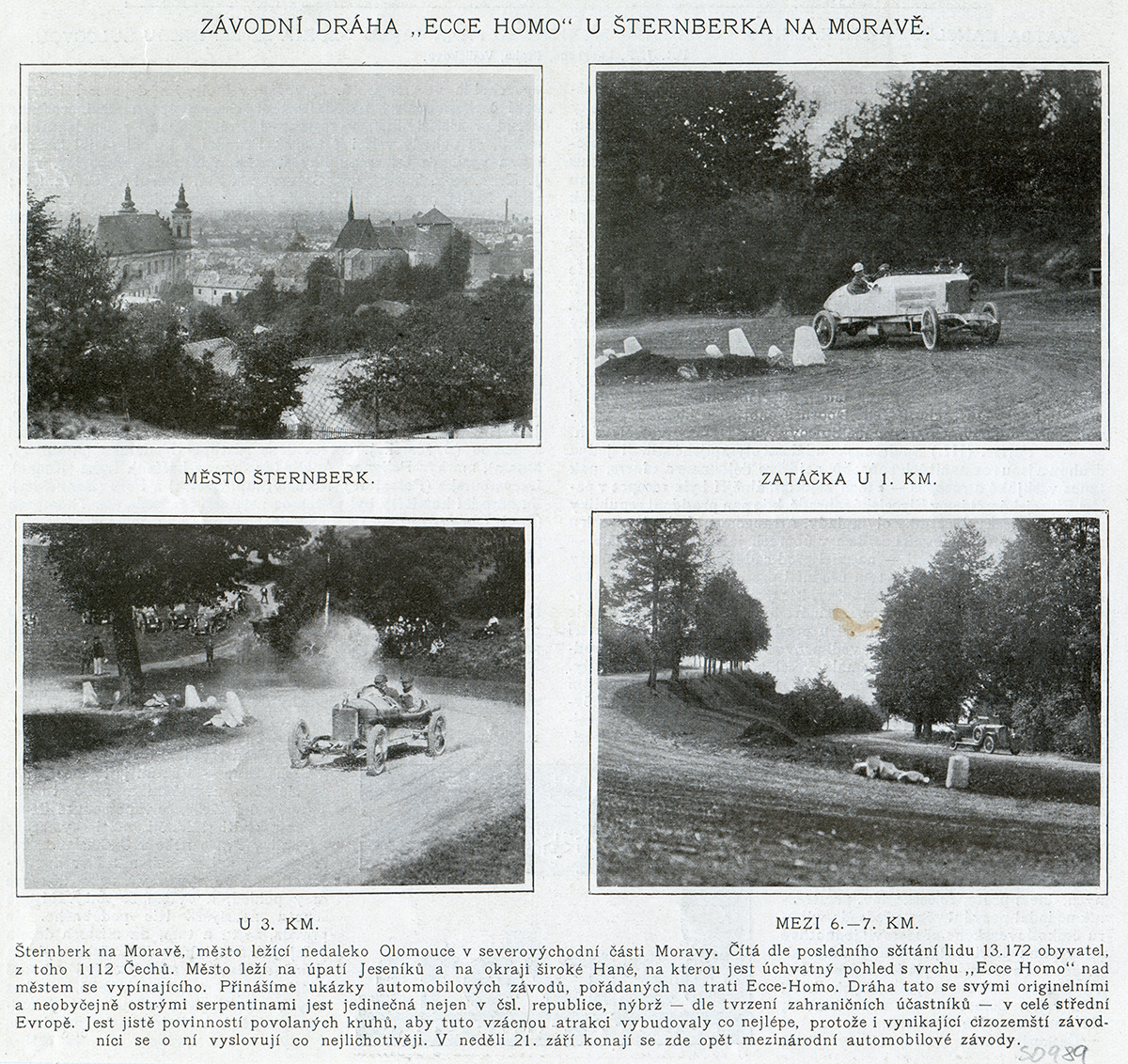
Trať Ecce Homo (r. 1923)
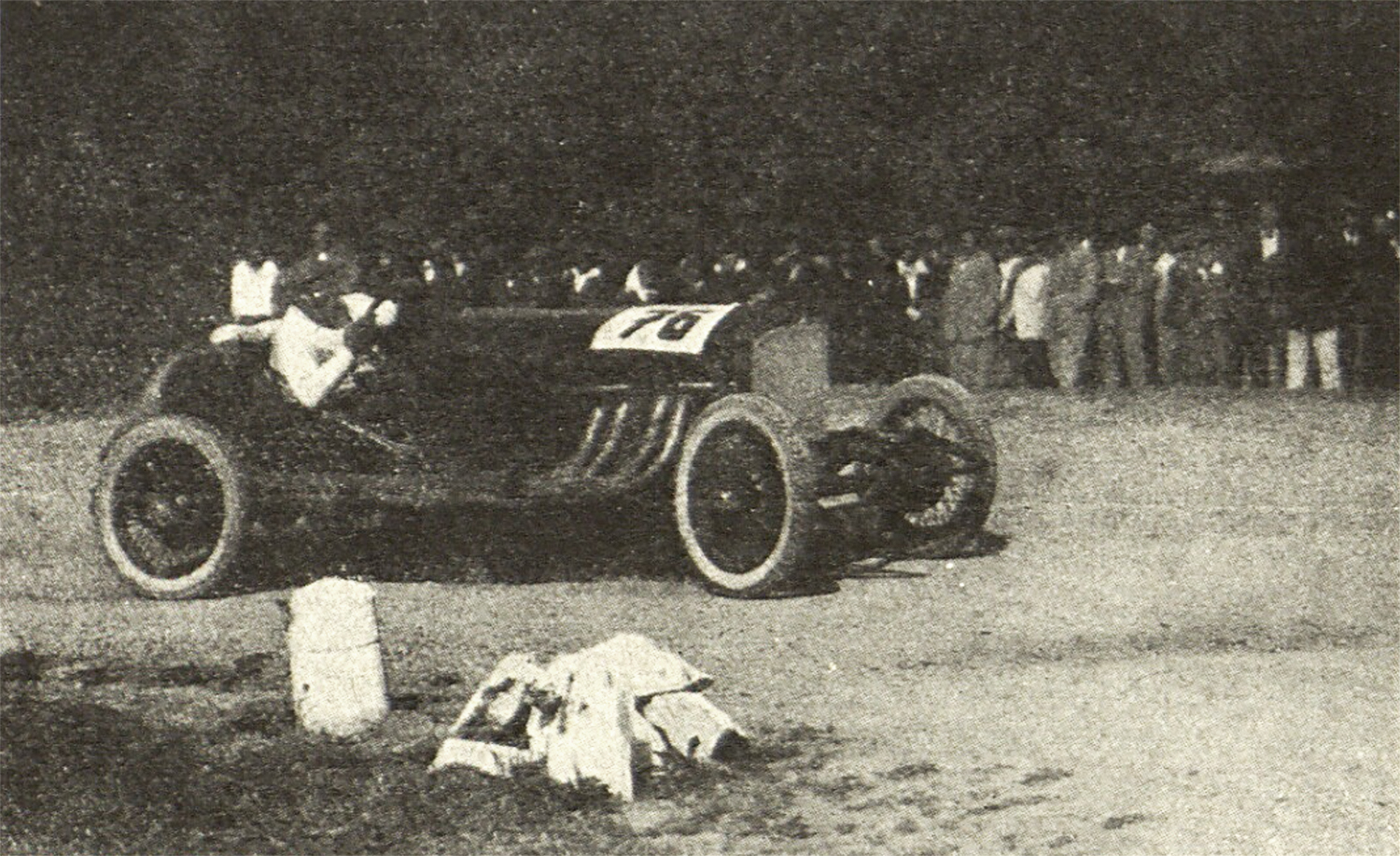
Otto Salzer – Mercedes[32] (r. 1924)
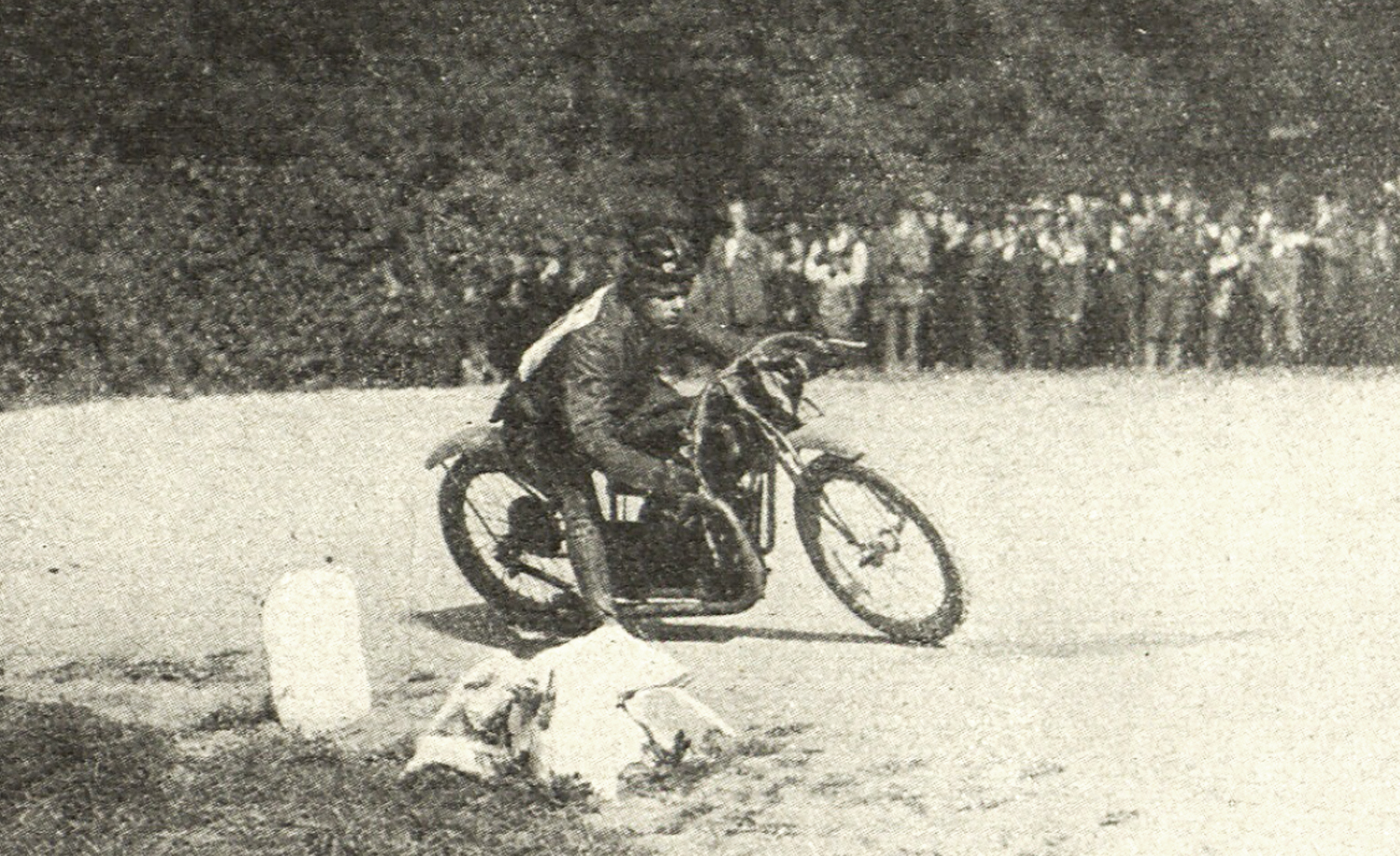
Bohumil Turek – Walter (r. 1924)
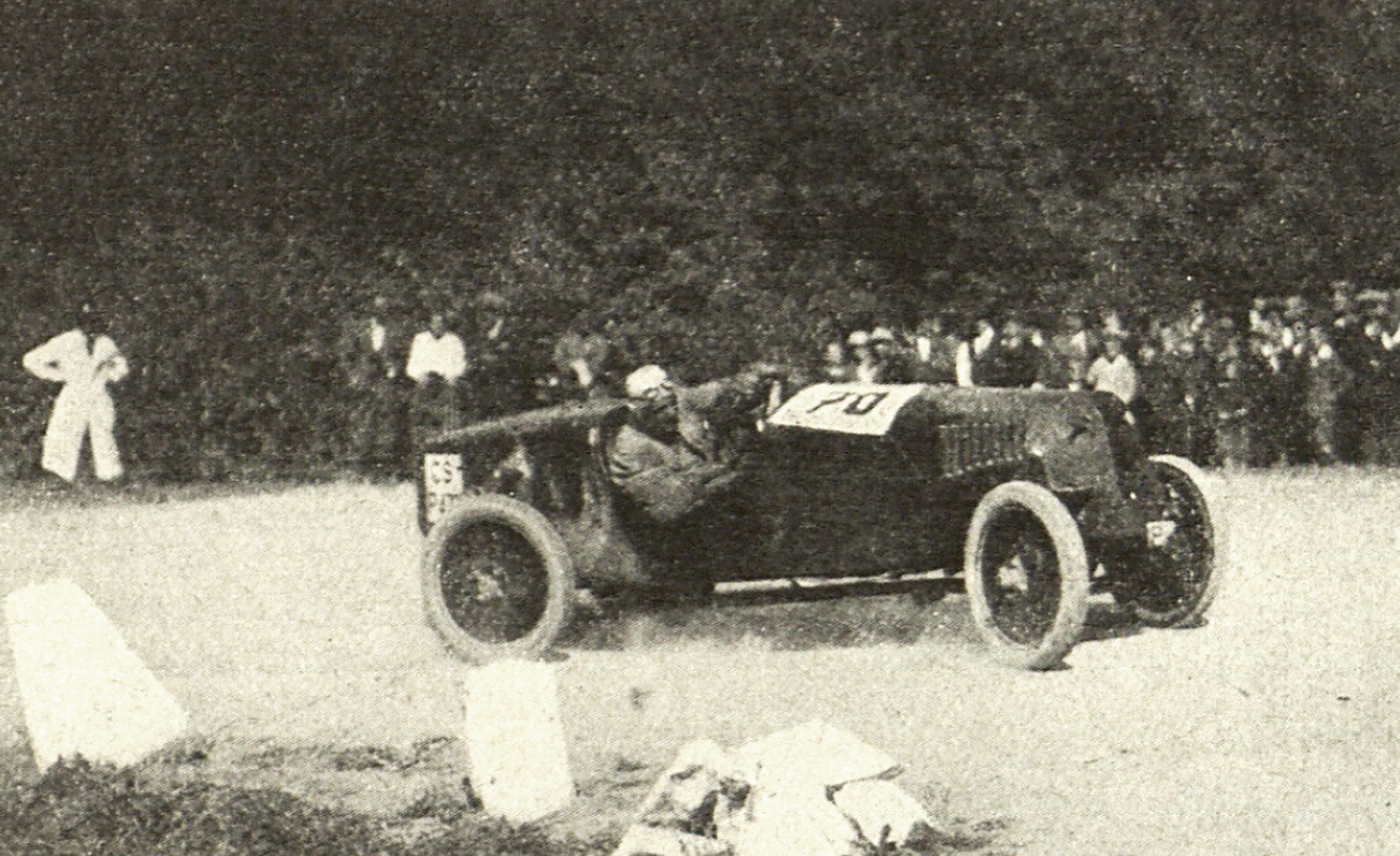
Josef Veřmiřovský – Tatra[32] (r. 1924)

#### 1925
Slavné prvenství na Ecce Homo si v roce 1925 připsal hrabě Oldřich Ferdinand Kinský, který si tak odčinil odstoupení v předchozím ročníku závodu, kdy havaroval. K vítězství v čase 05:46,2 přidal zisk nového rekordu trati. Svého vítězství dosáhl s vozidlem Steyr VI Sport.

#### 1926
Šestý ročník závodu zastihl v nejlepší formě československého pilota Vincence Junka. 19. září 1926 „Čeněk“ Junek se se svojí Bugatti T35B vyhrál a čas 05:38,6 zařadil na první místo tehdejších historických tabulek, opět překonal rekord tratě Ecce Homo Šternberk.

#### 1927
18. září 1927 dosáhl vítězného double na trati Ecce Homo Vincenc Junek, s Bugatti T35B se mu podařilo obhájit prvenství z roku 1926 a časem 05:41,4 vyhrál celkově sedmý ročník závodu do vrchu Ecce Homo.

Ecce Homo 1925-27
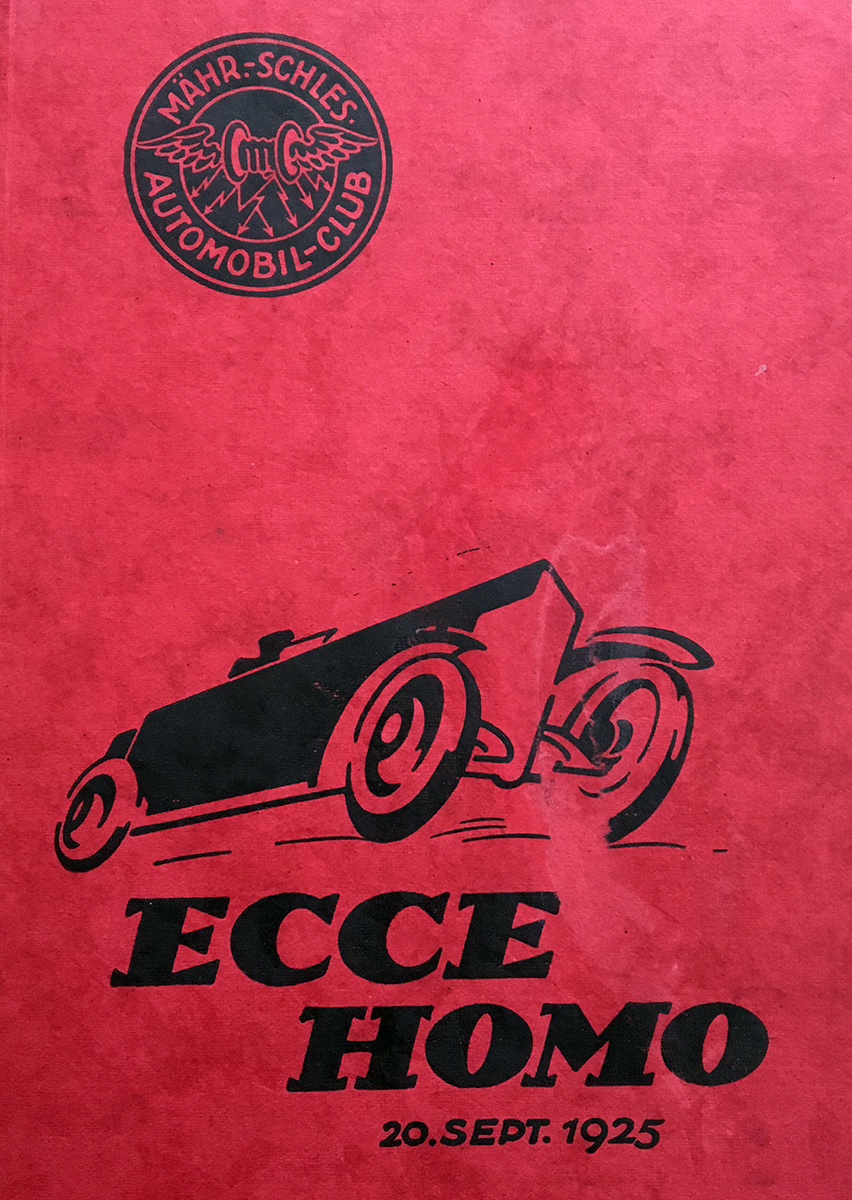
Ecce Homo 1925
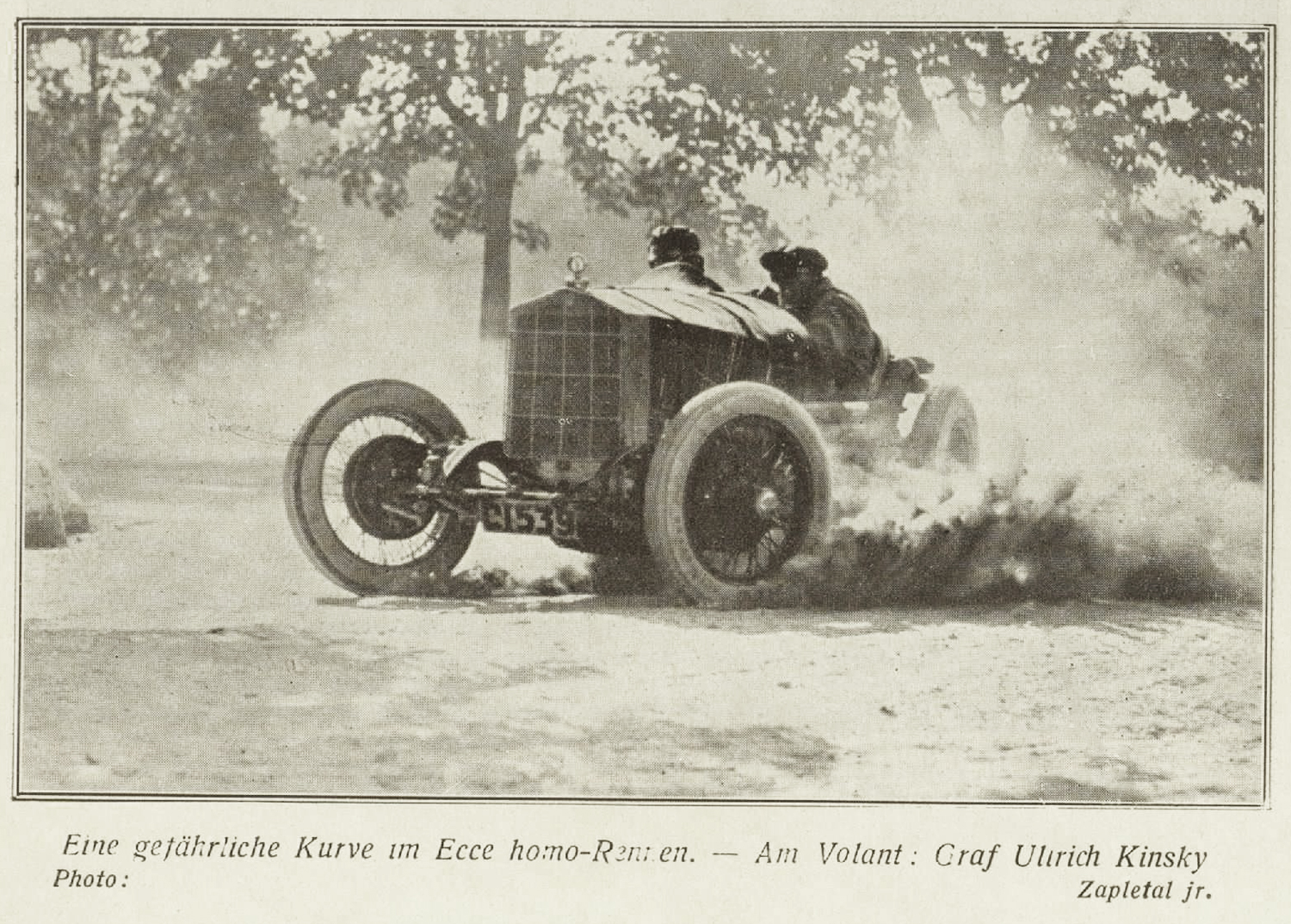
Hrabě Oldřich Kinský s vozem Steyr (r. 1925)
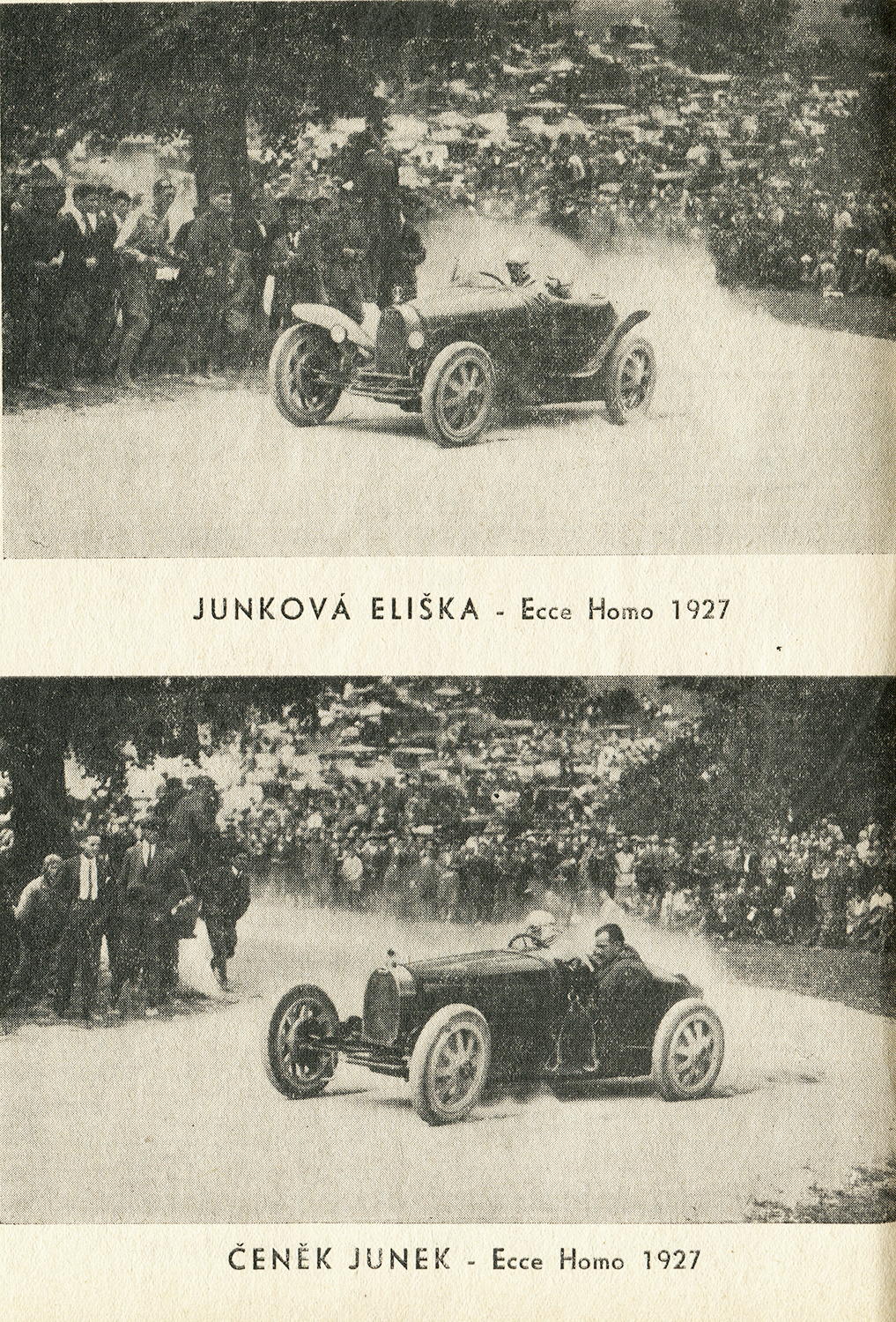
Junkovi při závodě Ecce Homo 1926 s vozy Bugatti (uvedené popisky 1927 jsou chybně)
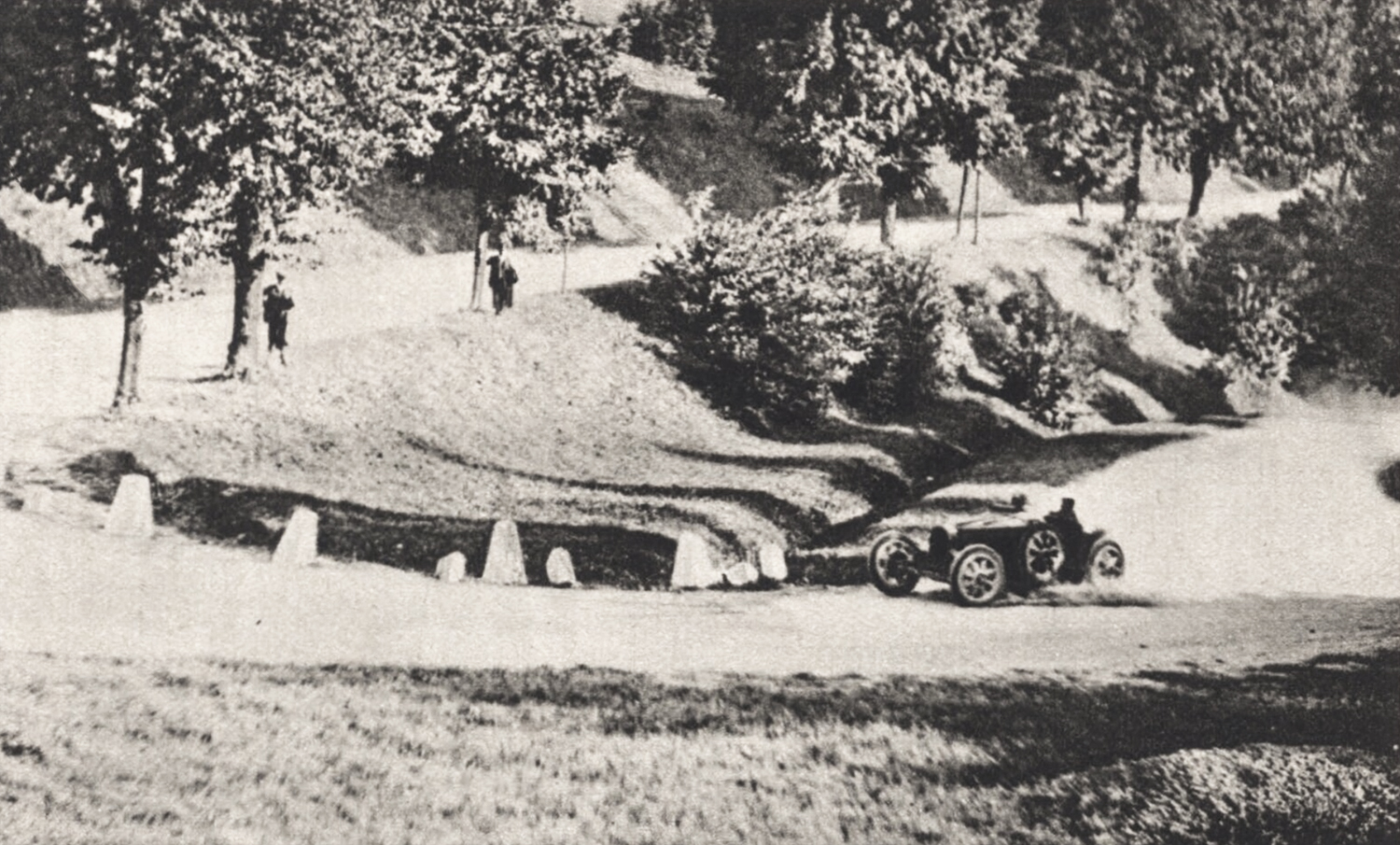
Čeněk Junek jede vstříc kopci Ecce Homo v místě tehdejší „Schwarze Wendung“ dnešní „Krvavé zatáčky“ (r. 1927)

#### 1928
Nejrychlejší čas si v osmém ročníku závodu (16. září 1928) připsal rakouský motocyklový jezdec Karl Gall s motocyklem BMW jízdou 05:42. (rekordní čas v kategorii motocyklů). V kategorii automobilů vyhrál Miloš Bondy s Bugatti T37A jízdou 05:49.

#### 1929

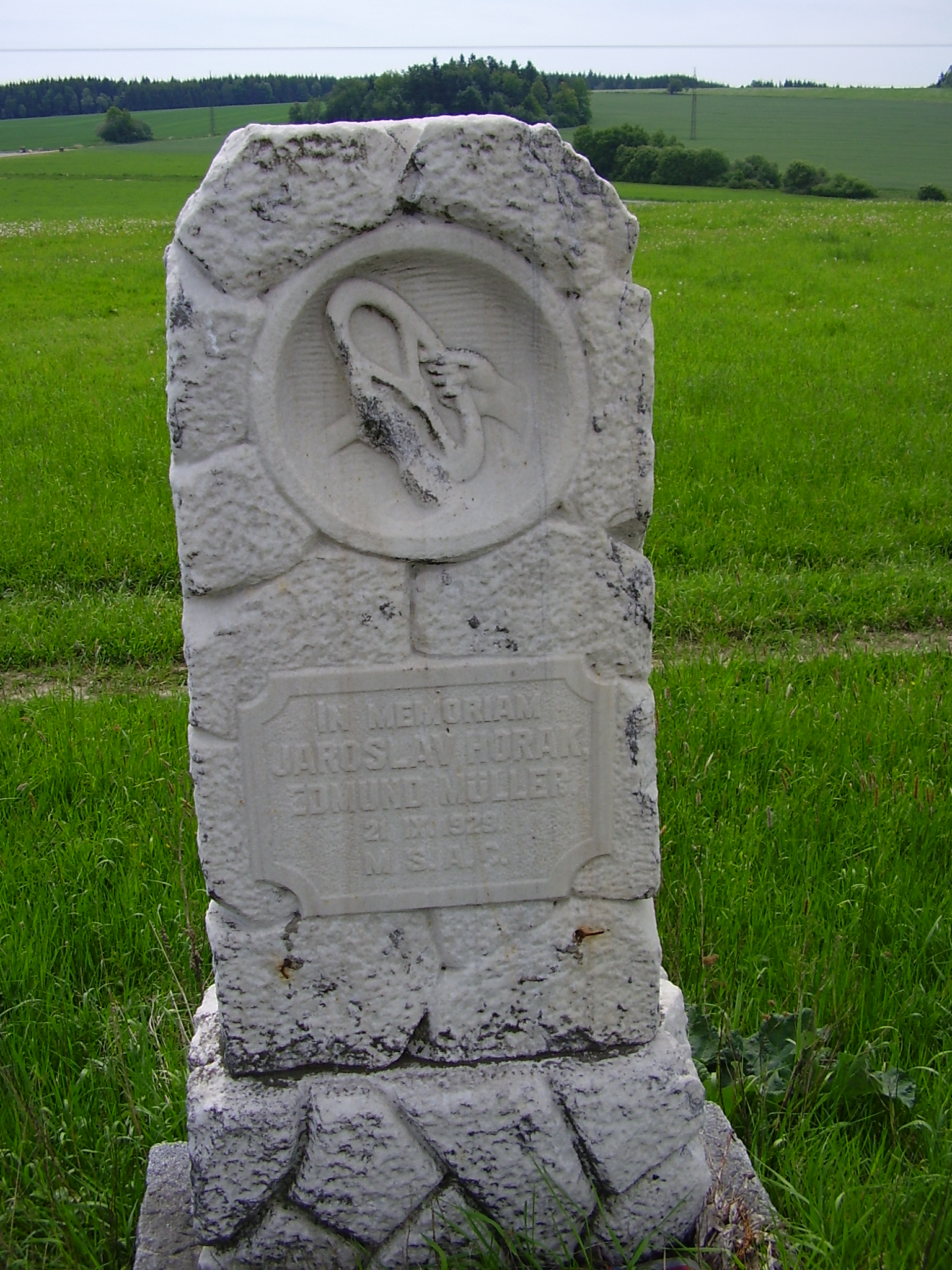
Pomník připomínající oběti na živodě jezdců Edmunda Müllera a Jaroslava Horáka. Ke smrtelné nehodě došlo v roce 1929 v cílovém prostoru.

Do historie závodu Ecce Homo Šternberk se zapsal i Hans Stuck, úspěšný německý jezdec. Hans Stuck zvítězil při svém startu v roce 1929 s Austro Daimler Bergmeister Sport v novém rekordním čase 05:18..

#### 1930
7. září 1930 se vrátila na Ecce Homo pro vítězství kopřivnická Tatra. Při desátém ročníku si vítězství v kategorii závodních vozů vyjel Josef Veřmiřovský s Tatrou 52 Kompresor v čase 06:07.

#### 1933
Z vítězství v 11. ročníku závodu (10. září 1933) se radoval Zdeněk Pohl s Bugatti T37A.

#### 1936
Rekordní zápis si v roce 1936 připsal při závodě do vrchu Ecce Homo podruhé Zdeněk Pohl, který si poradil s tratí při délce 7750 metrů v čase 05:07 s Bugatti T51 a překonal tak po sedmi letech Hanse Stucka.

#### 1937
Poslední předválečný ročník závodu Ecce Homo byl uspořádán 5. září 1937. Mezi vítěze se zapsal díky nejrychlejšímu času český jezdec Florian Schmidt z nedalekého Krnova, který zajel s Bugatti T51A čas 05:14.

#### 1938
Politické změny a poměry v československém pohraničí (v Sudetech) zapříčinily, že v roce 1938 se závod nekonal. Město Šternberk bylo součástí postoupené oblasti pohraničí.

### 1950–1958: Ecce Homo jako závodní okruh
Poválečná historie šternberské tratě Ecce Homo se začala psát v roce 1948, kdy se na Ecce Homo jel 2. května 1948 měřený úsek prvního ročníku soutěže – První soutěž Jeseníky. Jednalo se o soutěž spolehlivosti a vytrvalosti. Nejrychlejšího času dosáhl Alois Kopečný s Tatrou T2-107 Tatraplan. O rok později, přesně 9. května 1949, se opět Ecce Homo stalo součástí této jízdy spolehlivosti a na 7750 metrů dlouhé trati se opět měřil jezdcům čas. Nejrychleji si s Ecce Homo poradil tovární jezdec kopřivnické Tatry Josef Chovanec s Tatrou T600 Tatraplan.

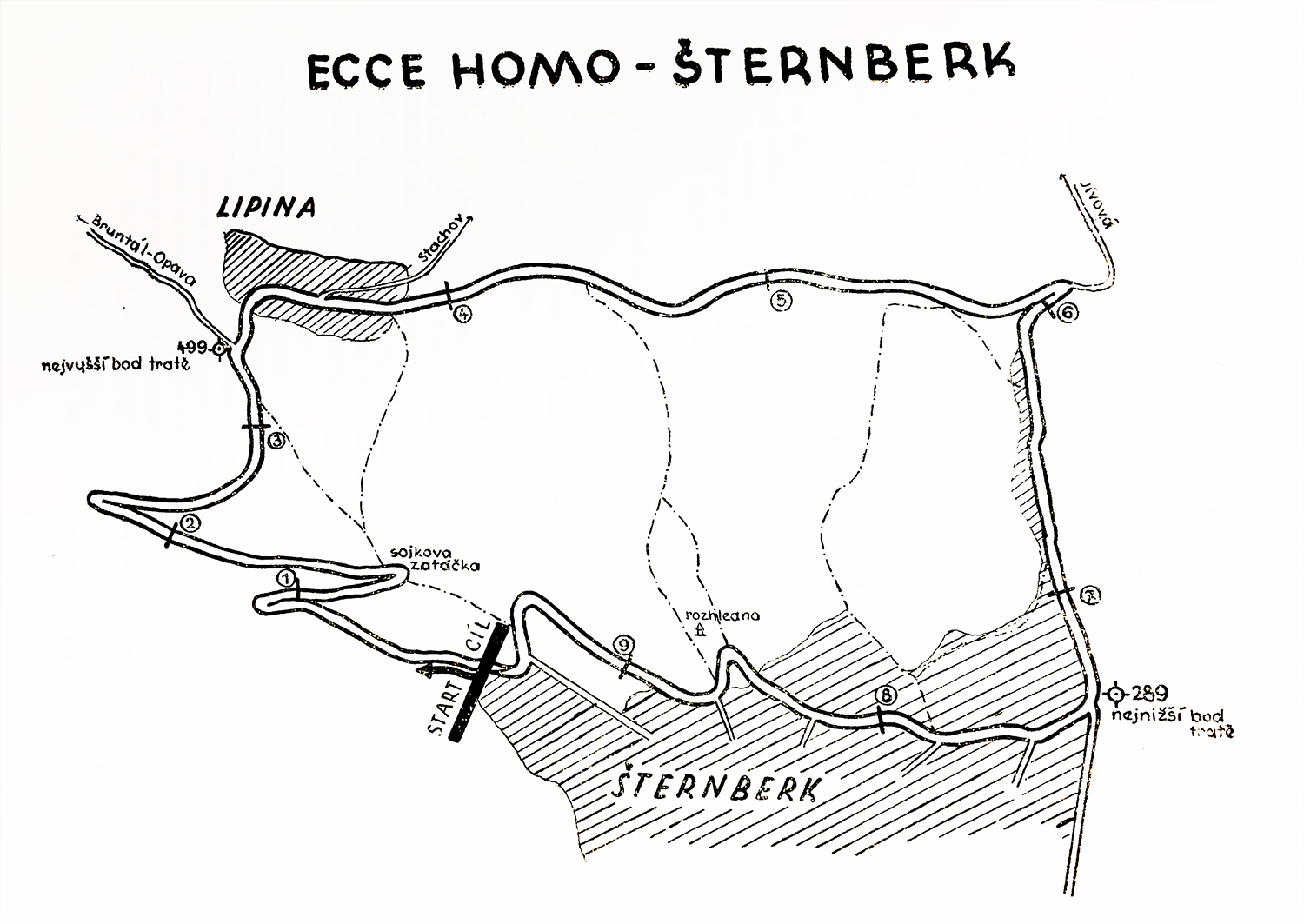
Okruhová varianta tratě Ecce Homo z roku 1957

Historie závodu pokračovala na trati Ecce Homo opět roku 1950. Nebyl to ovšem závod do vrchu – vybudováním spojky mezi Šternberkem a obcí Lipina bylo možné trať provozovat jako závodní okruh. Okruhová verze tratě Ecce Homo měřila celkem 9820 metrů a výškový rozdíl byl 207 m. Startovaly zde jednak závodní vozy – monoposty s odkrytými koly – a sportovní vozy, které jely svůj závod zvlášť. Závodní trať Ecce Homo v této podobě platila za jednu z nejnáročnějších v tehdejším Československu a mezi jezdci byla velmi oblíbena. V letech 1955 a 1956 se závod nekonal. Okruhové závody se na šternberské trati jezdily až do roku 1958.

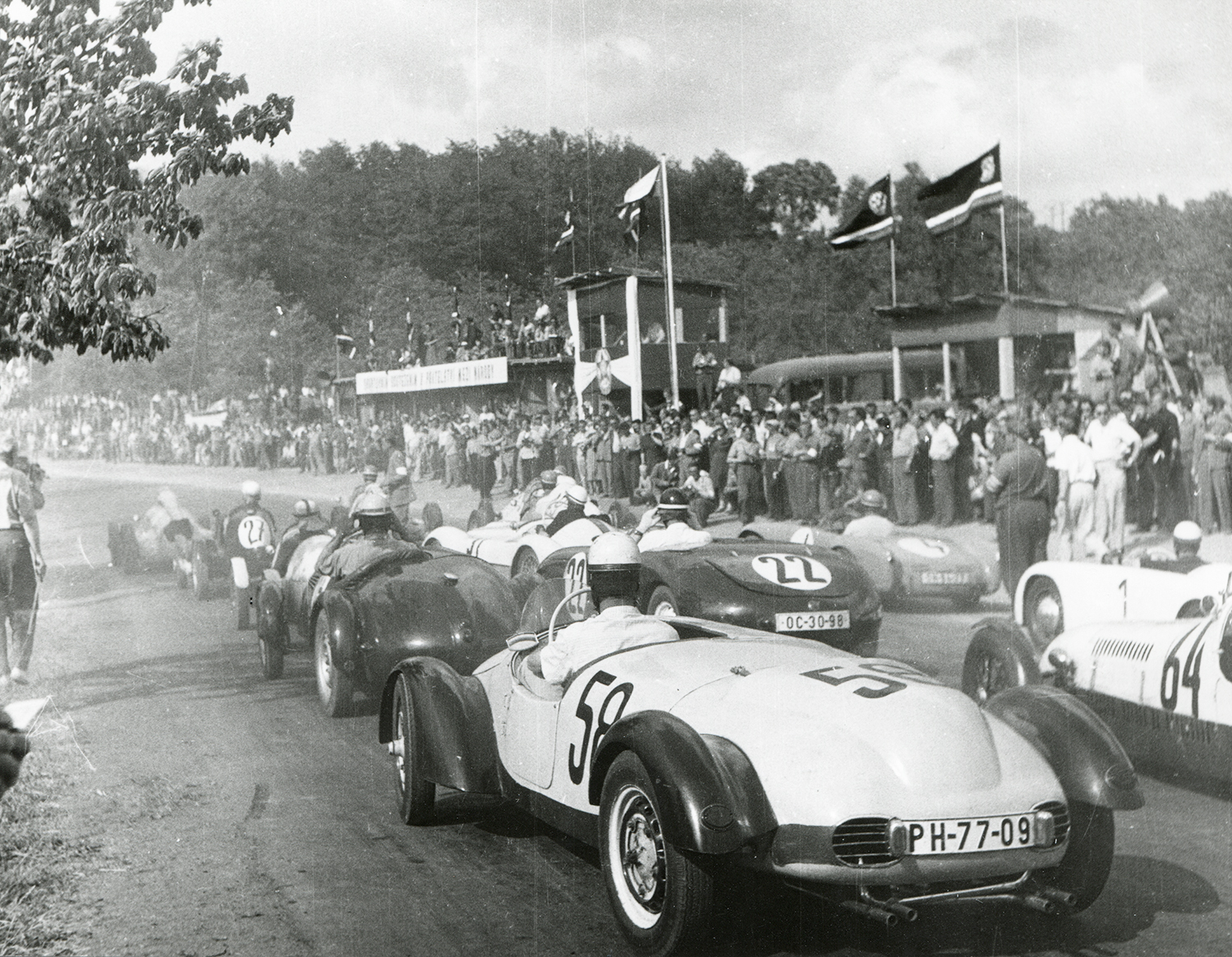
Startovní procedura při okruhovém závodu Ecce Homo 1957

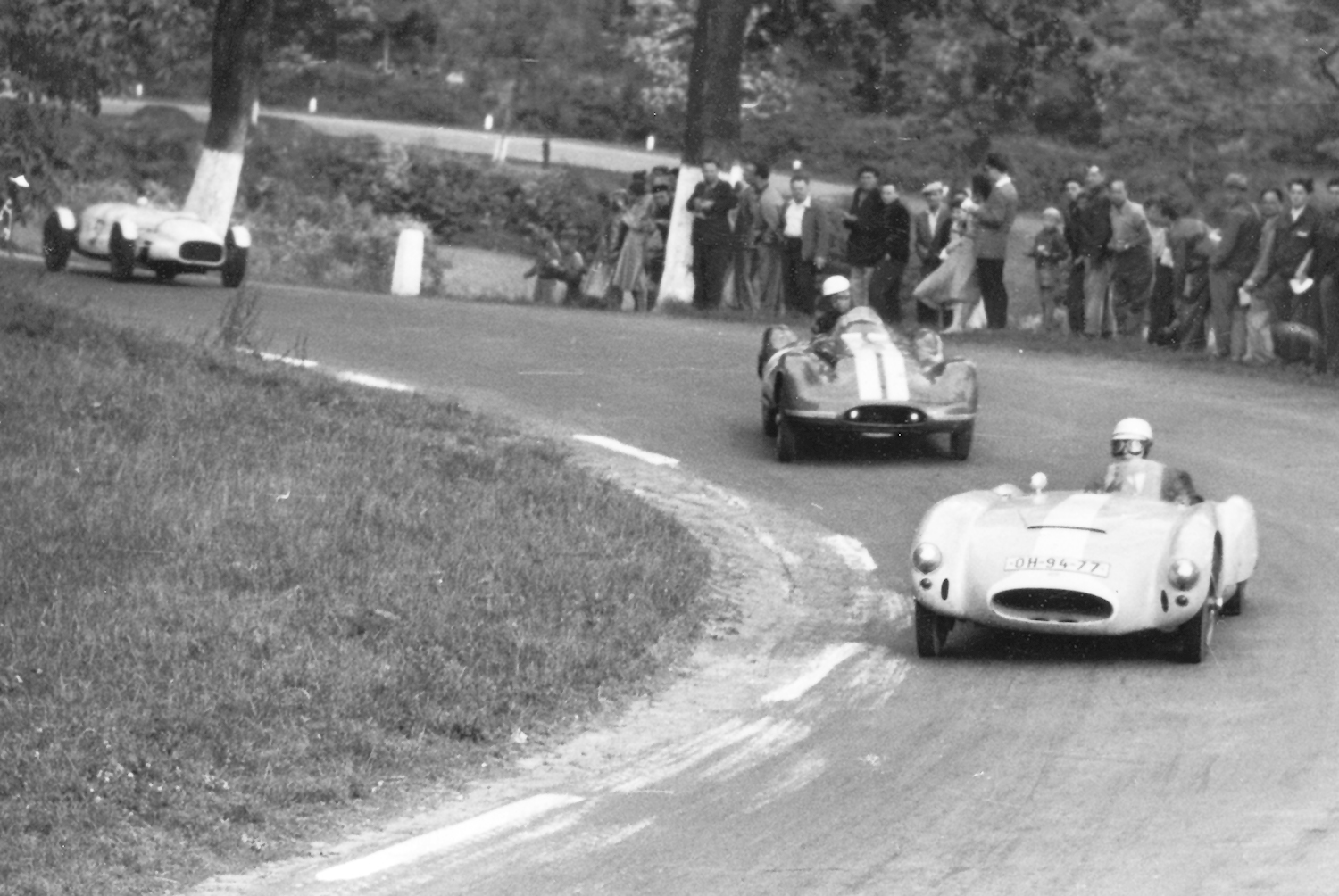
Souboj trojice jezdců (Vlček, Valenta, Berkmann) – okruhový závod Ecce Homo 1958

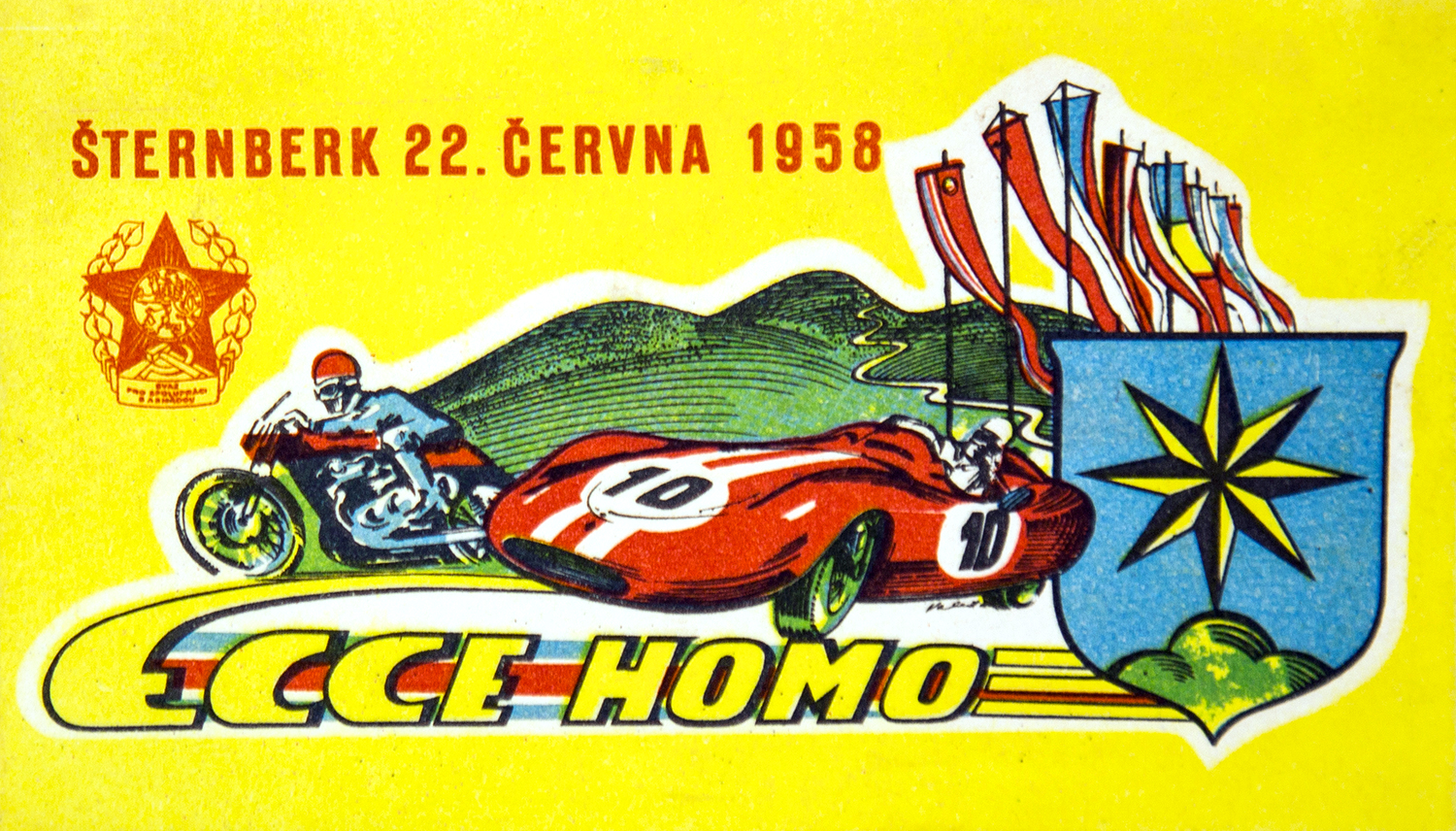
Poslední okruhový závod Ecce Homo 1958

Start a parkoviště závodních strojů byly umístěny nad šternberským hradem. Toto místo je dodnes pojmenováno jako Starý start. V prvních ročnících závodu se startovalo v obou kategoriích (motocykly i automobily) přímo na trati, v dalších ročnících závodu Ecce Homo byla pro motocykly vybudována speciální startovací plocha, která je patrná dodnes po pravé straně při jízdě po trati směr Moravský Beroun v místě Starého startu. Jejím účelem bylo usnadnit startujícím motocyklům rozběh mírně z kopce (motocyklové závody startovaly jezdcovým roztlačením závodního motocyklu).
Okruhové Ecce Homo se stalo velmi populární i díky množství přírodních tribun, které poskytovaly návštěvníkům dobrý výhled na dění na trati. V roce 1953 závodu přihlíželo přibližně 40 000 diváků.

#### 1950
První ročník okruhového závodu Ecce Homo na 9820 metrů dlouhé trati vyhrál 1. října 1950 v kategorii závodních vozů Bruno Sojka s Monopostem Tatra 607. Bruno Sojka stanovil traťový rekord zajetím nejrychlejšího kola 06:21.

#### 1951
Vítězem druhého ročníku okruhového závodu se stal Václav Bobek se Škodou Supersport 1100 Kompresor před Antonínem Komárem na Cisitalii D46 a Jaroslavem Vlčkem na Magdě IV. Do závodu nenastoupil tovární tým Tatra Kopřivnice, kvůli smrtelné nehodě Bruno Sojky v sobotním tréninku.

#### 1952
Tatra Kopřivnice opět dominovala na Ecce Homo v roce 1952. Závod se jel na 15 kol a celému programu dominoval Jaroslav Pavelka s Tatrou 607 Monopost, který zajel ve druhém kole tréninku čas 05:48. V závodě měl opět nejrychlejší kolo s časem 05:52 a v kategorii závodních vozů zvítězil před Václavem Bobkem se Škodou Supersport 1100 Kompresor.

#### 1953
Čtvrtý ročník okruhového závodu Ecce Homo vyhrál v kategorii závodních vozů Jaroslav Pavelka s Tatrou 607 Monopost při průměrné rychlosti 98,6 km/h.

#### 1954
Pátý ročník okruhového závodu Ecce Homo, vypsaný na 11 kol, vyhrál v kategorii závodních vozů Jaroslav Pavelka s Tatrou 607 Monopost v celkovém čase 1:15:17 při průměrné rychlosti 86,3 km/h.

#### 1957
Adolf Veřmiřovský navázal na 27 let staré vítězství svého otce Josefa Veřmiřovského z roku 1930 a na Ecce Homo vyhrál s Monopostem Tatra 607. Pro tuto kategorii bylo vypsáno 11 závodních kol, což představovalo délku 108,2 km. Adolf Veřmiřovský v závodě zajel nejrychlejší kolo v čase 05:58 a zvítězil v čase 1:10:04.

#### 1958
Poslední ročník okruhového závodu Ecce Homo v roce 1958 opanovaly opět vozy Tatra Kopřivnice. Druhé vítězství si připsal Adolf Veřmiřovský opět s Tatrou 607 Monopost, když ujel 7 kol závodu v čase 40:22, s průměrnou rychlostí 102 km/h.

### Obnovení vrchařských závodů na Ecce Homo

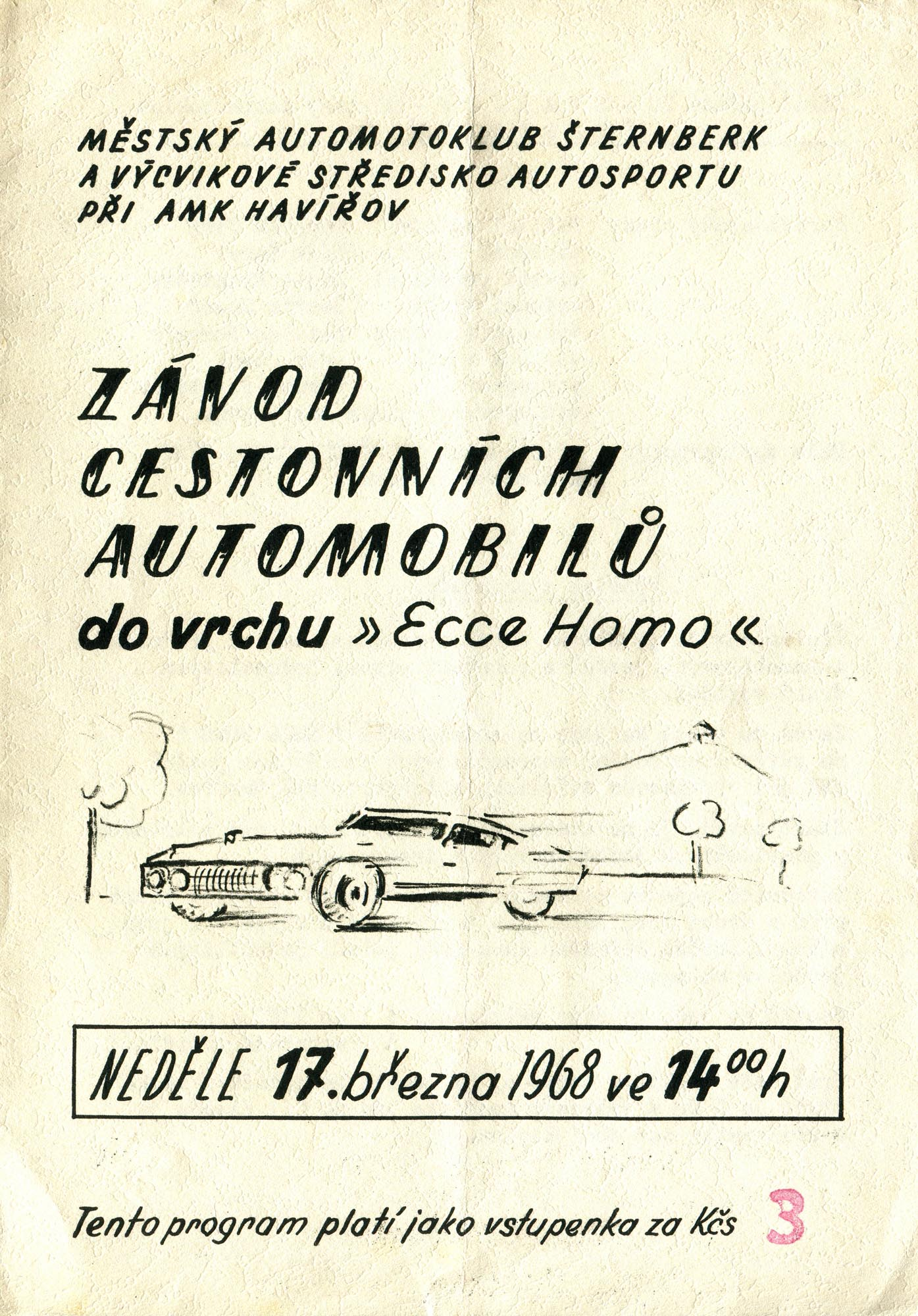
Program k obnovenému závodu do vrchu na Ecce Homo (r. 1968)

Návrat vrchařů zažila trať v roce 1968, kdy byl na Ecce Homo uspořádán 17. března v rámci soustředění automobilových soutěžních jezdců Severomoravského kraje závěrečný závod tvořen součtem tří jízd. Délka tratě byla dle propozic 4800 metrů s převýšením 198 metrů a ve třídě A2 zvítězil Ing. Jiří Rosický a ve třídě A1 domácí Jiří Tichava (Škoda 1000 MB).

### 1971–1980: Mezinárodní závody do vrchu na Ecce Homo

#### 1971–1973
12. 9. 1971 se na Ecce Homo konal samostatný závod automobilů do vrchu započítávaný do mistrovství ČSR, který navazoval po dlouhé pauze na předválečnou historii závodu, kdy se na provizorně upravené a zkrácené trati jel 5000 metrů dlouhý závod (horní část nebylo možno využít kvůli špatné kondici povrchu vozovky). Absolutním vítězem se stal Bořivoj Kořínek se Škodou 1500.
Hned následující rok 1972 byl závod vypsán jako Mezinárodní mistrovství ČSR. Délka závodu byla po opravách v předcházejícím roce prodloužena na původní délku 7750 metrů. Závodu se kromě zahraničních jezdců účastnili i zahraniční novináři, jenž v zahraničí informovali, že Ecce Homo je jedna z nejkrásnějších závodních tratí v Evropě.
Ročníky 1972 – 1973 byly ve znamení úspěchů československých jezdců, kde se na předních pozicích prosazoval především tovární tým AZNP díky jezdci Jaroslavu Bobkovi, který byl v těchto letech se spidery Škoda na trati Ecce Homo absolutně nejrychlejší. 
V této době už se ale začaly závodu účastnit desítky zahraničních jezdců z NDR, Jugoslávie, Polska nebo Rakouska. Tím výrazně začala stoupat sportovní úroveň závodu a povědomí o vysoké kvalitě podniku v zahraničí. Tento fakt začal lákat k účasti další úspěšné jezdce z Itálie, Švýcarska nebo SRN, kteří se závodu začali účastnit s tehdy v Československu nedostupnou závodní technikou v podobě závodních automobilů „západních“ výrobců (Ford, Lotus, Alfa Romeo, aj.), formulí 2 či 3 nebo sportovních prototypů.

#### 1974 – 1980
Po zavedení tradice mezinárodního závodu na Ecce Homo nadále stoupal zájem domácích i zahraničních jezdců o start na závodech Ecce Homo Šternberk. V roce 1974 bylo klasifikováno celkem 98 jezdců.
 

Na první příčky výsledkových listin dosahovali jezdci se speciály formule 2, která měla v Československu premiéru na závodních tratích právě při Ecce Homo 1974. S formulí 2, Brabham BT40, úspěšně závodil Švýcar Hans-Ruedi Wittwer, který několikrát posunul úroveň traťového rekordu a v letech 1974–1976 třikrát vévodil absolutnímu pořadí mezinárodního závodu.

Ecce Homo 1971-1980
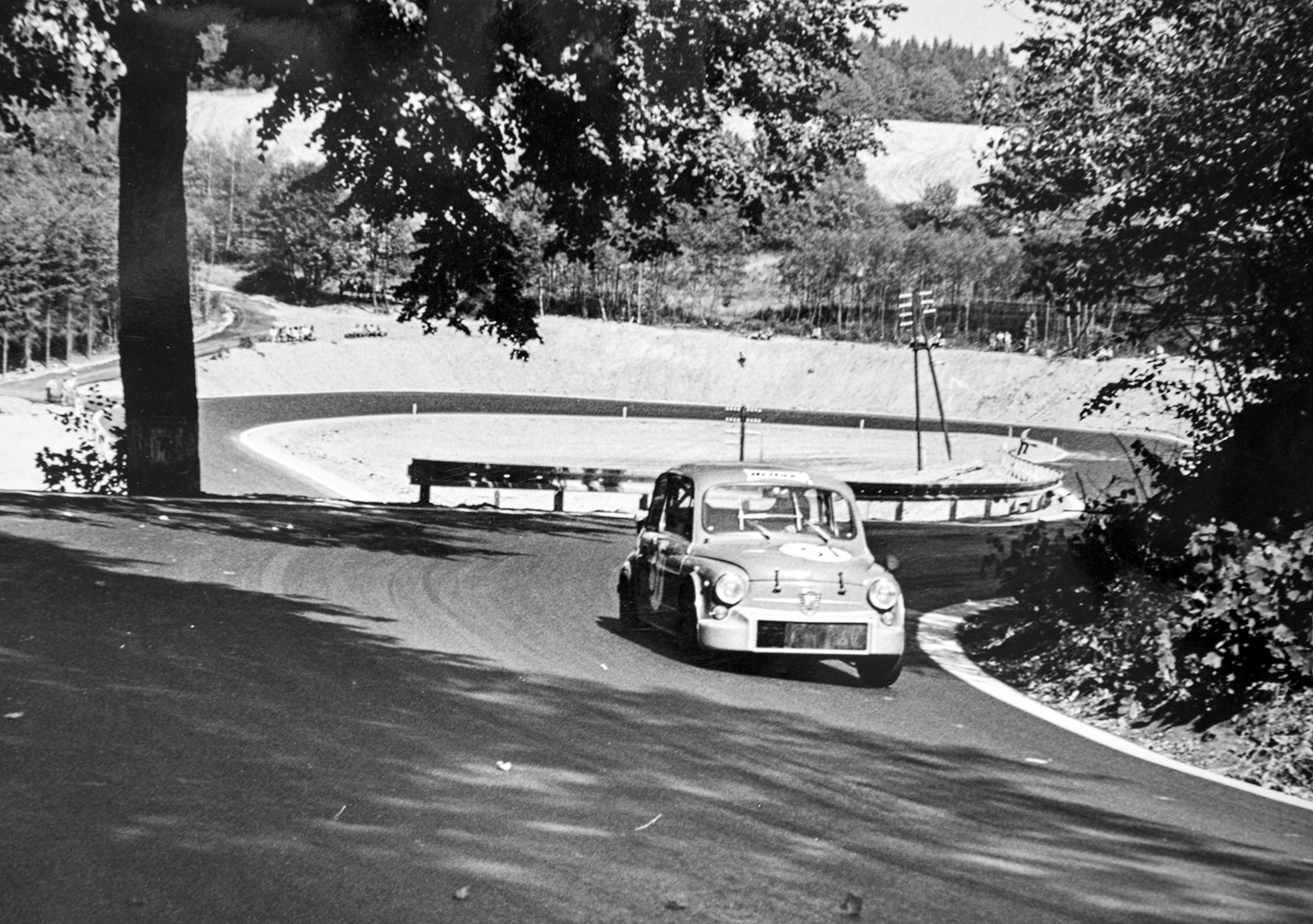
Ecce Homo 1973 – Nová zatáčka
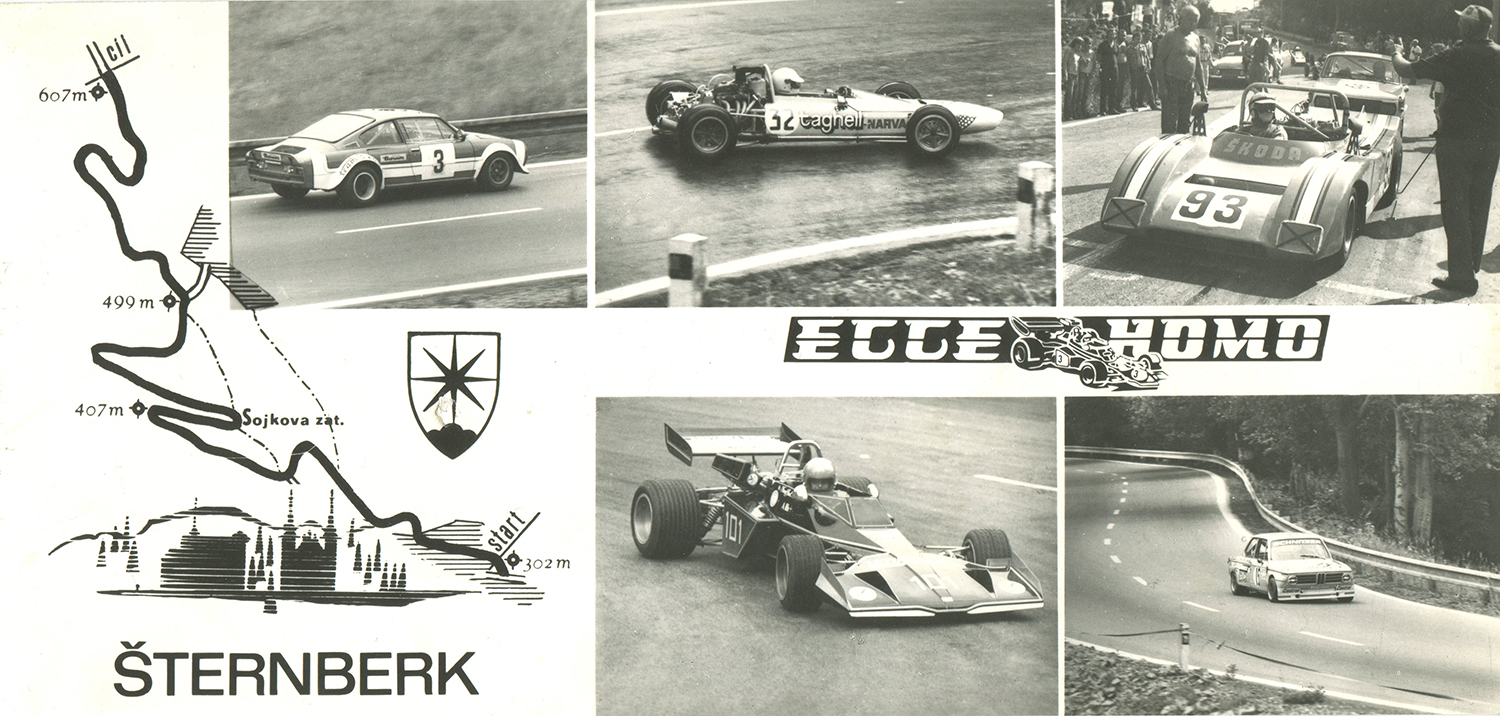
Ecce Homo 1974
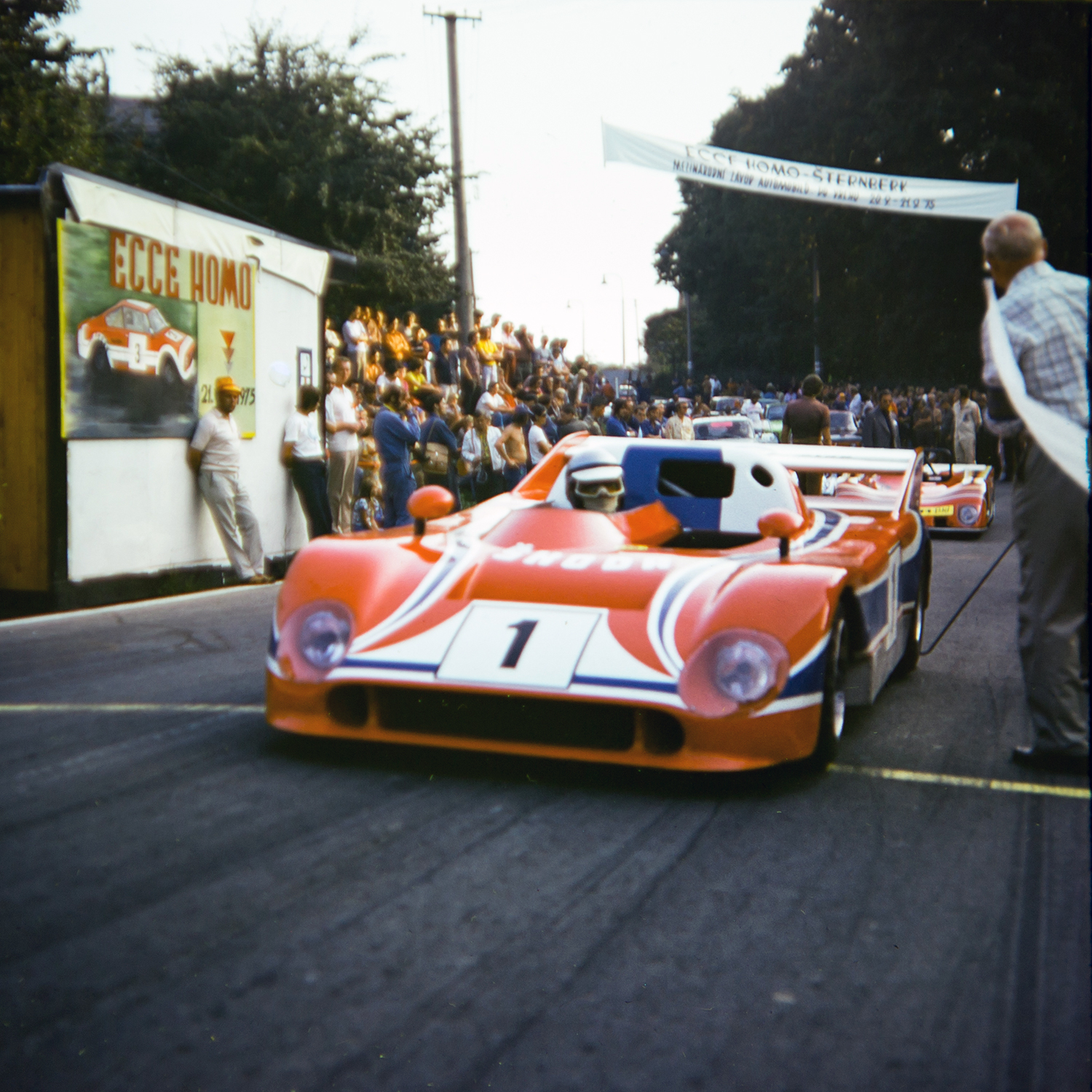
Jaroslav Bobek, Škoda Spider 733 II, Ecce Homo 1975
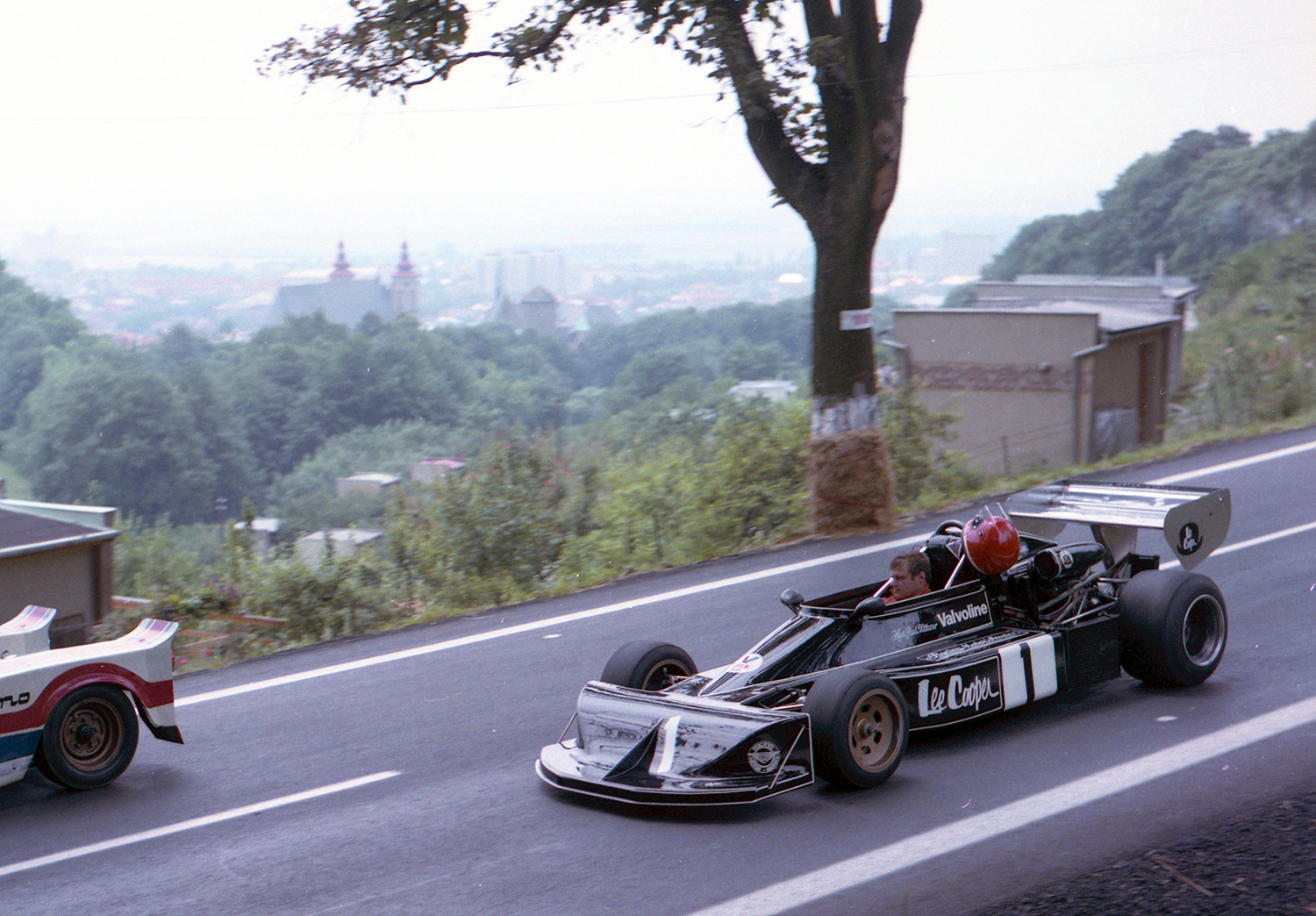
H.-R. Wittwer, March 742 BMW – Ecce Homo 1977
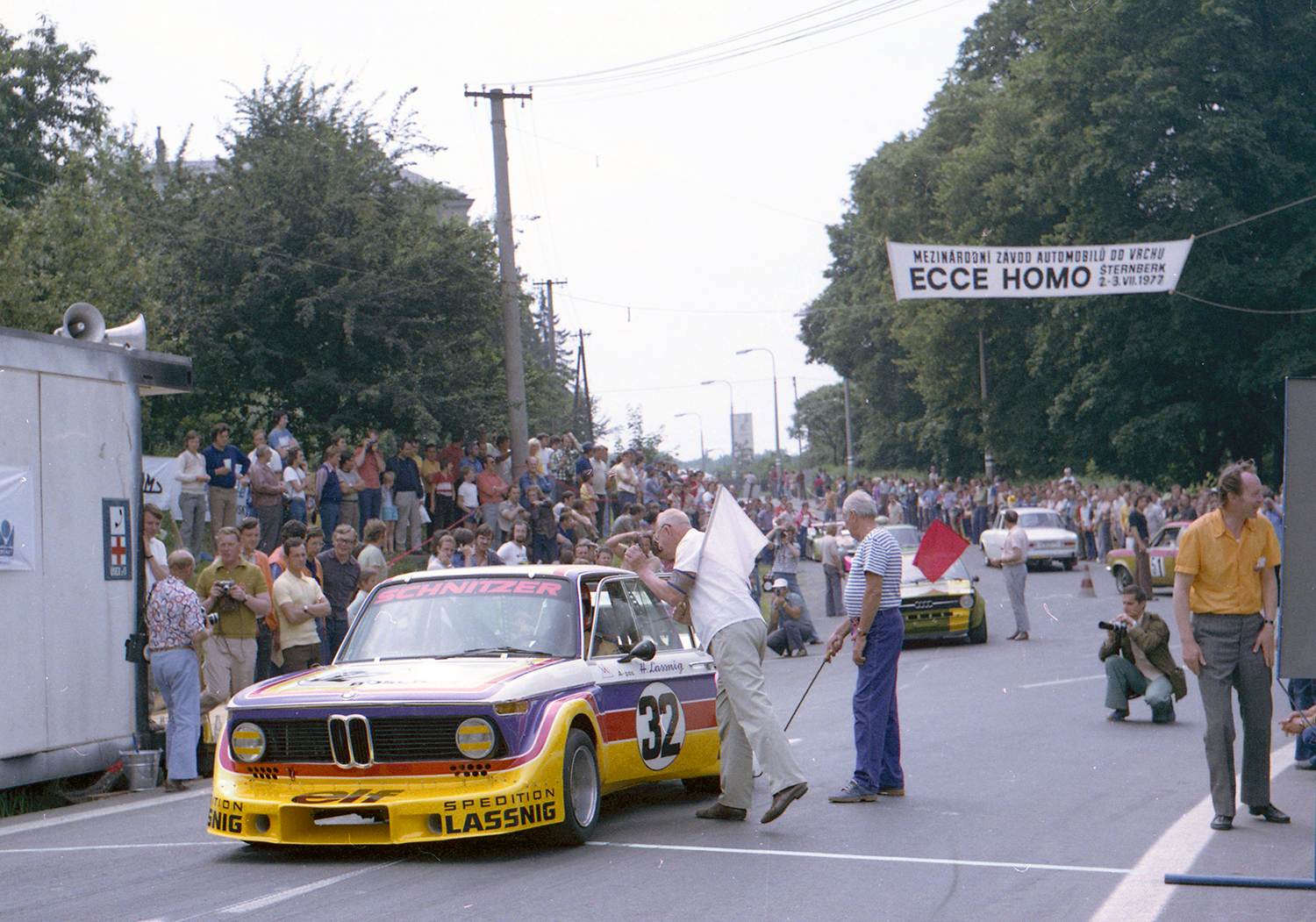
Paul Lassnig, BMW 2002 – Ecce Homo 1977
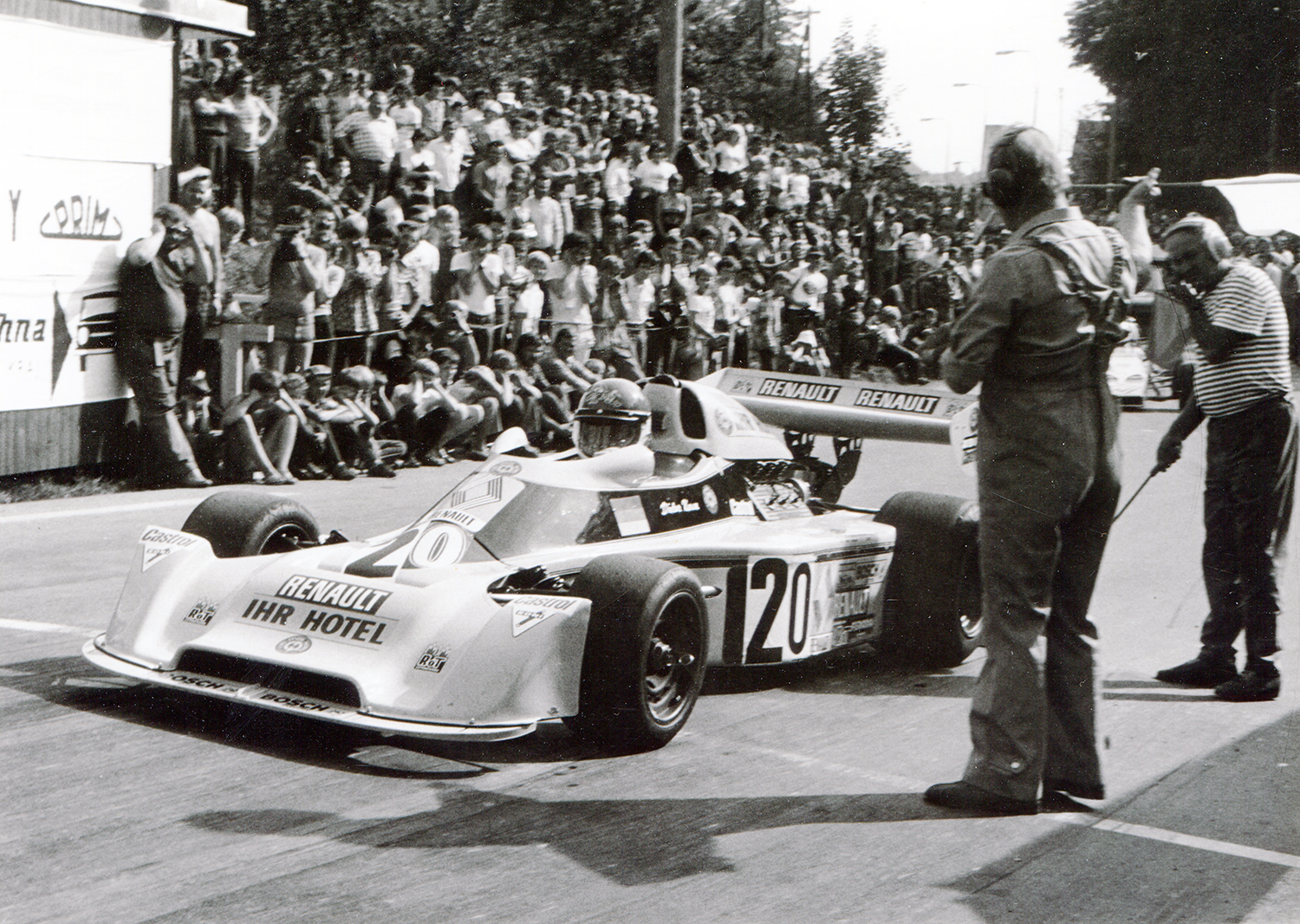
Dieter Kern, Alpine F2 – Ecce Homo 1979

V roce 1976 je trať prodloužena na délku 8000 metrů posunutím cílové čáry dále ve směru na Opavu. Souboje zahraničních jezdců o absolutní vítězství lákaly desítky tisíc diváků do ochozů závodní tratě. Z pravidla každým rokem byly posunovány traťové rekordy a úroveň podniku i nadále vzrůstala. V letech 1978–1981 získal čtyři absolutní vítězství při závodech Ecce Homo německý jezdec Dieter Kern s monopostem formule 2 – Alpine Elf Schwitzerland 2J Renault-Gordini v úpravě Kauhsen.
Už od roku 1974 AMK Ecce Homo Šternberk usiloval o zařazení do šampionátu Mistrovství Evropy, který vypisovala od sezóny 1957 Mezinárodní automobilové federace FIA. Pořadatelé postupnými úpravami tratě zvyšovali rok od roku kvalitu závodu až se jim podařilo v roce 1980 uspořádat závod jako kandidátský na zařazení do kalendáře Mistrovství Evropy v závodech automobilů do vrchu.

### 1981 – 2000: Ecce Homo zařazeno do seriálu mistrovství Evropy závodů automobilů do vrchu

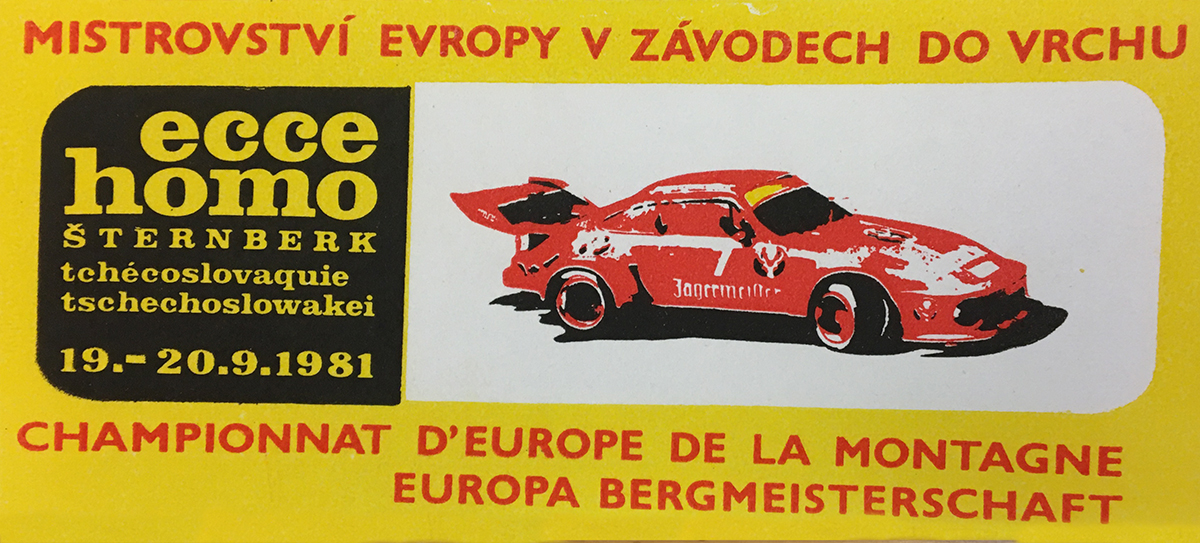
Od roku 1981 je Ecce Homo součástí evropského šampionátu

Po deseti letech od obnovy závodů do vrchu na trati Ecce Homo, v roce 1981, se začala psát novodobá historie Ecce Homo. Závod byl toho roku poprvé zařazen do seriálu Mistrovství Evropy v závodech automobilů do vrchu. od roku 1980, kdy došlo k úpravě trati v oblasti Lipinského oblouku a opětovnému posunu cíle blíže, zpět ke Šternberku, je délka tratě pevně stanovena na 7800 metrů.
Od roku 1981 je Ecce Homo nepřetržitě součástí evropského šampionátu (vyjma roku 2020, kdy se šampionát kvůli pandemii covidu-19 nekonal). V celé novodobé historii patří trať Ecce Homo k pilířům českých závodů do vrchu. na trati se pravidelně konají závody hodnocené do československého (později českého) mistrovství, stejně jako ty mezinárodní, kde je ústředním a vrcholným podnikem pořádání Mistrovství Evropy soudobých vozidel do vrchu.

#### 1981–1990
První roky, kdy se ve Šternberku začalo soutěžit v rámci kontinentálního šampionátu, nabídnuly možnost startu dalších jezdců z celé Evropy. ve Šternberku se objevují Francouzi, Italové nebo Španělé a především kompletní jezdecká evropská špička ze všech hodnocených kategorií. Vozový park, který na trati v jednotlivých letech tohoto období startuje, koresponduje s trendy tehdejší doby. Překotný vývoj automobilové techniky dovoluje srovnání s tehdejší úrovní automobilových závodů v západní Evropě proti stavu soutěžních vozů ve východním bloku. Získání pořadatelství evropského šampionátu pro závod Ecce Homo dále rozvíjí soutěžení jednotlivých jezdců a posouvá dosahované rychlostní limity, což je patrné především z dosažených vylepšení absolutních rekordních časů.

Ecce Homo 1981-1990
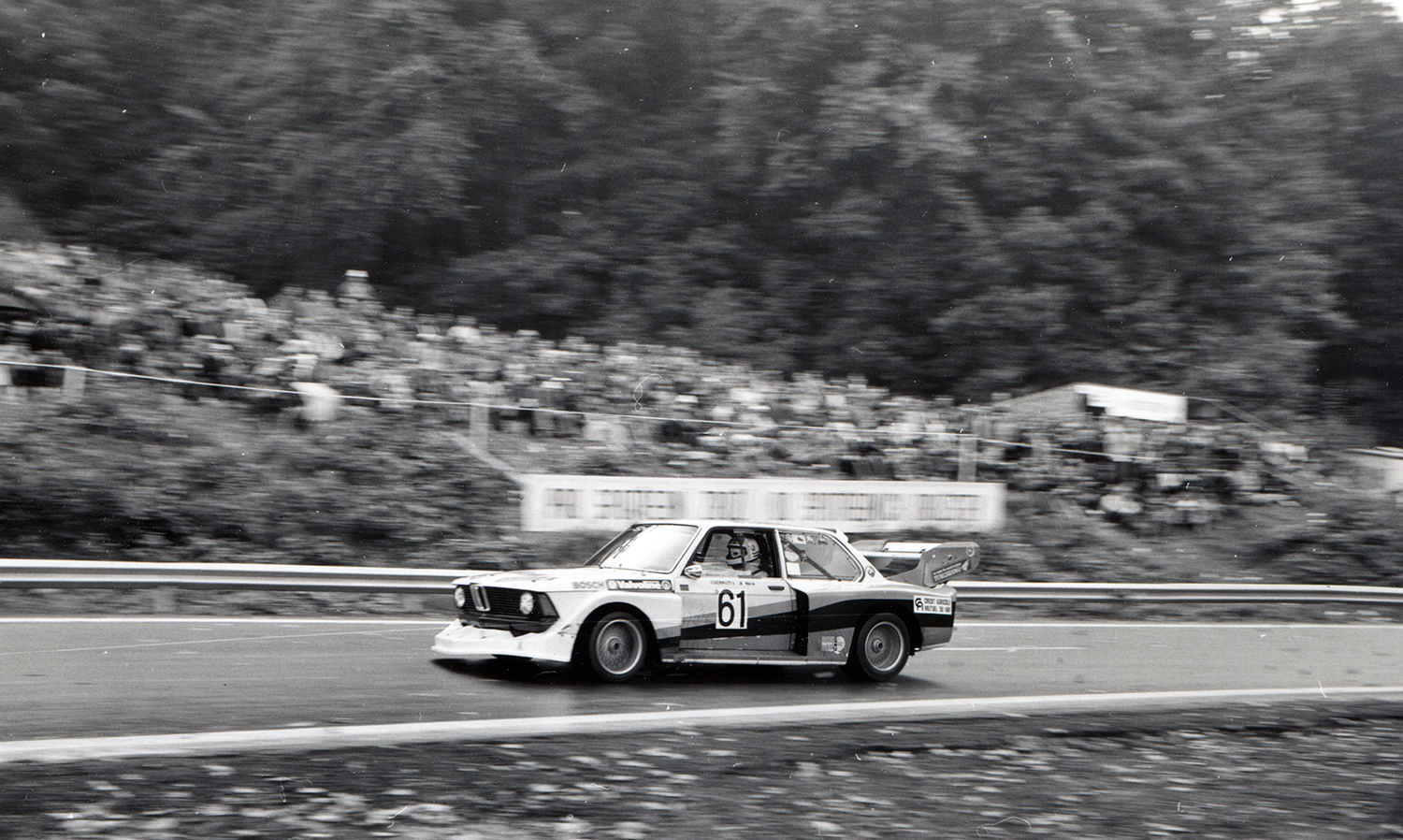
Joszef Cserkuti, BMW 320 Gr. 5 – Ecce Homo 1981
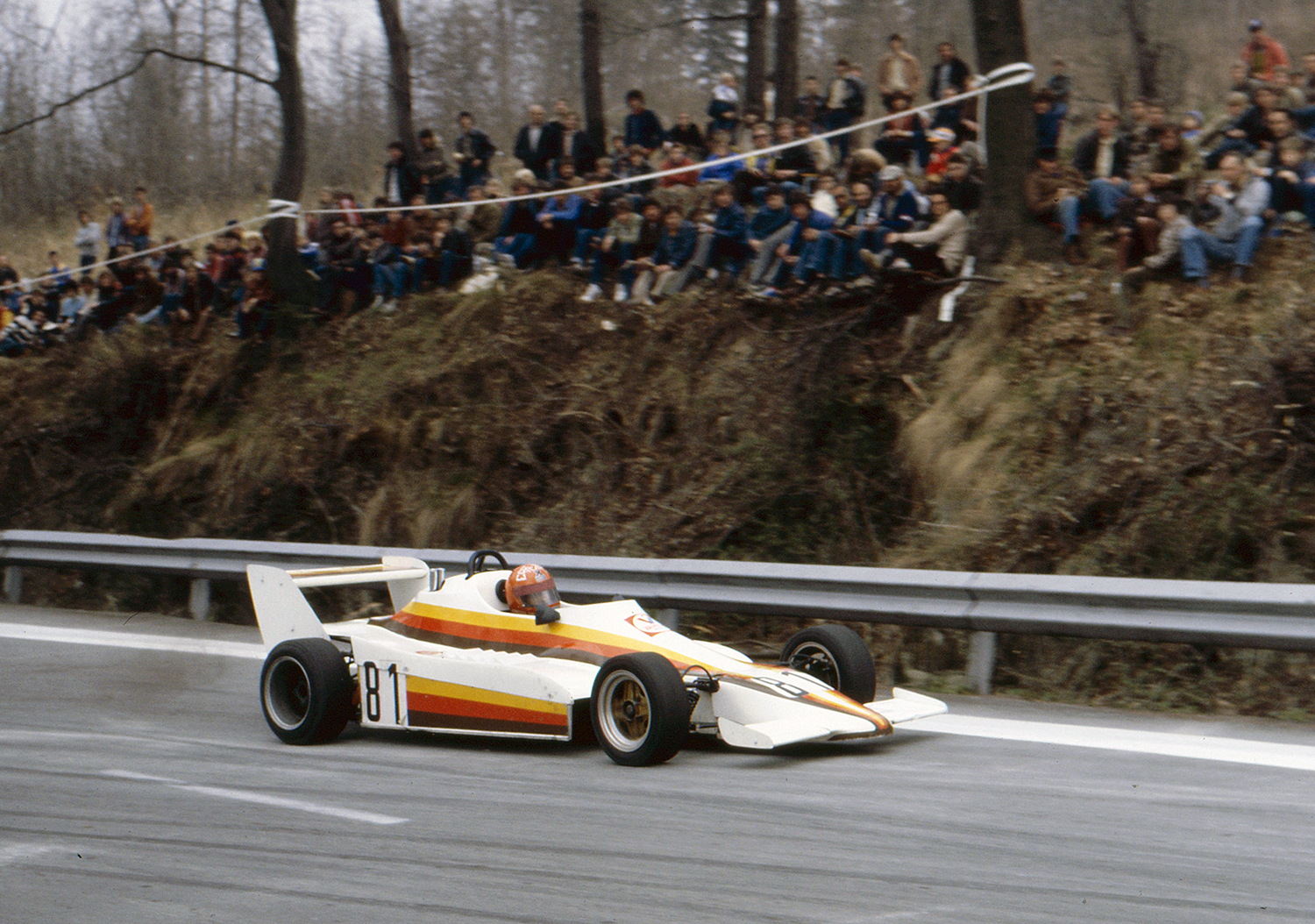
Pavel Kopeček – Ecce Homo 1984
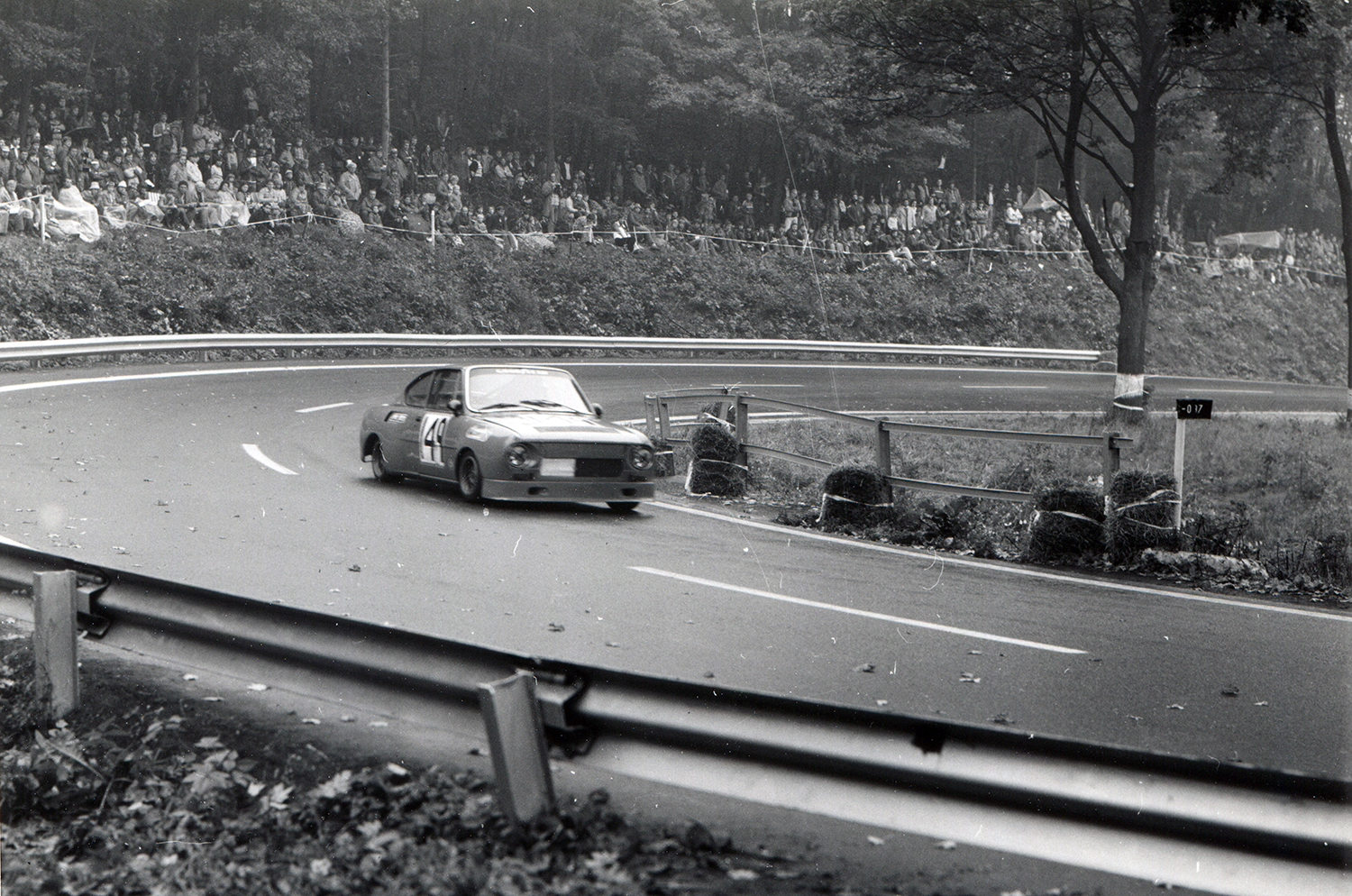
Tomáš Hank, Škoda 130RS – Ecce Homo 1981
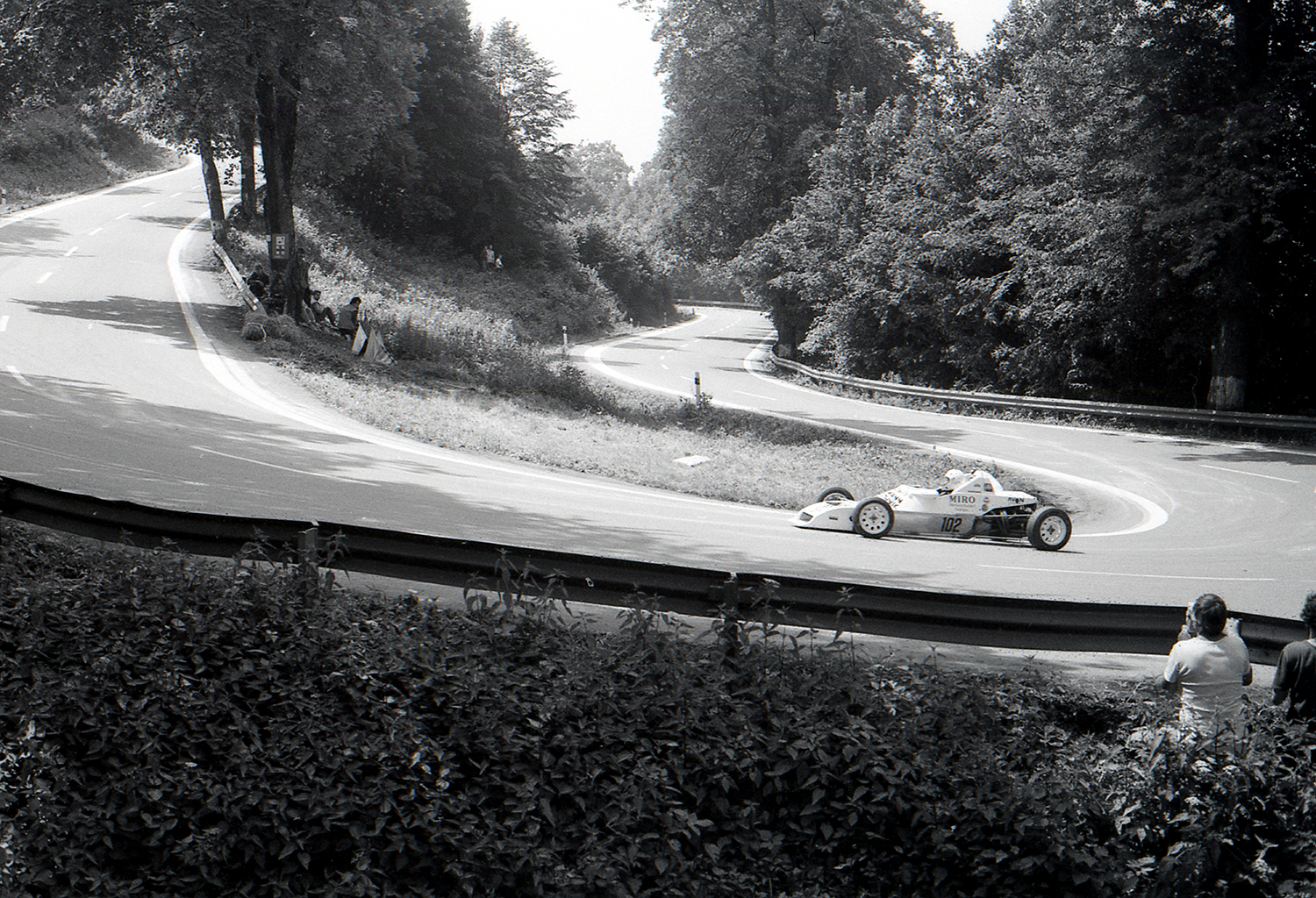
Ecce Homo 1986 – Fajkusova zatáčka
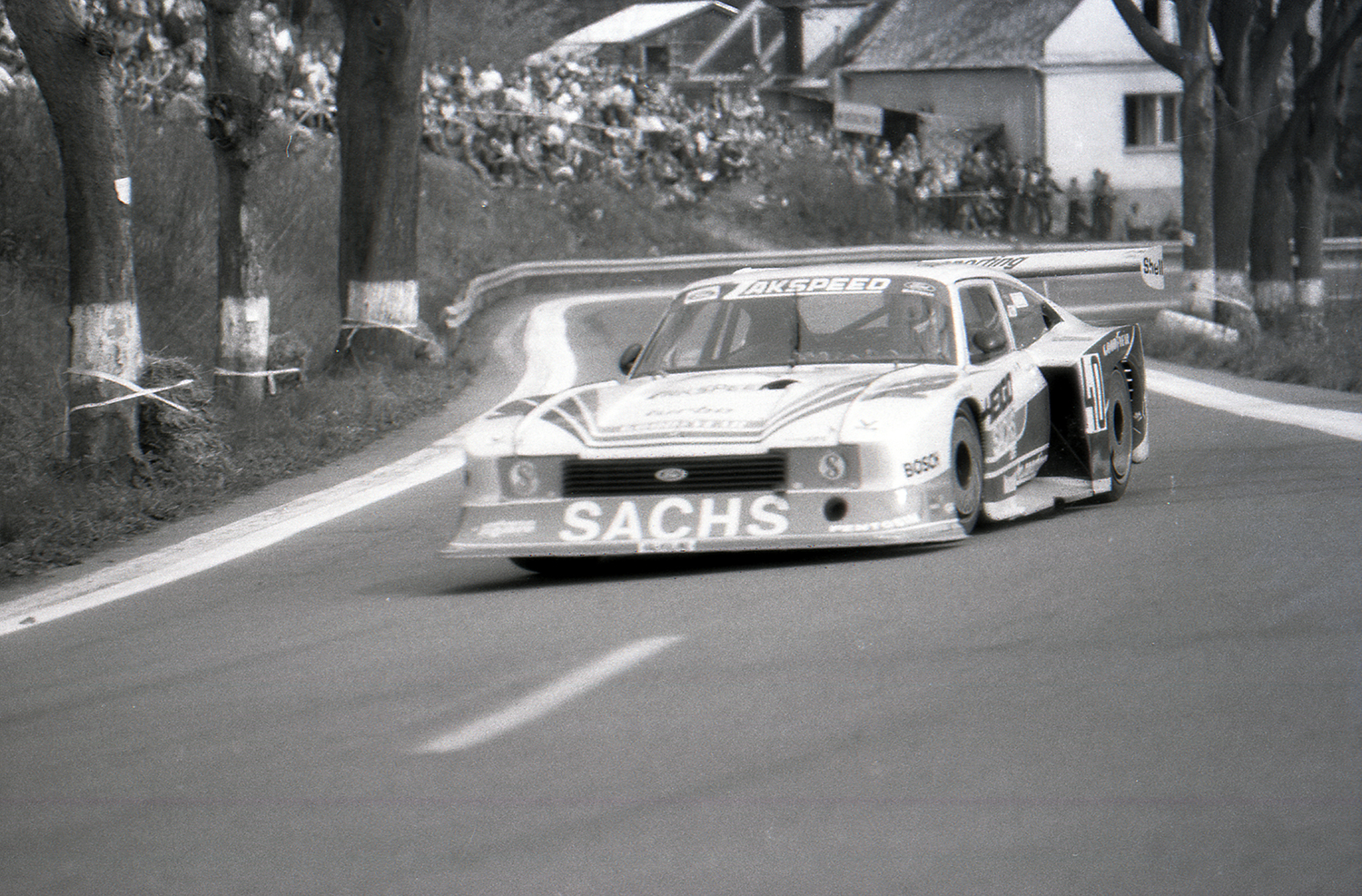
Herbert Stenger, Ford Capri Turbo Gr. 5 – Ecce Homo 1983
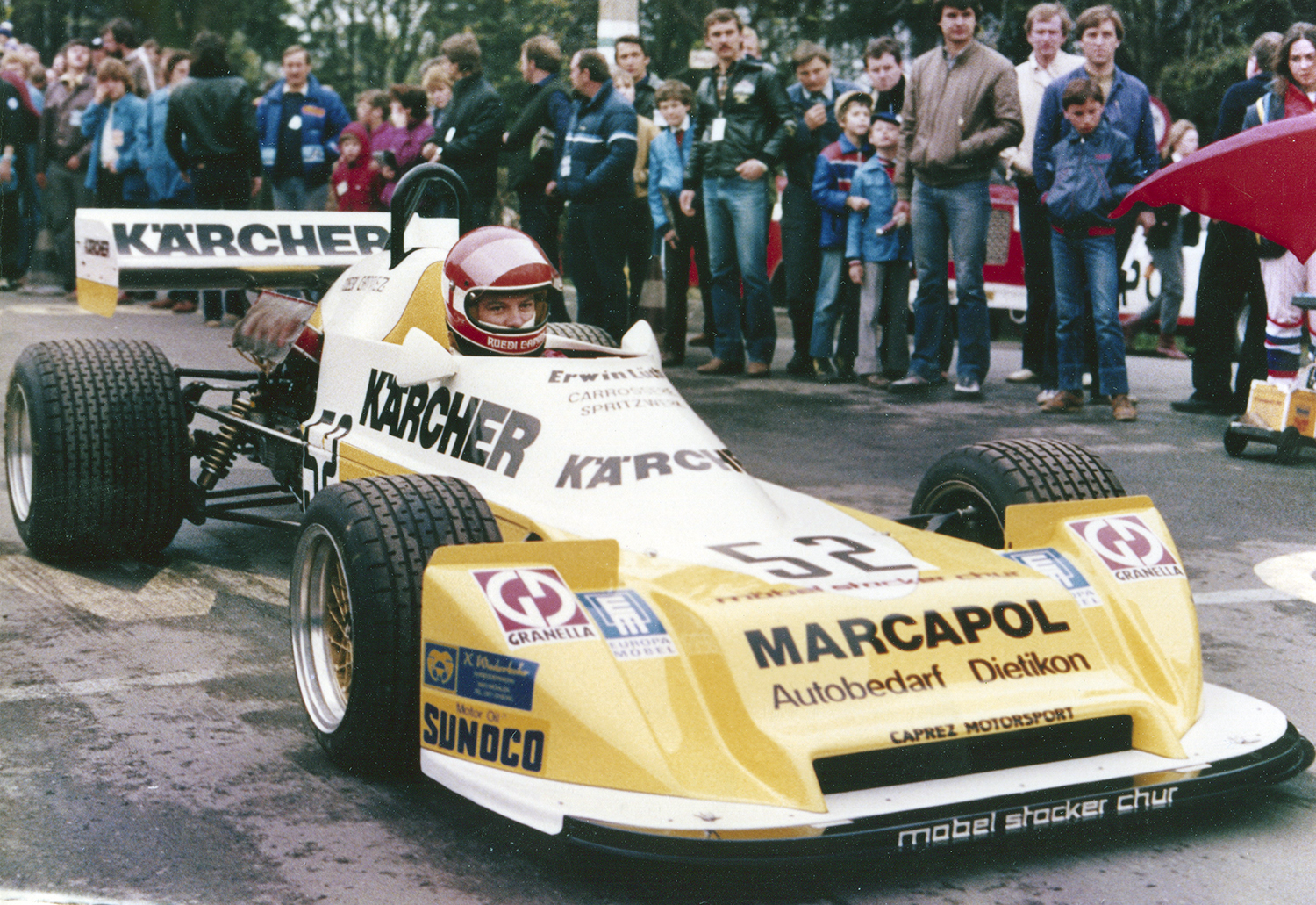
Ruedi Caprez, Martini Mk.32 – Ecce Homo 1984

Nejrychlejší vozidla byla pro toto období v kategorii cestovních vozů skupina 5 a později v úpravě pro skupinu B a mezi speciály to byly sportovní prototypy a formule 2. Nejrychlejšími jezdci jsou ve Šternberku v těchto letech Walter Pedrazza (vítěz 1982), Mauro Nesti (vítěz 1983,1986), Ruedi Caprez (vítěz 1984), Andrés Vilariño (vítěz 1987), Horst Fendrich (vítěz 1988) nebo Miroslav Adámek (vítěz 1990).

#### 1991–2000
Šternberské Ecce Homo zůstalo nejvýznamnější českou vrchařskou tratí i v dalším desetiletí. I nadále bylo součástí evropského šampionátu. Požadavky na zvýšení zabezpečení tratě ze strany FIA proměnily z velké části okolí tratě – zmizely nebezpečné stromy, přibyla bezpečnostní svodidla. Vyžadoval to vývoj závodní techniky, která i nadále výrazně zrychlovala. Po celé Evropě se na závodech do vrchu objevovaly výkonné speciály v úpravě skupiny C3 nebo tehdy velmi moderní formule 3000. Ecce Homo bylo také součástí tohoto vývoje a nejrychlejší jezdci této éry byly Andrés Vilariño (vítěz 1991, 1992), Horst Fendrich (vítěz 1995, 1998) nebo Walter Leitgeb (1999, 2000). Časová hranice pro nejrychlejší jízdu historie se v těchto letech blížila pokoření tří minutové hranice, která neodolala v roce 2000 a tento milník byl pokořen Rakušanem Walterem Leitgebem s monopostem F3000 Reynard 95D v roce 2000.

### 2001–2015: Stoletá historie Ecce Homo
Dlouhá historie závodních klání přivedla Ecce Homo ke 100. výročí počínaje rokem 1905. V roce 2005 slavilo Ecce Homo 100 let od první soutěže na identické trati. Tento milník je jedním z nejstarších v celé Evropě pro stále aktivní závodní trať pro závody do vrchu.

#### 2001–2008
Nejrychlejších časů dosahovali v letech 2001–2008 závodníci výhradně s monoposty F3000. Maďar László Szász zvítězil čtyřikrát s monopostem F3000 v letech 2001–2004, na šternberské vítězství svého otce navázal v letech 2005 a 2007 Španěl Ander Vilariño.

#### 2009–2015
Od roku 2009 počala éra speciálů upravených podle nově platných předpisů a výsledkové listiny Ecce Homo byly v dalších letech opanovány vrchařskými speciály Osella a Norma. Toto období je spojeno s úspěchem italského pilota Simone Faggioliho, který dokázal na Ecce Homo vyhrát s vozy Osella FA30 a Norma M20FC sedmkrát v řadě (2009–2015) a výrazně posunul traťový rekord.

### 2016–2023: Ecce Homo v nejrychlejší éře sportovních prototypů

#### 2016
Samostatnou kapitolou bylo uspořádání prestižního závodu národů - FIA Hill Climb Masters v roce 2016. Pořadatelé připravili speciální zkrácenou verzi tratě o délce 3333 metrů. V té době se jednalo o vůbec nejvyšší možný status závodů do vrchu v Evropě. Šternberským pořadatelům se podařilo získat pořadatelství této jedinečné akce, která měla dvouletou periodu pořádání. FIA Hill Climb Masters 2016 ve Šternberku zaznamenalo velký úspěch u jezdců i diváků.

#### 2017–2023
Velká konkurence závodních italských jezdců Simone Faggioliho (Norma M20FC) a Christiana Merliho (Osella FA30) odstartovala nejrychlejší období historie s ohledem na dosahované výkony. Vyrovnané souboje těchto italských specialistů s nejrychlejšími sportovními prototypy dvou konkurenčních značek se snažili doplnit i jezdci ze širší výkonnostní špičky a nutili nejrychlejší italskou dvojici k limitním výkonům, které přinesly celkem pět vylepšení absolutních rekordních záznamů. Průměrná rychlost nejrychlejšího jezdce překročila hodnotu 175 km/h.
Christian Merli se nesmazatelně zapsal do historie celkem čtyřmi vylepšeními rekordu tratě (2018, 2019, 2021, 2022) a v tomto období opanoval šternberskému závodu celkem šestkrát v absolutním hodnocení.

## Současnost
Ecce Homo je jedna z nejvýznamnějších motoristických akcí v ČR. Ecce Homo se už více než 40 let řadí do prestižního šampionátu, kterým je Mistrovství Evropy v závodech automobilů do vrchu, je jediným závodem s tímto statusem v České republice. Svou dobře udržovanou tratí, která je jedna z nejstarších v Evropě, ale i kvalitní organizací, je závod každoročně velmi dobře hodnocen ze strany jezdců, diváků a v neposlední řadě také delegáty Mezinárodní automobilové federace FIA.
Mimo již tradiční závody Mistrovství Evropy v závodech automobilu do vrchu se v roce 2016 podařilo získat pořádání FIA Hill Climb Masters. Jednalo se o vrcholný vrchařský závod, kde bylo umožněno závodit všem úřadujícím šampionům ze všech evropských zemí, které své šampionáty pořádají pod hlavičkou FIA. Pravděpodobně se jednalo o nejvýznamnější motoristickou akci, která byla v celé historii na trati Ecce Homo ve Šternberku od svého počátku uspořádána. 
V roce 2021 uplynulo 100 let od prvního samostatně pořádaného závodu do vrchu Ecce Homo na identické podobě trati. V těchto 100 letech prošla závodní trať dlouhým vývojem stejně jako její okolí, nicméně charakter a délka trati zůstali po celou dobu nezměněné.
Návštěvnost závodu se každoročně pohybuje mezi 25 000 a 30 000 diváky za závodní víkend.

## Ecce Homo Historic
Dlouhá závodní historie Ecce Homo Šternberk a činnost pořadatelského sboru se zasloužila o vznik soutěžního podniku Ecce Homo Historic. Jedná se o samostatný podnik určený pro soutěž historických vozů a motocyklů. První vzpomínková jízda historických vozidel se uskutečnila v roce 1966 při Setkání veteránů v rámci rozšířeného programu olomoucké výstavy Cestovní ruch 66 na Floře.
Pokračování se obdobná akce dočkala v roce 1985, kdy byla pod hlavičkou ostravského veterán klubu uspořádána Mezinárodní jízda historických automobilů a motocyklů do vrchu. Program veteránských setkání a jízd byl od roku 1993 rozšířen o rychlostní závody historických vozů Ecce Homo Historic. V současné více než 30leté historii se úroveň pořádaných podniků dostala až ke statusu evropského šampionátu historických vozů.
Program těchto soutěžních víkendů je určen pro historické vozy a motocykly, který má v okolí tratě a přímo na trati Ecce Homo motoristickou náplň. Účastníci se v minulosti pokoušeli o úspěch v historické orientační rally, v jízdě pravidelnosti, výstavě historických vozidel nebo FIA Mistrovství Evropy v závodech historických automobilů do vrchu.

## Zajímavosti a důležité mezníky

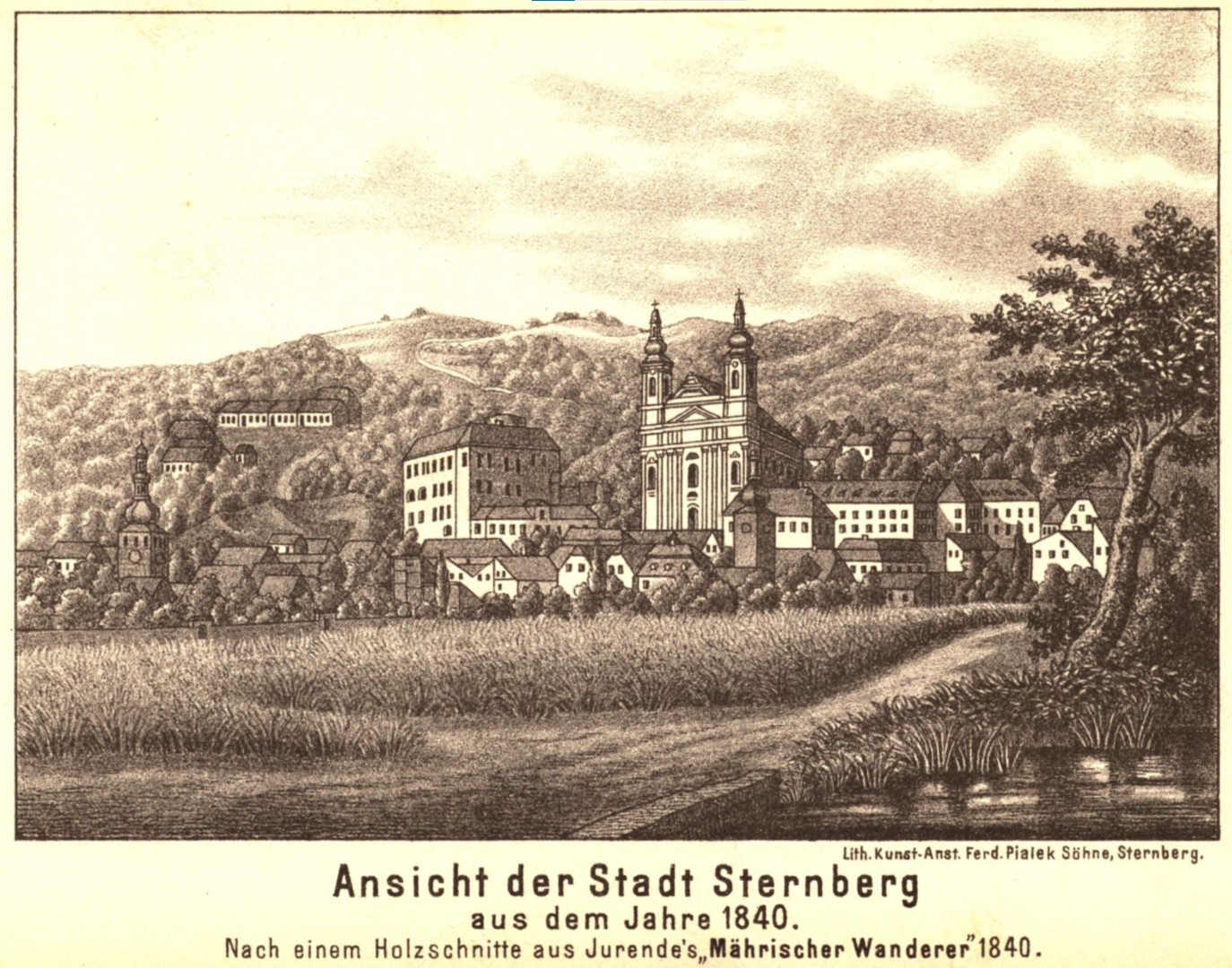
Dřevoryt z roku 1840 znázorňuje silnici nad šternberským hradem

- 1748 – Socha Ecce Homo postavena poblíž obce Lipina – v knihách s tématem historie města Šternberka se objevuje informace o postavení sochy s  biblickým výjevem Ježíše Krista nesoucího kříž s názvem „Ecce Homo“ na vrcholu „Spitzhübel“ u Šternberka v roce 1748. Tato socha se nacházela poblíž tehdejší zemské cesty spojující Olomouc s polskou Nysou nebo Vratislaví.[54][55][56]
- 1840 – Zobrazení silnice směřující severozápadně ze Šternberka – jedním z nejstarších záznamů silnice směřující od hradu Šternberk směrem na Opavu je zobrazen v knize „Illustrierte Geschichte der Stadt Sternberg in Mähren von ihrem Ursprunge bis zur Gegenwart“. V ilustraci je mezi kopci za šternberským hradem patrná silnice se zatáčkami.[54]
- 1905 – První měřená jízda automobilů na části dnešní trati Ecce Homo  – došlo k ní ve čtvrtek 18. května 1905. Závod do vrchu byl jedním ze dvou měřených rychlostních úseků konkurenční jízdy Vídeň – Vratislav – Vídeň.[1]
- 1921 – První samostatný závod  do vrchu Ecce Homo – konal se 2. října 1921 na trati s délkou 7750 metrů.[23]Bohumil Maťcha zahynul při tréninku při Ecce Homo 1927 (označen křížkem)[57]

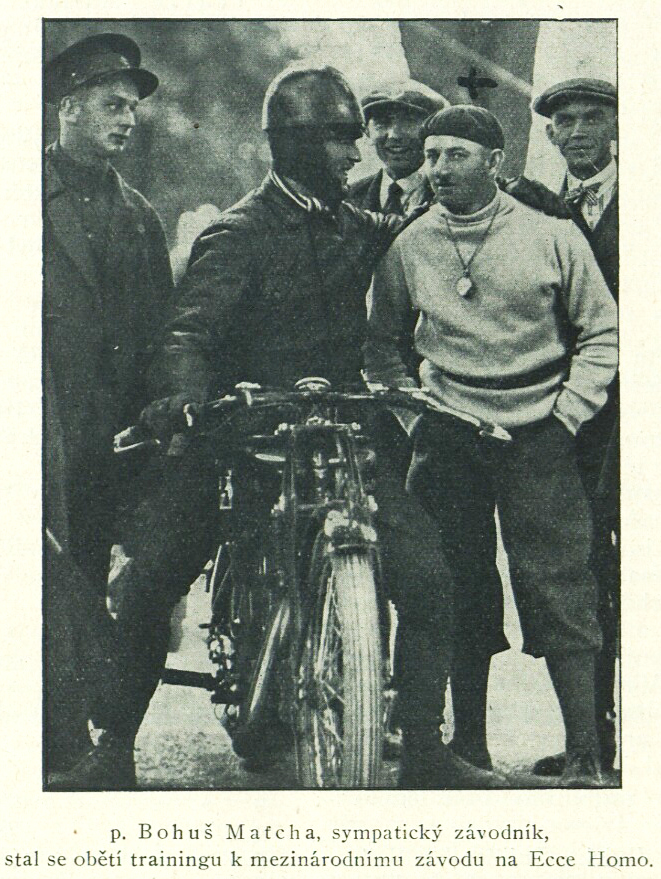
Bohumil Maťcha zahynul při tréninku při Ecce Homo 1927 (označen křížkem)

- 1927 – První oficiální obětí tratě Ecce Homo se stal Bohumil Maťcha – při sedmém ročníku závodu do vrchu Ecce Homo měl v pátek 16. října 1927 v odpoledních hodinách (ještě před zahájením závodního programu) nehodu známý motocyklový jezdec Bohumil Maťcha (tovární jezdec motocyklového výrobce Premier a BMW), při níž přišel o život. Jeho nehoda se stala cca 500 metrů před tehdejším cílem Ecce Homo a k nehodě došlo ve sportovním voze Bugatti, vůz se několikrát převrátil a jezdce smrtelně zranil. Bohumil Maťcha pocházel z Olomouce.[58]
- 1929 – Smrt Edmunda Müllera a Jaroslava Horáka – 21. 9. 1929 došlo k tragické srážce v prostoru cíle závodu. Následkem nehody přišli o život Edmund Müller a Jaroslav Horák. Během tréninku narazila Bugatti T35B Jaroslava Horáka do motocyklu Edmunda Müllera, který se otáčel v prostoru za cílovou čárou. V místě tragické nehody byl v roce 1930 postaven pomník.[p 3][29]
- 1937 – Franz Rybka zahynul při tréninku – Datum 4. 9. 1937 je spojeno s nehodou motocyklového jezdce Franze Rybky, který po nehodě 400 metrů před cílem nepřežil náraz do stromu. Tehdy 34letý Rybka se stal čtvrtou obětí závodní tratě Ecce Homo Šternberk.[2][59]
- 1951 – Smrt Bruno Sojky – K smrtelné nehodě závodníka došlo 30. 6. 1951 v průběhu tréninkových jízd na tehdejší okruhový závod. Tovární jezdec Tatry Kopřivnice, Bruno Sojka, havaroval v levotočivé zatáčce se svým Tatraplanem Sport T 602. Byla to velká tragédie pro československý motorsport a na počest jezdcova jména byl v této zatáčce postaven pomník a zatáčka byla pojmenováno po zesnulém jezdci. Sojkova zatáčka je od roku 1951 jedním z nejznámějších míst celé tratě, bohužel se smutnou historií.[29]
- 1973 – Trať získala zcela nový povrch – pořadatelský sbor se již od roku 1971 netajil myšlenkou přivést do Šternberka seriál mistrovství Evropy, této myšlence měl být nápomocný i nový povrch tratě a výrazné úpravy v jejím okolí.[60]
- 1975 – Překonání časové hranice čtyř minut pro jednu závodní jízdu – Švýcar Hans-Ruedi Wittwer, Němec Petr Ernst, Rakušan Willi Rabl a československý jezdec Jaroslav Bobek dokázali překonat poprvé v historii na trati Ecce Homo časovou hranici čtyř minut.[2]
- 1981 – Ecce Homo součástí kalendáře mistrovství Evropy – Ecce Homo je na pomyslném vrcholu sportovní úrovně, získalo status závodu mistrovství Evropy, nutno podotknout, že i přes to, že v té době bylo stále Československo za Železnou oponou. Ecce Homo se stalo definitivně jedním z nejvýznamnějších závodních podniků své země i regionu.[2][31]
- 2000 – Překonání časové hranice tří minut pro jednu závodní jízdu – Jako první jezdec historie závodu překonal rakouský jezdec Walter Leitgeb s monopostem bývalé formule 3000, Reynardem 95D Fadewa, jízdou 2:58,03 časovou hranici tří minut na jednu závodní jízdu. Zapsal se tak nesmazatelně do historie závodu nejen novým traťovým rekordem, ale i pokořenou magickou metou.[31]
- 2005 – Oslava 100 let od první zmínky o závodní trati – Jedna z nejstarších závodních tratí Evropy se dočkala velkého jubilea. Při svém stém roce od první zmínky o Ecce Homo Šternberk dokázalo Ecce Homo všem, jak velkým závodem je, když se k závodu sjela výborná jezdecká sestava a závod byl ozdoben vítězstvím a novým traťovým rekordem Španěla Andera Vilariña v hodnotě 2:53,96.[61] K příležitosti oslavy 100 let od první zmínky vznikla publikace Ecce Homo Šternberk Stoletá historie 1905–2005, jejímž autorem je Miroslav Gomola.
- 2008 – Fajkusova „Fajova“ zatáčka – na počest zesnulého, velmi oblíbeného českého jezdce Miroslava Fajkuse, byla přejmenována jedna z pravotočivých zatáček na trati. V roce 2008 se již na start Ecce Homo nepostavil český reprezentační jezdec Miroslav Fajkus, který zahynul 4. 5. 2008, tedy měsíc před závodem Ecce Homo, při jiném vrchařském závodě v Náměšti nad Oslavou. na jeho počest byla pojmenovaná zatáčka v lesním úseku mezi Sojkovou zatáčkou a Lipinským obloukem, kde pravidelně závodu přihlíželi skalní fanoušci Miroslava Fajkuse, jenž Ecce Homo považoval za svoji domácí trať, jelikož pocházel z nedalekého Krnova. Zatáčka se před rokem 2008 nazývala Lesní či U kukačky.[2][61][62]
- 2009 – Simone Faggioli poprvé pod časovou hranicí 2:50 – 29. ročník závodu Mistrovství Evropy v závodech automobilů do vrchu ve Šternberku přinesl dvojité překonání traťového rekordu italským závodním jezdcem Simone Faggioli, jedoucím s Osella FA30 Zytek. V obou závodních jízdách překonal rekord tratě, který v té době patřil Španělovi Anderu Vilariňo a v druhé závodní jízdě dokonce pokořil hranici 2 minut a 50 sekund časem 2:49,99.
- 2009 – Úpravy v místě závodního depa na Dvorské ulici – v rámci stavby nové sportovní haly ve Šternberku byly zhotoveny nové parkovací prostory v okolí sportovní haly, které výrazně vylepšily úroveň zázemí pro závodní týmy (asfaltový povrch, elektrické přípojky, sociální zařízení).[2][63]
- 2010 – Investice do opravy povrchu tratě – rozsáhlá část tratě (cca 1,5 km) byla opatřena novým asfaltovým povrchem. Opravovanými úseky byly Starý startu po Krvavou zatáčku a také celá část za Sojkovou zatáčkou až po Fajkusovu zatáčku.[64]
- 2015 – Vznikl Ecce Homo Park – interaktivní expozice vznikla v prostoru šternberského kláštera (v blízkosti městského úřadu) k příležitosti 110let od první zmínky o trati Ecce Homo ve spojitosti s motoristickými závody. Tato expozice pojednává o celé historii závodu Ecce Homo.[65]
- 2015 – Rychlostní zkouška při rally Jeseníky – Tradiční podzimní soutěž Rally Jeseníky pořádal AMK Ecce Homo Šternberk, závod započítávaný do Mistrovství České republiky ve sprint rally. V roce 2015 byla přímo na trati Ecce Homo ve směru na Lipinu (tedy ve směru do kopce) odjeta dvojice rychlostních zkoušek, start byl v místě běžného startovního prostoru na Opavské ulici. Nejrychlejšího času dosáhla posádka Jan Dohnal / Jakub Venclík s vozem Ford Focus WRC v čase 2:34,3  a rychlostní zkouška měla délku 4640 metrů.[66]
- 2016 – FIA Hill Climb Masters – Pořadatelé Ecce Homo dokázali v roce 2016 uspořádat závod národů s označením FIA Hill Climb Masters 2016. Závod se jel pod patronátem FIA jako druhý v pořadí, když první ročník se uskutečnil v roce 2014 v lucemburském Echsdorfu – FIA Hill Climb Masters 2014. Tento závod se konal v podzimním termínu po skončení sezóny a na start přilákal jezdce z celé Evropy i ze vzdáleného Portugalska, Řecka či Anglie. Jednalo se o velkolepou oslavu vrchařského sportu, kde byla v hlavní roli perfektní pořadatelská práce a skvělé výkony jezdců. Závod národů 2016 ovládli slovenští reprezentanti. Ecce Homo se díky tomuto závodu dostalo ještě více do povědomí motoristických fanoušků i jezdců.[p 1][31]
- 2017–2019 – Czech Cycling Tour – Část tratě Ecce Homo se stala místem konání cyklistického závodu Czech Cycling Tour 2017 a 2018. V roce 2017 zavedla třetí etapa Mohelnice – Šternberk účastníky ve svém závěru do Šternberka, kde směřovali přes náměstí směrem po staré hradní cestě mezi hradem Šternberk a šternberským kostelem Zvěstování paní Marie vstříc kostkované silnici po ulici na Valech, po níž se napojili na trať Ecce Homo v místě Starého startu. Závěrečná část etapy byla složena z trojice průjezdů po tomto úseku. V roce 2017 se radoval z prvenství český cyklista Josef Černý z týmu Elkov Author. Stejně jako předchozí rok, vedl závěr třetí etapy Czech Cycling Tour 2018 kolem hradu Šternberk s vyústěním na trati Ecce Homo, kde cyklisté pokračovali na Lipinský oblouk se sjezdem zpět do Šternberka na náměstí. V královské etapě zvítězil Čech Michael Kukrle z týmu Elkov Author, který své prvenství vybojoval na závěrečném trojitém výšlapu na Ecce Homo. Archivováno 13. 8. 2018 na Wayback Machine. I v ročníku 2019 se Czech Cycling Tour vrátil na Ecce Homo, kdy se opakoval scénář z předchozích let a závěrečná etapa končila na šternbersku. Vítězství si v etapě končící na trojitém překonání části Ecce Homo připsal Australan Lucas Hamilton ze stáje Mitchelton-Scott.[67]

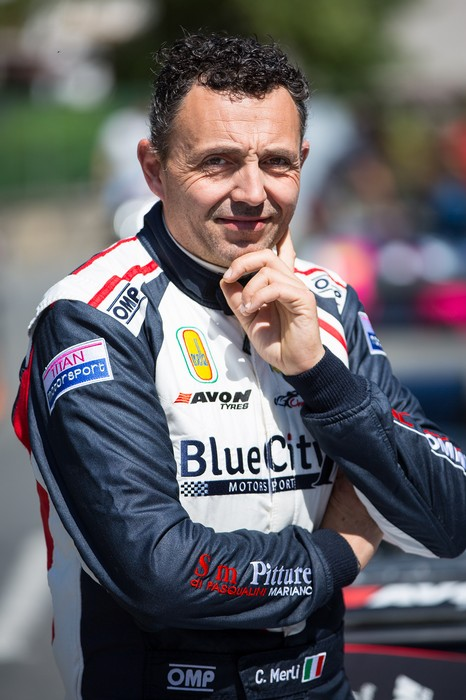
Christian Merli – italský jezdec, který je historicky absolutně nejrychlejším jezdcem Ecce Homo

- Christian Merli – italský jezdec, který je historicky absolutně nejrychlejším jezdcem Ecce Homo2018 – Ital Christian Merli novým rekordmanem – Italský pilot Christian Merli zaznamenal během první závodní jízdy v neděli 3. června 2018 čas 2:41,37 s vozem Osella FA30 EVO Zytek LRM a stanovil nový rekord tratě, když pokořil o 2 sekundy čas svého krajana Simone Faggioliho z roku 2017.
- 2019 – Absolutní rekord poprvé pod časovou hranicí 2:40 – Držitel traťového rekordu, Ital Christian Merli, dokázal pokořit šternberský kopec pod hranici 2:40. Nejprve během sobotního tréninku pokořil svoji rekordní jízdu z roku 2018 výkonem 2:40,81 a 2. června 2019 překonal během druhé závodní jízdy zmíněnou hranici výkonem 2:39,93 s průměrnou rychlostí vyšší 175 km/h.
- 2020 – Závod Ecce Homo Šternberk 2020 se nekonal – V důsledku pandemie covidu-19 byl zrušen šampionát mistrovství Evropy automobilů do vrchu 2020. Závod Ecce Homo tak přišel o hlavní podnik svého programu a poprvé od roku 1981 se ve Šternberku nejelo o evropské body. Epidemiologická situace v ČR navíc nedovolila konání původně plánovaného sportovního podniku v červnovém termínu a závod do vrchu soudobých automobilů byl v roce 2020 bez náhrady zrušen.
- 2020 – Vznikla kniha Fenomén Ecce Homo 1905–2020 – Autorský tým Karel Fiala, Lukáš Pikal a Roman Krejčí připravili publikaci vztaženou k závodu Ecce Homo Šternberk[2].
- 2021 – Obnovení tradice závodů na Ecce Homo – Po roční pauze, kdy se na trati Ecce Homo nekonal žádný oficiální podnik rychlostního závodu do vrchu pod hlavičkou pořadatelského týmu AMK Ecce Homo Šternberk v důsledku hygienických opatření kvůli pandemii covidu-19, byl uspořádán 24.–25. 4. 2021 závod českého mistrovství. Tento závod se konal na zkrácené verzi tratě o délce 4800 metrů. na startu se objevili i zahraniční jezdci, především Italové. Vítězem se stal dvakrát Christian Merli, který zajel v rekordním čase 1:47,91.[68]
- 2021 – Christian Merli vylepšuje vlastní absolutní rekord – 30. června 2021, při 40. ročníku závodu ME Ecce Homo ve Šternberku, vytvořil v druhé závodní jízdě Ital Christian Merli nový absolutní traťový rekord 2:39,88.
- 2025 – Oslava výročí 120 let od první zmínky o závodní trati - program závodního víkendu byl doplněn dalším programem, pořadatelé připravili množství novinek (funzóna Lipina, VIP program pro partnery a hosty, e-Grand Prix, množství novinek v oblasti technického zajištění závodu). Závod byl živě streamován v médiích.
- 2025 – Ecce Homo e-Grand Prix - v roce 2025 byl uspořádán vložený závod sériově vyráběných elektromobilů Ecce Homo e-Grand Prix 2025. Závod pravidelnosti elektromobilů, za účasti jezdeckých legend spjatých s Ecce Homo, vyhrál tým Horimex Cars s jezdcem Milošem Benešem, který s vozem MG Cyberster dokázal ve dvou jízdách dosáhnout nejmenší diference 1,47s.

## Absolutní vítězství v závodě Ecce Homo 1971–2025
Absolutním vítězem se stává jezdec, který dosáhne absolutně nejrychlejšího času v průběhu závodního dne. Tento čas je zpravidla tvořen součtem časů dvojice závodních jízd. Toto hodnocení je vztaženo jen na dosažený výsledek jezdce účastnícího se závodu, tedy bez vlivu příslušné kategorie, skupiny nebo třídy závodních vozidel. Statistice absolutních vítězství závodů na trati Ecce Homo vévodí Ital Simone Faggioli s osmi prvenstvími.  
| Počet | Jezdec                   | Národnost | Vyhrané ročníky                                |
| ----- | ------------------------ | --------- | ---------------------------------------------- |
| 8     | Faggioli Simone          | Itálie    | 2009; 2010; 2011; 2012; 2013; 2014; 2015; 2017 |
| 6     | Merli Christian          | Itálie    | 2016; 2018; 2019; 2021; 2022; 2023             |
| 4     | Szász Lászlo             | Maďarsko  | 2001; 2002; 2003; 2004                         |
| 4     | Kern Dieter              | Německo   | 1978; 1979; 1980; 1981                         |
| 3     | Fendrich Horst           | Německo   | 1988; 1995; 1998                               |
| 3     | Vilariňo Andrés          | Španělsko | 1987; 1991; 1992                               |
| 3     | Wittwer Hans-Ruedi       | Švýcarsko | 1974; 1975; 1976                               |
| 2     | Vilariňo Ander           | Španělsko | 2005; 2007                                     |
| 2     | Leitgeb Walter           | Rakousko  | 1999; 2000                                     |
| 2     | Nesti Mauro              | Itálie    | 1983; 1986                                     |
| 2     | Bobek Jaroslav           | Česko     | 1972; 1973                                     |
| 1     | Faustini Robin           | Švýcarsko | 2025                                           |
| 1     | Schatz Geoffrey          | Francie   | 2024                                           |
| 1     | Regal Lionel             | Francie   | 2008                                           |
| 1     | Bormolini Fausto         | Itálie    | 2006                                           |
| 1     | Faustmann Rüdiger        | Německo   | 1997                                           |
| 1     | Danti Fabio              | Itálie    | 1996                                           |
| 1     | Steiner Heinz            | Švýcarsko | 1994                                           |
| 1     | Egozkue Francisco Pancho | Španělsko | 1993                                           |
| 1     | Adámek Miroslav          | Česko     | 1990                                           |
| 1     | Amweg Fredy              | Švýcarsko | 1989                                           |
| 1     | Baer Fredy               | Švýcarsko | 1985                                           |
| 1     | Caprez Ruedi             | Švýcarsko | 1984                                           |
| 1     | Pedrazza Walter          | Rakousko  | 1982                                           |
| 1     | Ernst Peter              | Německo   | 1977                                           |

## Traťové rekordy
Dlouhá historie závodu přinesla velké množství rekordů, které byly dosaženy na trati Ecce Homo, při jednotlivých ročnících závodu. Rozmanité startovní pole závodních vozů nabídlo mnoho odlišných hodnocených kategorií a dílčích skupin vozidel i motocyklů.
V níže uvedených rekordních statistikách je nutné respektovat dobu, kdy bylo jezdeckých výkonů dosaženo s ohledem na tehdejší technickou úroveň strojů. Je třeba respektovat proměnnou délku dráhy i její povrchové vlastnosti, které se v průběhu let měnily.
Absolutní traťový rekord Ecce Homo Šternberk drží od roku 2022 Ital Christian Merli, který v druhé závodní jízdě zajel 7800 metrů dlouhou trať v čase 2:39,80 s vozem Osella FA30 EVO Zytek LRM (sk. E2-SS, kat. 2).

### Vývoj absolutního traťového rekordu vpředválečné historii závodu sdélkou 7750m (1921–1937)
Podle dobových periodik.
| Rok  | Čas    | Jezdec                   | Národnost      | Vůz/Motocykl                     | Kategorie                           | Prům. rychlost |
| ---- | ------ | ------------------------ | -------------- | -------------------------------- | ----------------------------------- | -------------- |
| 1921 | 7:32,8 | Chlad František          | Česko          | Harley-Davidson                  | Motocykl do 1000 cm³                | 61,7 km/h      |
| 1921 | 7:45,6 | Klabazňa Karel           | Česko          | Tatra -T (Nesselsdorf)           | Automobil do 3500 cm³ a nad 1000 kg | 60,0 km/h      |
| 1922 | 7:05,5 | Suchý Franz              | Česko          | Harley-Davidson                  | Motocykl do 1000 cm³                | 65,6 km/h      |
| 1922 | 6:52,6 | Müttermüller Rychard     | Česko          | Tatra U                          | Sériový automobil nad 5000 cm³      | 67,7 km/h      |
| 1923 | 6:22,0 | Dirtl Leopold            | Rakousko       | Zenith JAP                       | Motocykl nad 750 cm³                | 73,0 km/h      |
| 1923 | 5:54,8 | Rützler Herman           | Rakousko       | Steyr VI Sport                   | Závodní automobily do 4500 cm³      | 78,8 km/h      |
| 1924 | 6:19,4 | Turek Bohumil            | Česko          | Walter                           | Motocykl do 750 cm³                 | 73,6 km/h      |
| 1925 | 5:46,2 | Kinský Oldřich Ferdinand | Československo | Steyr VI Sport                   | Závodní automobily do 4500 cm³      | 80,6 km/h      |
| 1926 | 5:51,5 | Franconi Francois        | Švýcarsko      | Motosacoche                      | Motocykl nad 500 cm³                | 79,5 km/h      |
| 1926 | 5:38,6 | Junek Vincenc            | Česko          | Bugatti T35B                     | Závodní automobily do 3000 cm³      | 82,5 km/h      |
| 1928 | 5:42,3 | Gall Karl                | Rakousko       | BMW                              | Motocykl nad 500 cm³                | 81,6 km/h      |
| 1929 | 5:37,0 | Gall Karl                | Rakousko       | Standard                         | Motocykl do 750 cm³                 | 82,8 km/h      |
| 1929 | 5:18,2 | Stuck Hans               | Německo        | Austro Daimler Bergmeister Sport | Závodní automobily                  | 87,7 km/h      |
| 1936 | 5:07,8 | Pohl Zdeněk              | Česko          | Bugatti T51                      | Závodní automobily                  | 90,9 km/h      |
| 1937 | 5:31,1 | Vitvar Antonín           | Česko          | Jawa                             | Motocykl nad 350 cm³                | 84,3 km/h      |

### Vývoj absolutního traťového rekordu vpoválečné historii závodu sdélkou 7800m (1972–2025)
Podle webu Euromontagna.com.
| Rok  | Čas     | Jezdec             | Národnost | Vůz                       | Skupina | Prům. rychlost | Přesná délka tratě [m] |
| ---- | ------- | ------------------ | --------- | ------------------------- | ------- | -------------- | ---------------------- |
| 1972 | 4:16,40 | Bobek Jaroslav     | Česko     | Škoda Spider I 1500       | B5      | 108,8 km/h     | 7750                   |
| 1973 | 4:08,20 | Bobek Jaroslav     | Česko     | Škoda Spider I 1800       | B5      | 112,4 km/h     | 7750                   |
| 1974 | 4:05,80 | Wittwer Hans-Ruedi | Švýcarsko | Brabham F2 BT40           | C9      | 113,5 km/h     | 7750                   |
| 1975 | 3:44,80 | Wittwer Hans-Ruedi | Švýcarsko | Brabham F2 BT40           | C9      | 124,5 km/h     | 7750                   |
| 1976 | 3:43,39 | Wittwer Hans-Ruedi | Švýcarsko | Brabham F2 BT40           | B8      | 128,9 km/h     | 8000                   |
| 1977 | 3:33,49 | Ernst Peter        | Německo   | Abarth Osella SE 021      | 6       | 134,9 km/h     | 8000                   |
| 1978 | 3:29,87 | Kern Dieter        | Německo   | Alpine Renault F2         | B8      | 137,2 km/h     | 8000                   |
| 1979 | 3:17,26 | Kern Dieter        | Německo   | Alpine Renault F2         | B8      | 146,0 km/h     | 8000                   |
| 1982 | 3:10,25 | Pedrazza Walter    | Rakousko  | PRC F2 00/82              | E       | 147,6 km/h     | 7800                   |
| 1983 | 3:09,91 | Nesti Mauro        | Itálie    | Osella PA9 BMW            | 6       | 147,9 km/h     | 7800                   |
| 1984 | 3:06,86 | Caprez Ruedi       | Švýcarsko | Martini F2 Mk.32          | E       | 150,3 km/h     | 7800                   |
| 1990 | 3:06,24 | Adámek Miroslav    | Česko     | HSS-March 822 Audi CAN-AM | E       | 150,8 km/h     | 7800                   |
| 1992 | 3:04,77 | Vilariño Andrés    | Španělsko | Lola T298 Repsol BMW      | C3      | 152,0 km/h     | 7800                   |
| 1993 | 3:02,39 | Vilariño Andrés    | Španělsko | Lola T298 Repsol BMW      | C3      | 154,0 km/h     | 7800                   |
| 1999 | 3:01,18 | Szasz Laszlo       | Maďarsko  | Reynard 93D Zytek         | E       | 155,0 km/h     | 7800                   |
| 2000 | 2:58,03 | Leitgeb Walter     | Rakousko  | Reynard 95D Fadewa        | E       | 157,7 km/h     | 7800                   |
| 2005 | 2:53,96 | Vilariño Ander     | Španělsko | Reynard 01L Nippon Mugen  | D/E2    | 160,5 km/h     | 7800                   |
| 2009 | 2:49,99 | Faggioli Simone    | Itálie    | Osella FA30 Zytek         | E2-SS   | 164,2 km/h     | 7800                   |
| 2010 | 2:48,58 | Faggioli Simone    | Itálie    | Osella FA30 Zytek         | E2-SS   | 166,6 km/h     | 7800                   |
| 2012 | 2:45,63 | Faggioli Simone    | Itálie    | Osella FA30 Zytek         | E2-SS   | 169,5 km/h     | 7800                   |
| 2017 | 2:43,37 | Faggioli Simone    | Itálie    | Norma M20FC Zytek         | E2-SC   | 171,9 km/h     | 7800                   |
| 2018 | 2:41,37 | Christian Merli    | Itálie    | Osella FA30 EVO Zytek LRM | E2-SS   | 174,0 km/h     | 7800                   |
| 2019 | 2:39,93 | Christian Merli    | Itálie    | Osella FA30 EVO Zytek LRM | E2-SS   | 175,5 km/h     | 7800                   |
| 2021 | 2:39,88 | Christian Merli    | Itálie    | Osella FA30 EVO Zytek LRM | E2-SS   | 175,6 km/h     | 7800                   |
| 2022 | 2:39,80 | Christian Merli    | Itálie    | Osella FA30 EVO Zytek LRM | E2-SS   | 175,7 km/h     | 7800                   |

### Platné traťové rekordy pro jednotlivé skupiny vpoválečné historii závodu s délkou 7800m (1972–2025)
| Kategorie | Rok  | Skupina | Čas     | Jezdec                    | Národnost  | Vůz                         | Prům. rychlost |
| --------- | ---- | ------- | ------- | ------------------------- | ---------- | --------------------------- | -------------- |
| –         | 1975 | B5      | 3:53,40 | Ernst Peter               | Německo    | Osella Abarth               | 120,3 km/h     |
| –         | 1975 | C9      | 3:44,80 | Wittwer Hans-Ruedi        | Švýcarsko  | Brabham BT40 F2             | 124,9 km/h     |
| –         | 1979 | B8      | 3:17,26 | Kern Dieter               | Německo    | Alpine Renault F2           | 142,4 km/h     |
| –         | 1982 | 1       | 3:58,24 | Rossi Giovani             | Francie    | Ford Granada                | 117,9 km/h     |
| –         | 1983 | 2       | 3:36,85 | Dürig Hans Jürgen         | Švýcarsko  | BMW 635 CSi                 | 129,5 km/h     |
| –         | 1981 | 3       | 4:10,73 | Linnig Karl Heinz         | Německo    | Porsche Turbo               | 112,0 km/h     |
| –         | 1983 | 4       | 3:28,16 | Göring Rolf               | Německo    | BMW M1                      | 134,9 km/h     |
| –         | 1983 | 5       | 3:17,28 | Stenger Herbert           | Německo    | Zakspeed Capri Turbo        | 142,3 km/h     |
| –         | 1983 | 6       | 3:06,91 | Nesti Mauro               | Itálie     | Osella PA9 BMW              | 149,4 km/h     |
| –         | 1985 | B       | 3:24,20 | Rossi Giovani             | Francie    | BMW M1                      | 137,5 km/h     |
| –         | 1993 | C3      | 3:02,39 | Vilariño Andrés           | Španělsko  | Lola T298 Repsol BMW        | 154,0 km/h     |
| –         | 1998 | ST      | 3:35,23 | Zbožínek Jiří             | Česko      | Audi 80 Quattro             | 130,5 km/h     |
| –         | 2000 | H       | 3:22,64 | Stolz Herbert             | Rakousko   | Porsche 935 Turbo DP-II     | 138,6 km/h     |
| –         | 2009 | SP      | 3:46,48 | Vojáček Lukáš             | Česko      | Alfa Romeo 147 TS 16V       | 124,0 km/h     |
| –         | 2000 | E       | 2:58,03 | Leitgeb Walter            | Rakousko   | Reynard 95D Fadewa          | 157,7 km/h     |
| –         | 2005 | D/E2    | 2:53,96 | Vilariño Ander            | Španělsko  | Reynard 01L Nippon Mugen    | 160,5 km/h     |
| I         | 2012 | N       | 3:27,25 | Borkovič Dušan            | Srbsko     | Mitsubishi Lancer Evo IX    | 135,5 km/h     |
| I         | 2016 | E1      | 3:09,55 | Schagerl Karl             | Rakousko   | VW Golf Rallye TFSI-R       | 148,1 km/h     |
| I         | 2015 | A       | 3:24,12 | Malý Jaromír              | Česko      | Mitsubishi Lancer EVO VIII  | 137,6 km/h     |
| I         | 2015 | S20     | 3:32,17 | Wiedenhofer Stefan        | Rakousko   | Mitsubishi Lancer Evo IX R4 | 132,3 km/h     |
| I         | 2018 | GT      | 3:13,12 | Courroye Pierre           | Francie    | McLaren MP4-12C GT3         | 145,4 km/h     |
| II        | 2011 | E2-SH   | 3:02,19 | Plasa Georg               | Německo    | BMW 134 JUDD                | 154,1 km/h     |
| II        | 2003 | CN      | 3:01,96 | Faggioli Simone           | Itálie     | Osella PA20s BMW            | 154,3 km/h     |
| II        | 2021 | E2-SC   | 2:40,30 | Faggioli Simone           | Itálie     | Norma Bardahl M20 FC        | 175,1 km/h     |
| II        | 2022 | E2-SS   | 2:39,80 | Merli Christian           | Itálie     | Osella FA30 EVO Zytek LRM   | 175,7 km/h     |
| –         | –    | –       | –       | –                         | –          | –                           | –              |
| Historic  | 2019 | HA      | 3:11,42 | Bonucci Umberto           | Itálie     | Osella PA9/90               | 146,7 km/h     |
| I         | 2025 | Group 1 | 3:00,81 | Schagerl Karl             | Rakousko   | VW Golf Rallye TFSI-R       | 155,3 km/h     |
| I         | 2025 | Group 2 | 3:07,99 | Karol Krupa               | Polsko     | Škoda Fabia CT              | 149,3 km/h     |
| I         | 2023 | Group 3 | 3:15,29 | Stefanovski Igor          | Makedonie  | Hyundai i30 TCR             | 143,8 km/h     |
| I         | 2025 | Group 4 | 3:23,83 | Matija Jurišič            | Chorvatsko | Peugeot 308 1.6 TCR         | 137,7 km/h     |
| I         | 2025 | Group 5 | 3:36,21 | Luis Antonio Penido Lopez | Španělsko  | Peugeot 306                 | 127,6 km/h     |
| II        | 2025 | Proto 1 | 2:44,16 | Kevin Petit               | Francie    | Nova Proto NP01             | 171,0 km/h     |
| II        | 2025 | Proto 2 | 2:52,80 | Fausto Bormolini          | Itálie     | Reynard K02                 | 162,5 km/h     |
| II        | 2025 | Proto 3 | 3:15,88 | Karel Berger              | Česko      | Osella PA21 JrB             | 143,3 km/h     |
| II        | 2025 | Proto 4 | 3:13,19 | David Dědek               | Česko      | Norma M20FC                 | 145,3 km/h     |

### Vývoj absolutního traťového rekordu na zkrácené verzi tratě s délkou 4800m
Podle webu timing.sk.
| Rok  | Čas     | Jezdec           | Národnost | Vůz                            | Skupina | Prům. rychlost |
| ---- | ------- | ---------------- | --------- | ------------------------------ | ------- | -------------- |
| 1971 |         | Kořínek Bořivoj  | Česko     | Škoda 1500                     | B6      |                |
| 1993 | 2:36,07 | Stoitzner Alfred | Rakousko  | Jaguar E-Type                  | HA      | 110,7 km/h     |
| 1994 | 2:35,04 | Stoitzner Alfred | Rakousko  | Jaguar E-Type                  | HA      | 111,5 km/h     |
| 1995 | 2:29,81 | Czech Rudolf     | Rakousko  | Lotoy - Modus F3               | HA      | 115,3 km/h     |
| 1998 | 2:18,46 | Stolz Herbert    | Rakousko  | Porsche 911 Carrera RSR        | HA      | 124,8 km/h     |
| 2005 | 2:04,23 | Svoboda Milan    | Česko     | Dallara F302                   | E2      | 139,0 km/h     |
| 2015 | 1:54,34 | Janík Václav     | Česko     | Norma M20FC Turbo (Mitsubishi) | E2-SC   | 151,1 km/h     |
| 2017 | 1:52,80 | Nevěřil Dušan    | Česko     | Norma M20FC Zytek JUDD         | E2-SC   | 153,2 km/h     |
| 2018 | 1:50,60 | Beneš Miloš      | Česko     | Osella FA30 Zytek JUDD         | E2-SS   | 156,2 km/h     |
| 2021 | 1:47,91 | Merli Christian  | Itálie    | Osella FA30 EVO Zytek LRM      | E2-SS   | 160,1 km/h     |

### Vývoj absolutního traťového rekordu na zkrácené verzi tratě s délkou 3333m
Podle webu Ecce Homo
| Rok  | Čas     | Jezdec          | Národnost | Vůz               | Skupina | Prům. rychlost |
| ---- | ------- | --------------- | --------- | ----------------- | ------- | -------------- |
| 2016 | 1:17,51 | Faggioli Simone | Itálie    | Norma M20FC Zytek | E2-SC   | 154,8 km/h     |

### Vývoj nejrychlejší jízdy českého jezdce na verzi tratě sdélkou 7800m (1972–2025)
Podle webu Ecce Homo
| Rok  | Čas     | Jezdec          | Národnost | Vůz                       | Skupina | Prům. rychlost |
| ---- | ------- | --------------- | --------- | ------------------------- | ------- | -------------- |
| 1972 | 4:16,40 | Bobek Jaroslav  | Česko     | Škoda Spider I 1500       | B5      | 109,5 km/h     |
| 1973 | 4:08,20 | Bobek Jaroslav  | Česko     | Škoda Spider I 1800       | B5      | 113,1 km/h     |
| 1975 | 3:56,00 | Bobek Jaroslav  | Česko     | Škoda Spider II 733       | B5      | 119,0 km/h     |
| 1979 | 3:47,18 | Lím Václav      | Česko     | Avia AE2                  | B8      | 123,6 km/h     |
| 1984 | 3:39,02 | Jílek Karel     | Česko     | MTX 2-03 / 2000           | Gr. 6   | 128,2 km/h     |
| 1986 | 3:21,33 | Adámek Miroslav | Česko     | March 821 Can-Am Ford     | E       | 139,5 km/h     |
| 1987 | 3:15,12 | Adámek Miroslav | Česko     | HSS-March 822 Audi CAN-AM | E       | 143,9 km/h     |
| 1988 | 3:15,06 | Adámek Miroslav | Česko     | HSS-March 822 Audi CAN-AM | E       | 144,0 km/h     |
| 1990 | 3:06,24 | Adámek Miroslav | Česko     | HSS-March 822 Audi CAN-AM | E       | 150,8 km/h     |
| 2002 | 3:02,55 | Krámský Otakar  | Česko     | Osella PA20/K02 BMW       | CN      | 153,8 km/h     |
| 2008 | 3:02,47 | Nevěřil Dušan   | Česko     | Lola B03/50 Zytek JUDD    | E2      | 153,9 km/h     |
| 2009 | 3:01,33 | Beneš Miloš     | Česko     | Ralt RT23 Cosworth        | E2      | 154,9 km/h     |
| 2010 | 2:59,23 | Kostruh David   | Česko     | Osella FA30 Zytek         | E2-SS   | 156,7 km/h     |
| 2012 | 2:53,62 | Beneš Miloš     | Česko     | Osella FA30 Zytek         | E2-SS   | 161,7 km/h     |
| 2013 | 2:51,38 | Beneš Miloš     | Česko     | Osella FA30 Zytek         | E2-SS   | 163,8 km/h     |
| 2018 | 2:46,39 | Beneš Miloš     | Česko     | Osella FA30 Zytek JUDD    | E2-SS   | 168,8 km/h     |
| 2021 | 2:45,66 | Beneš Miloš     | Česko     | Osella FA30 Zytek JUDD    | E2-SS   | 169,5 km/h     |
| 2022 | 2:44,53 | Trnka Petr      | Česko     | Norma M20FC Mugen         | E2-SC   | 170,6 km/h     |
| 2023 | 2:44,37 | Trnka Petr      | Česko     | Norma M20FC Mugen         | E2-SC   | 170,8 km/h     |

### Vývoj nejrychlejší jízdy dosažené ženou na verzi tratě s délkou 7800m (1972–2025)
Podle webu Ecce Homo
| Rok  | Čas     | Jezdkyně         | Národnost | Vůz                             | Skupina  | Prům. rychlost |
| ---- | ------- | ---------------- | --------- | ------------------------------- | -------- | -------------- |
| 1926 | 6:16,6  | Junková Eliška   | Česko     | Bugatti T35                     | –        | 74,5 km/h      |
| –    | –       | –                | –         | –                               | –        | –              |
| 1972 | 5:10,40 | Heinrich Helga   | Německo   | Melkus RS 1000                  | Gr. 5    | 90,4 km/h      |
| 1973 | 4:51,40 | Heinrich Helga   | Německo   | Melkus RS 1000                  | Gr. 5    | 96,3 km/h      |
| 1975 | 4:40,40 | Heinrich Helga   | Německo   | Spyder Krug 74 Wartburg 1150    | Gr. 5    | 100,1 km/h     |
| 1979 | 4:27,16 | Heinrich Helga   | Německo   | Spyder Scharfe 02 Wartburg 1150 | Gr. 6    | 105,1 km/h     |
| 1980 | 4:16,74 | Heinrich Helga   | Německo   | Melkus MT 77-1 Lada             | B8       | 109,3 km/h     |
| 1982 | 4:07,51 | Heinrich Helga   | Německo   | Melkus MT 77-1 Lada             | E        | 113,4 km/h     |
| 1983 | 4:01,21 | Höllerich Petra  | Německo   | NSU Brixner 1300                | Gr. 6    | 116,4 km/h     |
| 1984 | 3:51,20 | Höllerich Petra  | Německo   | Chevron B38                     | E        | 121,4 km/h     |
| 1986 | 3:48,83 | Höllerich Petra  | Německo   | Ralt RT3 F3                     | E        | 122,7 km/h     |
| 1988 | 3:38,45 | Sieber Renate    | Rakousko  | Ralt RT3 F3                     | E        | 128,5 km/h     |
| 2006 | 3:26,58 | Vilariño Angela  | Španělsko | Coloni Nissan                   | E2-SS    | 135,9 km/h     |
| 2008 | 3:25,98 | Edita Prášková   | Česko     | Dallara F301                    | E2-SS    | 136,3 km/h     |
| 2009 | 3:24,76 | Edita Prášková   | Česko     | Dallara F301                    | E2-SS    | 137,1 km/h     |
| 2011 | 3:24,53 | Edita Prášková   | Česko     | Dallara F301                    | E2-SS    | 137,2 km/h     |
| 2022 | 3:22,38 | Fillová Kristýna | Česko     | Mitsubishi Lancer Evo IX        | Group 2  | 138,7 km/h     |
| 2023 | 3:19,69 | Machová Tereza   | Česko     | Norma M20 F                     | CN/E2-SC | 140,7 km/h     |
| 2025 | 3:16,27 | Machová Tereza   | Česko     | Norma M20 F                     | Proto 4  | 142,7 km/h     |